# Кімнатне рослинництво

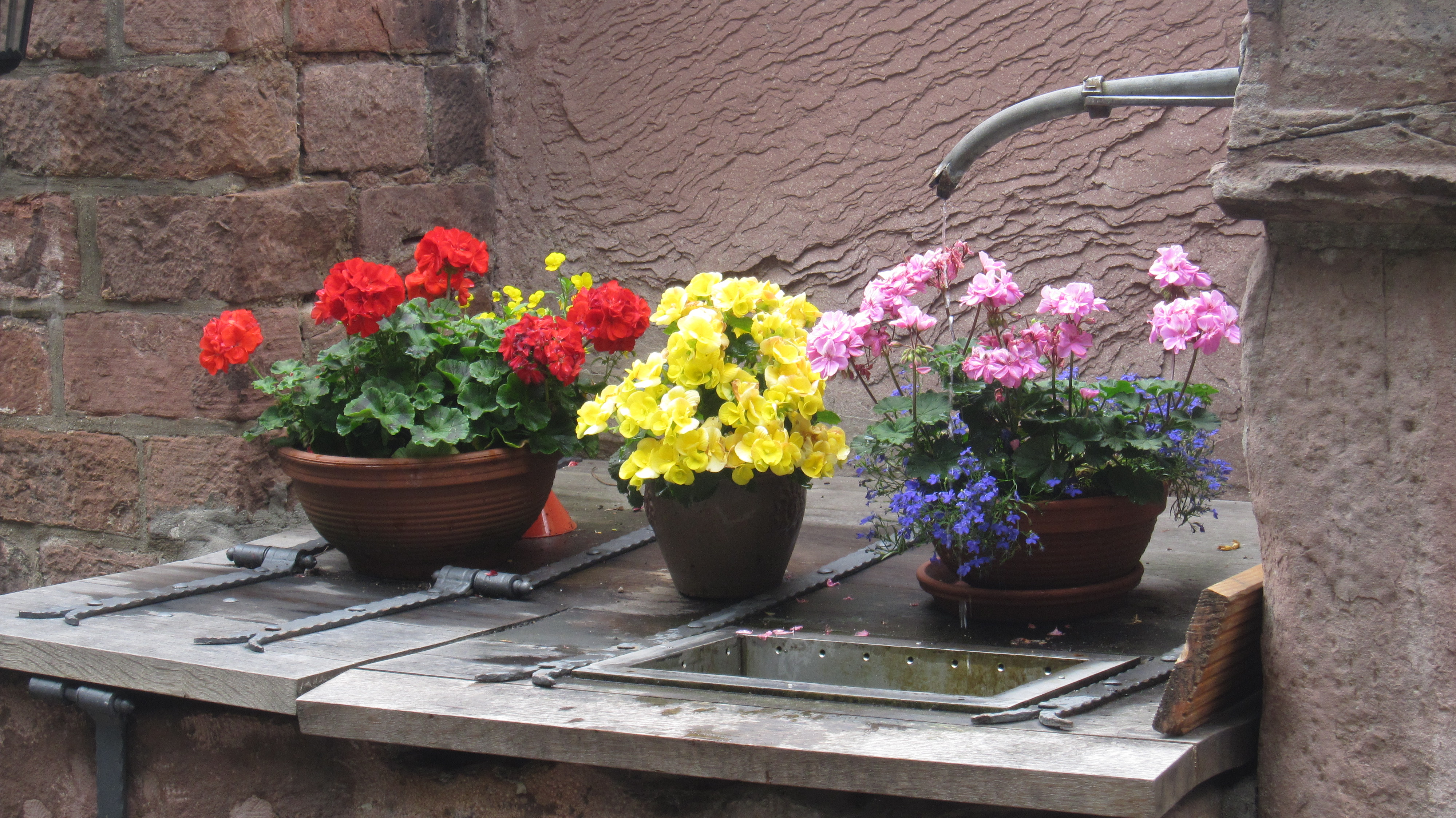

Кімнатне рослинництво або кімнатні рослини — давня галузь декоративного й обмежено натурального або комерційного квіткового господарства.

## Історія

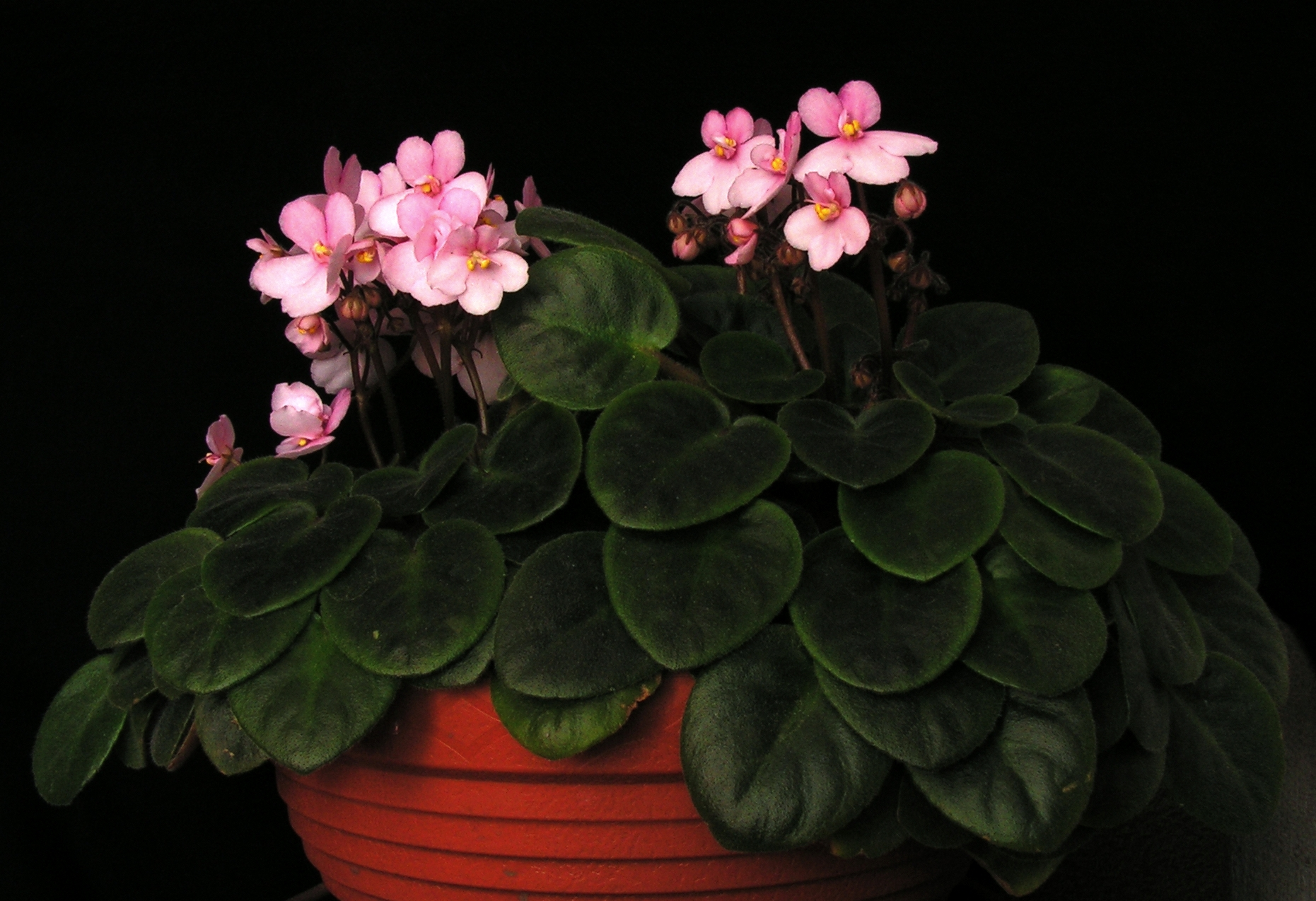
Сенполія з квітами

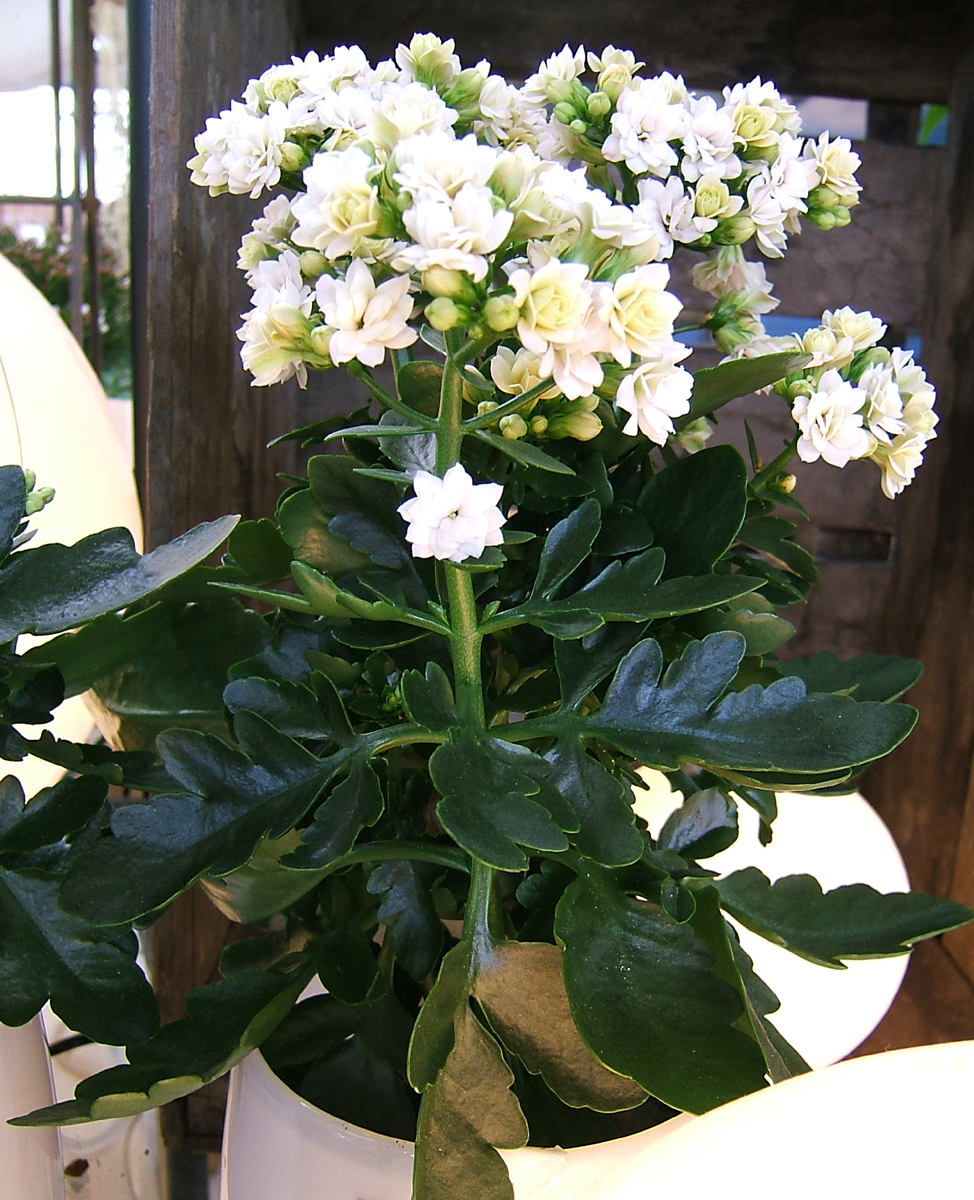
Kalanchoe blossfeldiana

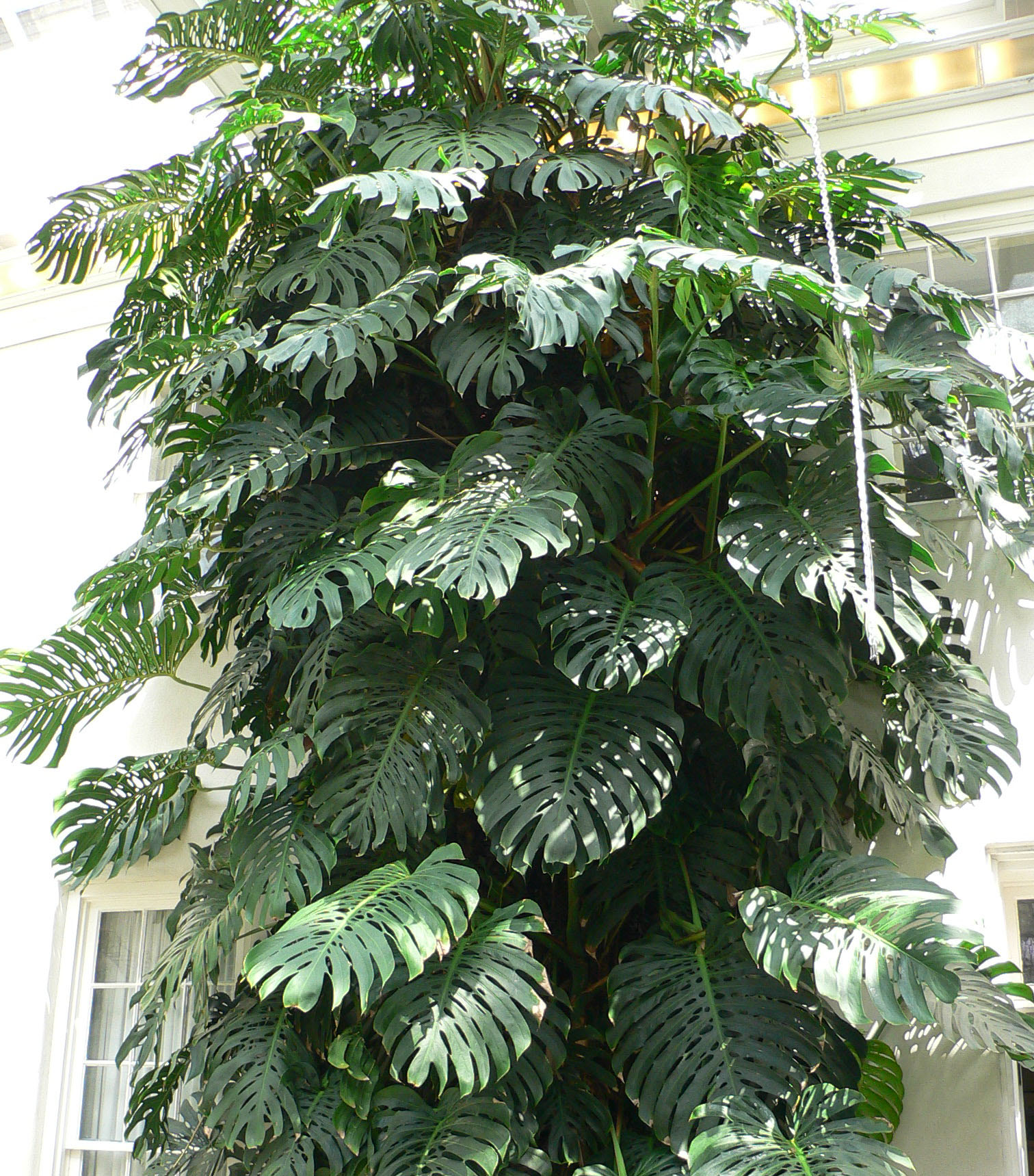
Монстера делікатесна

Кімнатне рослинництво налічує декілька тисячоліть власного розвитку. Воно тісно пов'язане як із ботанічними дослідженнями і знаннями, так і з технічним прогресом. Кімнатне рослинництво поширюється паралельно з осілим способом життя.
Кімнатне рослинництво особливо поширене в країнах з помірним кліматом або тривалою зимою, адже більшість наших кімнатних рослин походить із тропіків або субтропіків. Відповідно до мети вирощування кімнатні рослини можна розділити умовно на дві групи:
- Квіткові (африканська фіалка, хирита, бегонія, олеандр, азалія тощо)
- Листяні (монстера, фікуси, папороті, бамбуки, фіттонія)

Вирощування та утримання рослин у кімнатах має особливості, ризики та обмеження: бічне освітлення, сухість повітря взимку, невідповідні ґрунти, протяги, погані умови для дощування (обприскування) та миття листя тощо. Ще гірші умови для існування мають кімнатні рослини в офісах та громадських закладах, куди вимушено переміщують надто великі чи набридлі рослини, котрі потребують додаткового та трудомісткого догляду. Вирішення проблеми частково в майбутньому стане запровадження та поширення зимових садів та оранжерей у суспільних закладах, офісах, приватних оселях, а також узаконення і введення в штат фаху садівника-охоронця в офісах.

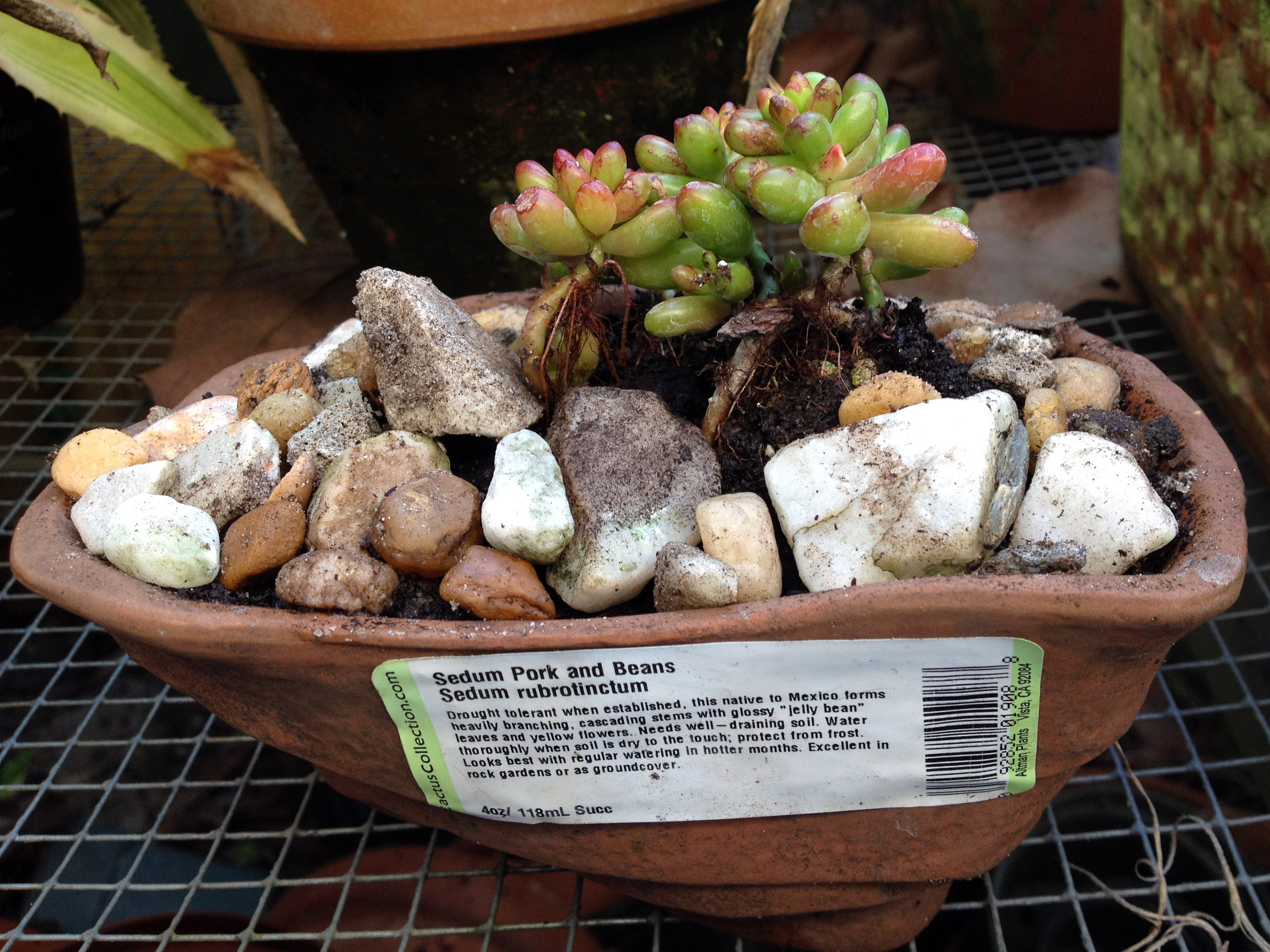
Sedum rubrotinctum
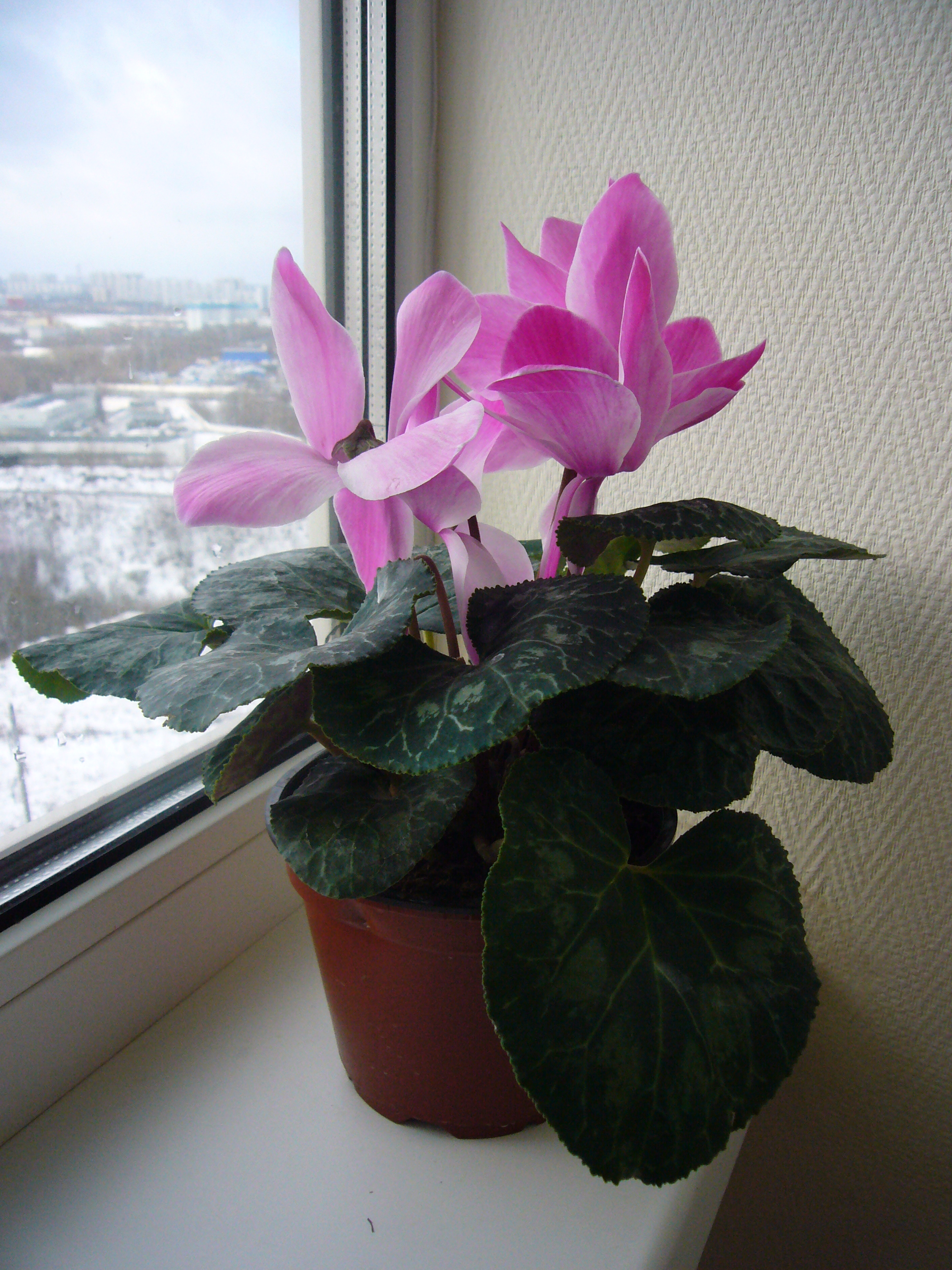
Cyclamen
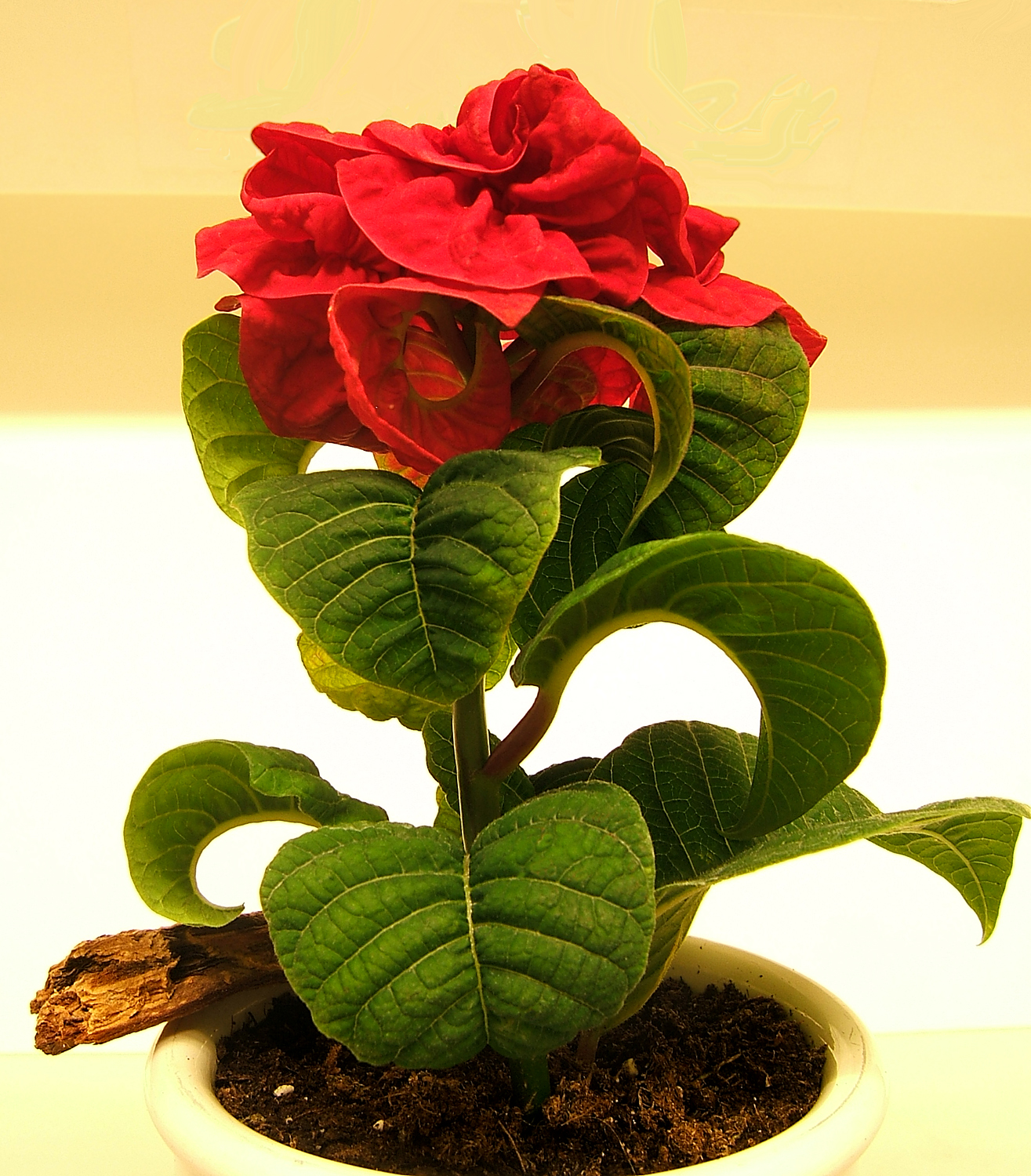
Euphorbia pulcherrima
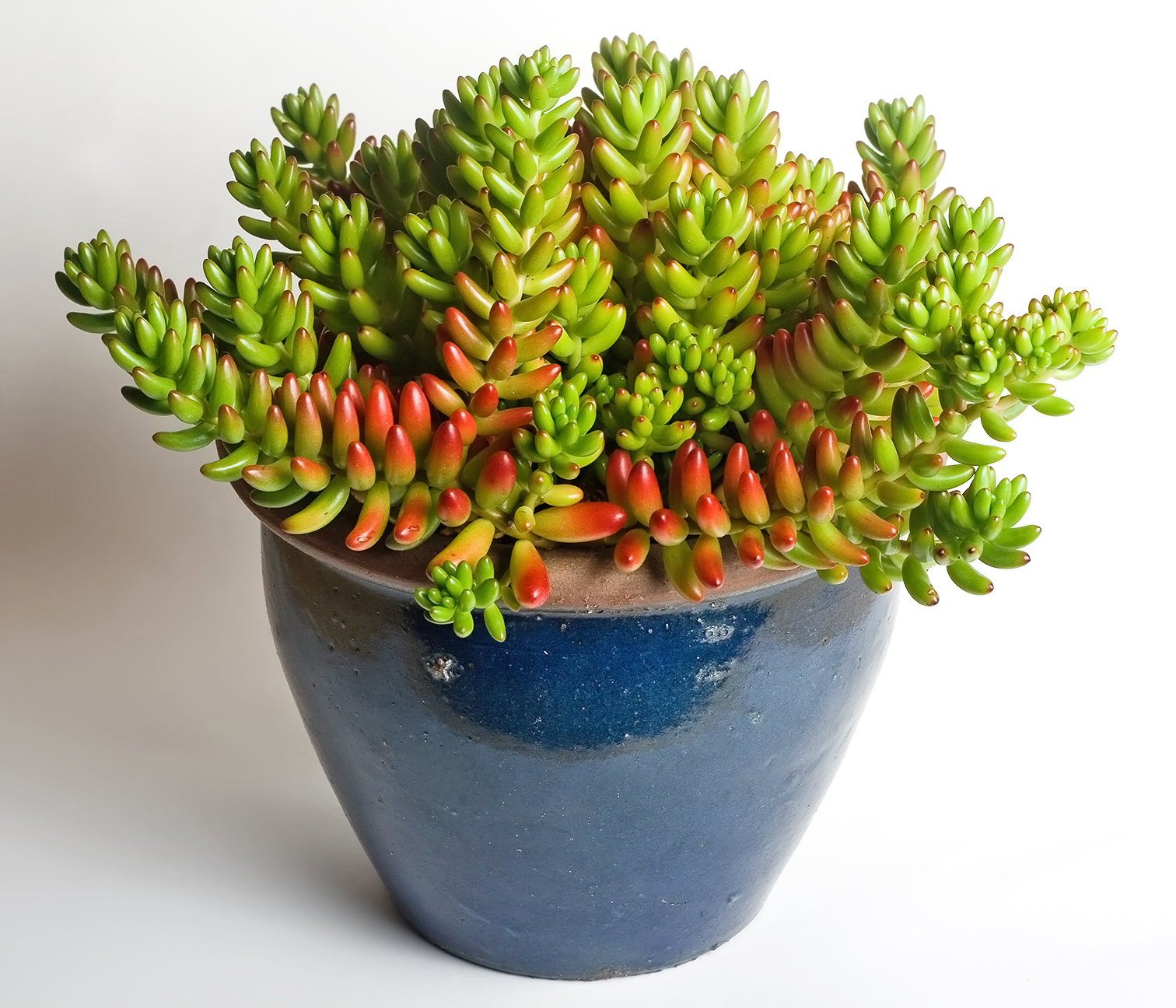
Sedum rubrotinctum
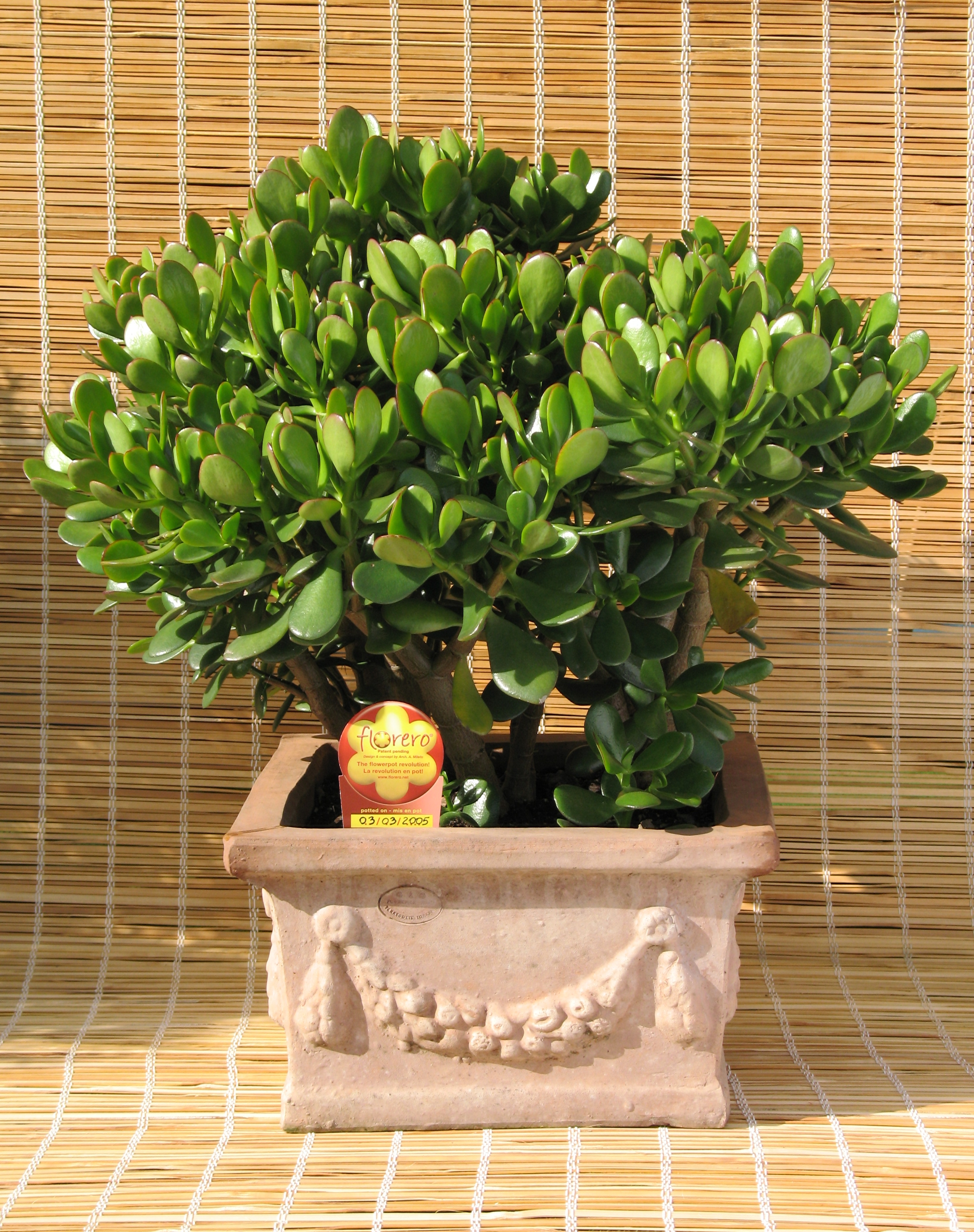
Crassula ovata
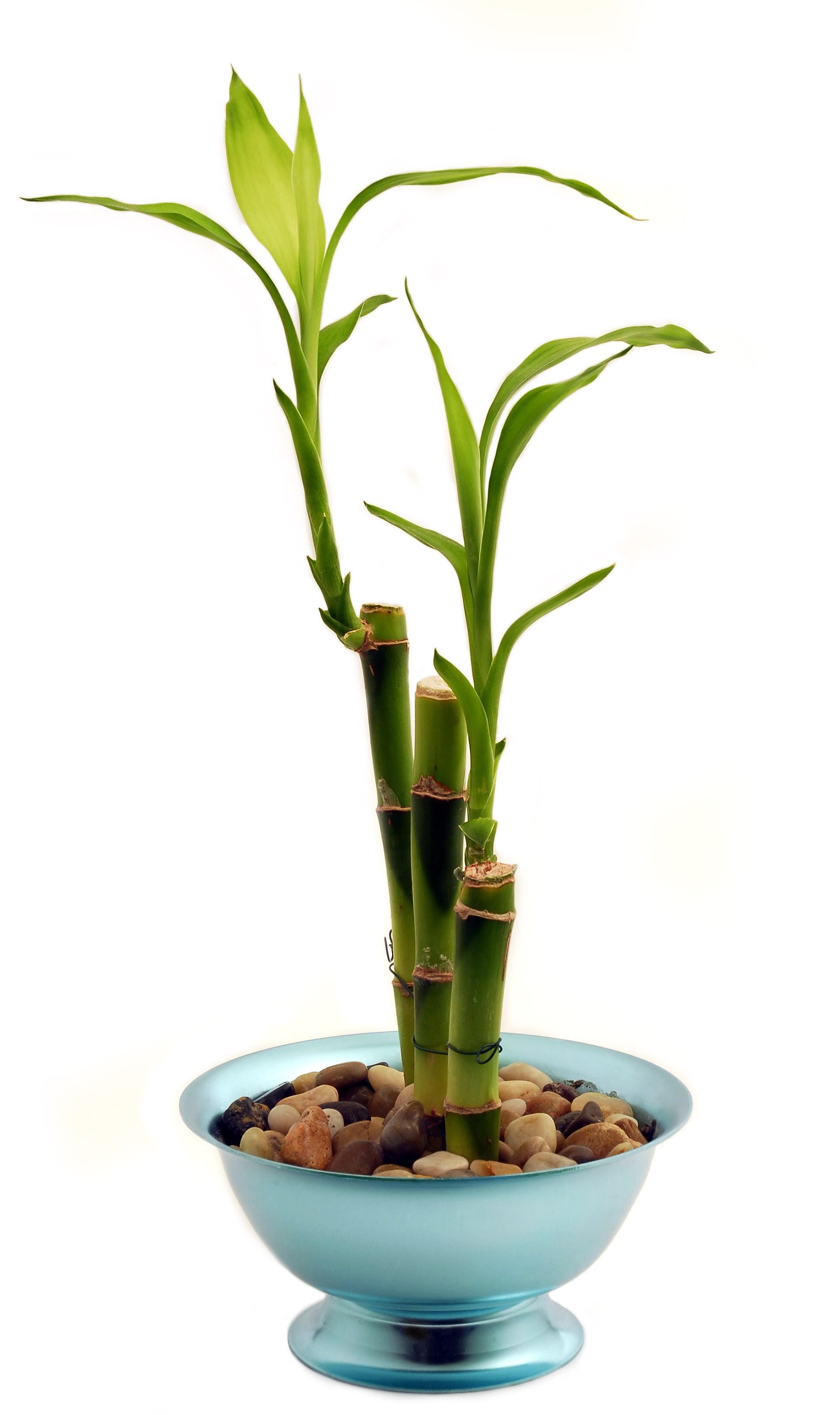
Dracaena sanderiana (бамбук)
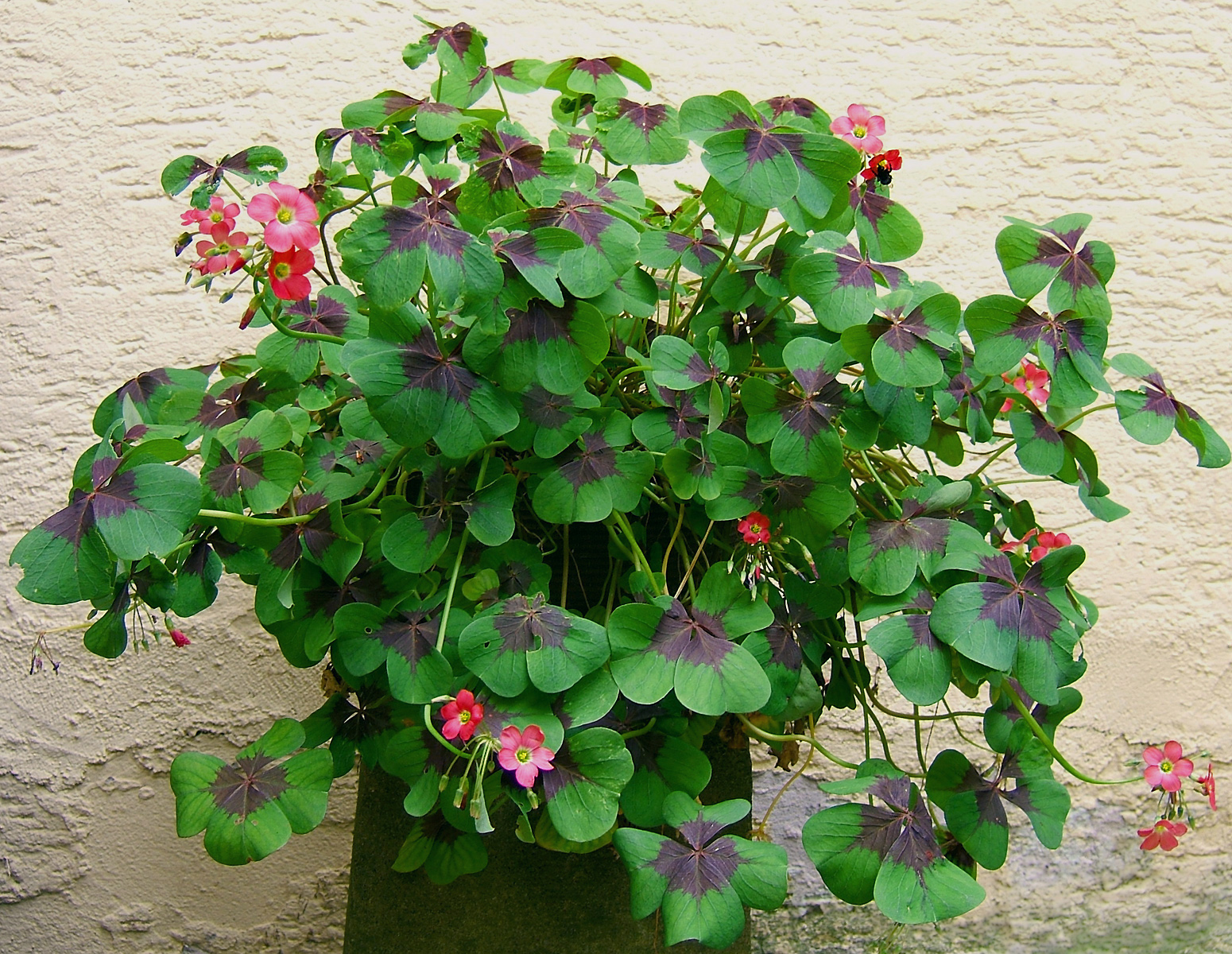
Oxalis tetraphylla
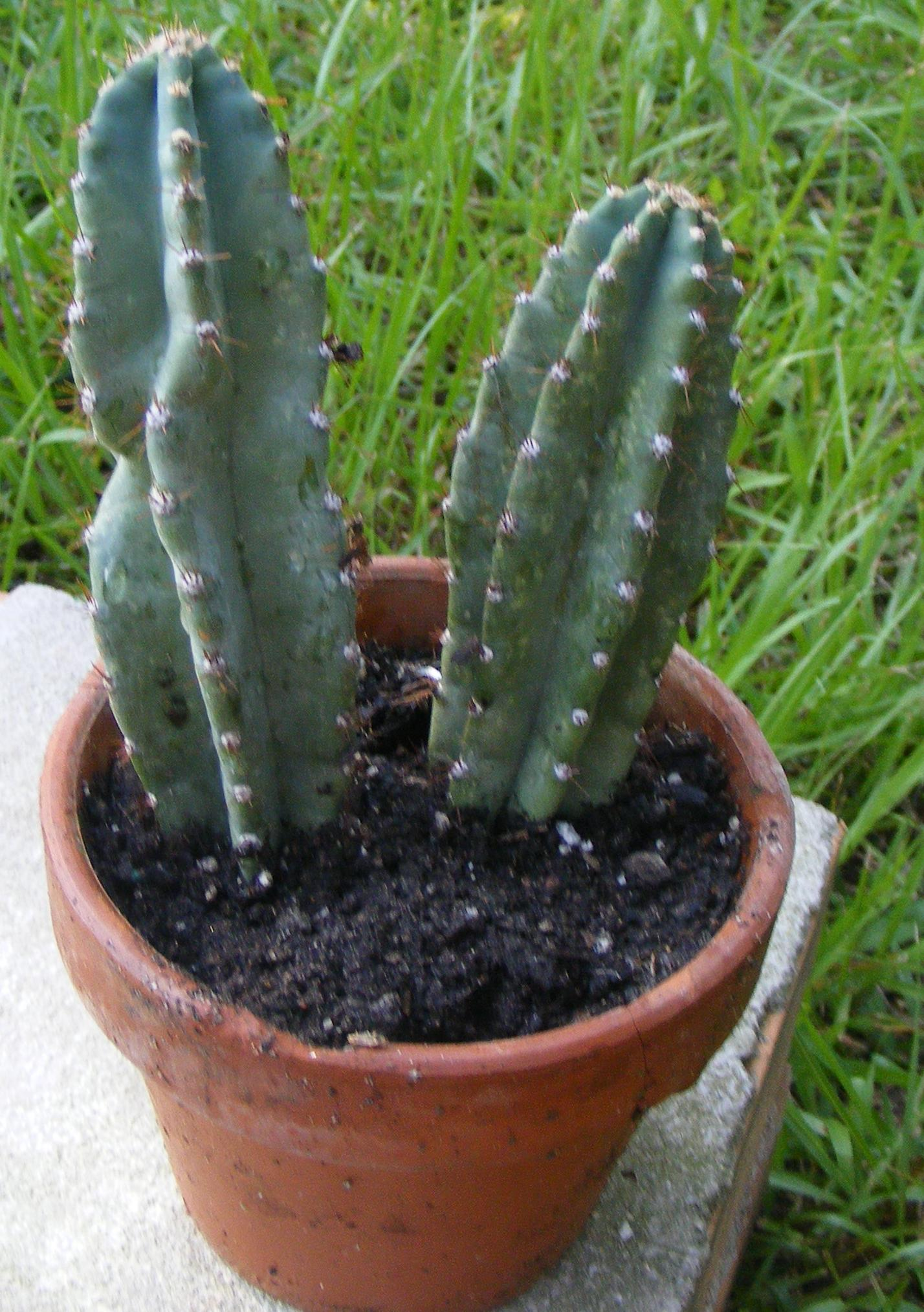
Cereus peruvianus (цереус перуанський)

## Умови та догляд
- Не купуйте тропічні рослини взимку та не перевозьте їх під час морозів[2].
- Поливати рослини слід водою, яка тепліша за температуру в приміщенні. Це допоможе уникнути стресу для рослин.
- Регулярно перевіряйте вологість субстрату. Особливо важливо стежити за цим у зимовий період.
- Нестача освітлення сприяє появі нехарактерного забарвлення для рослин — червонуватого або бузкового, а також поганому відображенню характерних для рослини візерунків на листі, або листки стають надто світлими за забарвленням. Навіть на вікні близько від скла рослини отримують лише 40-60 % необхідного для фотосинтезу світла.
- Для сукулентів і кактусів бажано мати окреме приміщення для зимового утримання — це може бути світла веранда без протягів, лоджія або зимовий сад. Рослинам потрібен взимку період спокою в сухому, але світлому приміщенні[2].

Як доглядати за кімнатними рослинами взимку:
1. Організуйте правильний простір біля вікна.
2. Провітрюйте приміщення регулярно.
3. Не забувайте про зимове зволоження та полив.
4. Забезпечте правильне освітлення та підгодівлю.
5. Виконуйте гігієнічні процедури для кімнатних рослин.

## Горщикова культура

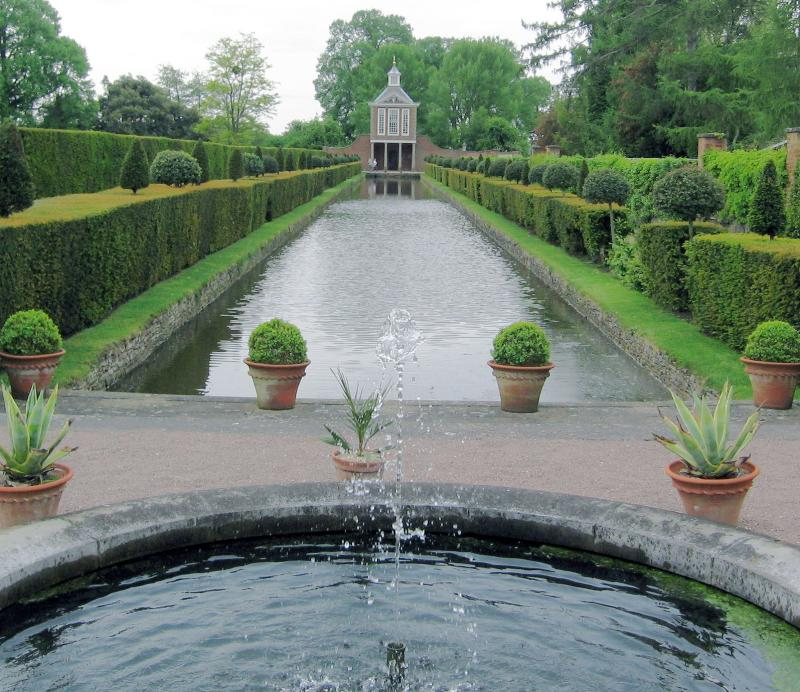
Сад Вестбері Корт.

Луї Гаф'є. Портрет офіцера Цизальпінської республіки, :1801 рік. Горшкова культура в живопису.

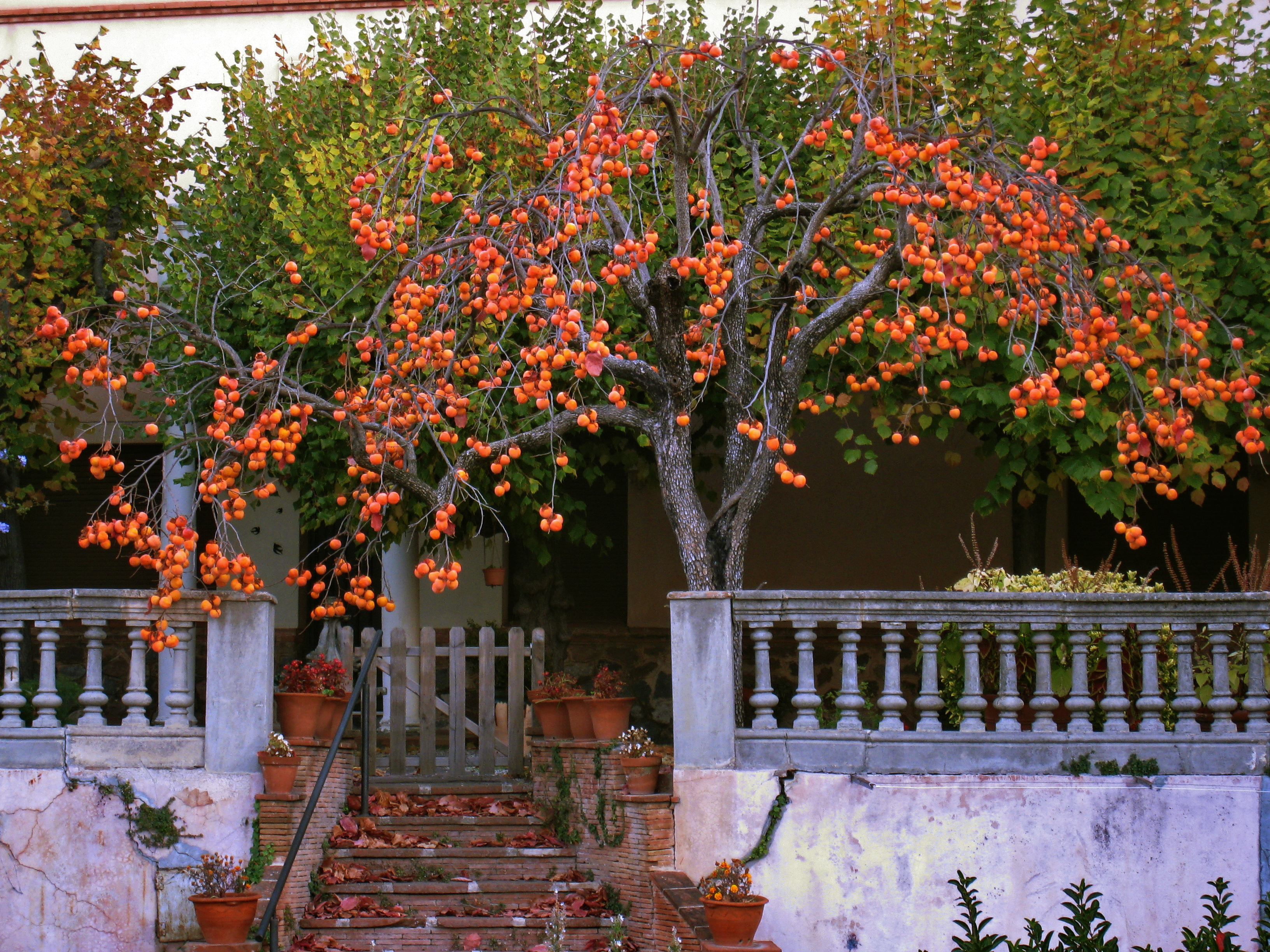
Горшкова культура квітів і дерево хурми. Каталонія.

Горщикова культура — давній спосіб розмноження та вирощування тропічних і субтропічних рослин і квітів. Горщикова культура набула особливого значення в добу Великих географічних відкриттів. Відкриття та безжальна колонізація земель в Америці, Південній Азії та на океанських островах супроводжувалися відкриттям, вивченням і вивезенням до Західної Європи рідкісних квітів, рослин і дерев у горщиках. У керамічних горщиках і дерев'яних контейнерах вивезли значну кількість рослин із Південної та Центральної Америки, Півдня Африки (низка рідкісних квітів, серед яких сенполія-узумбарська фіалка), Південної Азії (бамбуки — двісті видів тощо).
У Західній Європі не ріс бамбук. Історія спроб перевезення та розмноження бамбука в Європі розтягнулася на роки. Це було обумовлено тривалим часом, котрий потрібен для зав'язування бамбуком насіння, адже деякі види бамбуків дають насіння лише через сорок—сто двадцять років. Бамбуки здатні також розмножуватись корінням, проте початкові спроби перевезти рослини з корінням вітрильниками закінчувалися поразками. Справа в тому, що бамбук потребує вологи і легких ґрунтів, інакше його коріння гине, що і траплялося під час довготривалого транспортування вітрильниками. Завданням вивезти живі рослини бамбука з Азії опікувався француз Євген Мазель, що вивозив в Європу також і прянощі.
Але дещо раніше за Євгена Мазеля це вдалося швидким човнам британців у 1827 року. Згодом це вдалося і французам. Євген Мазель придбав у 1855 році земельну ділянку на півдні Франції в містечку Андюз. Там були родючі ґрунти й середземноморський клімат. Щоб забезпечити ділянку водою, Мазель проклав канал від сусідньої річки й нарешті висадив бамбук. Так виникла перша промислова плантація бамбука у Франції. У 1890 році Євген Мазель збанкрутів і був вимушений продати сад бамбуків. Однак сад Ла-Бамбусере не зник і існує до сьогодні, там вирощують майже двісті різновидів азійського бамбука.
Горщикова культура досі поширена і використовувалася в історичних садах і парках від доби Відродження до епохи рококо.

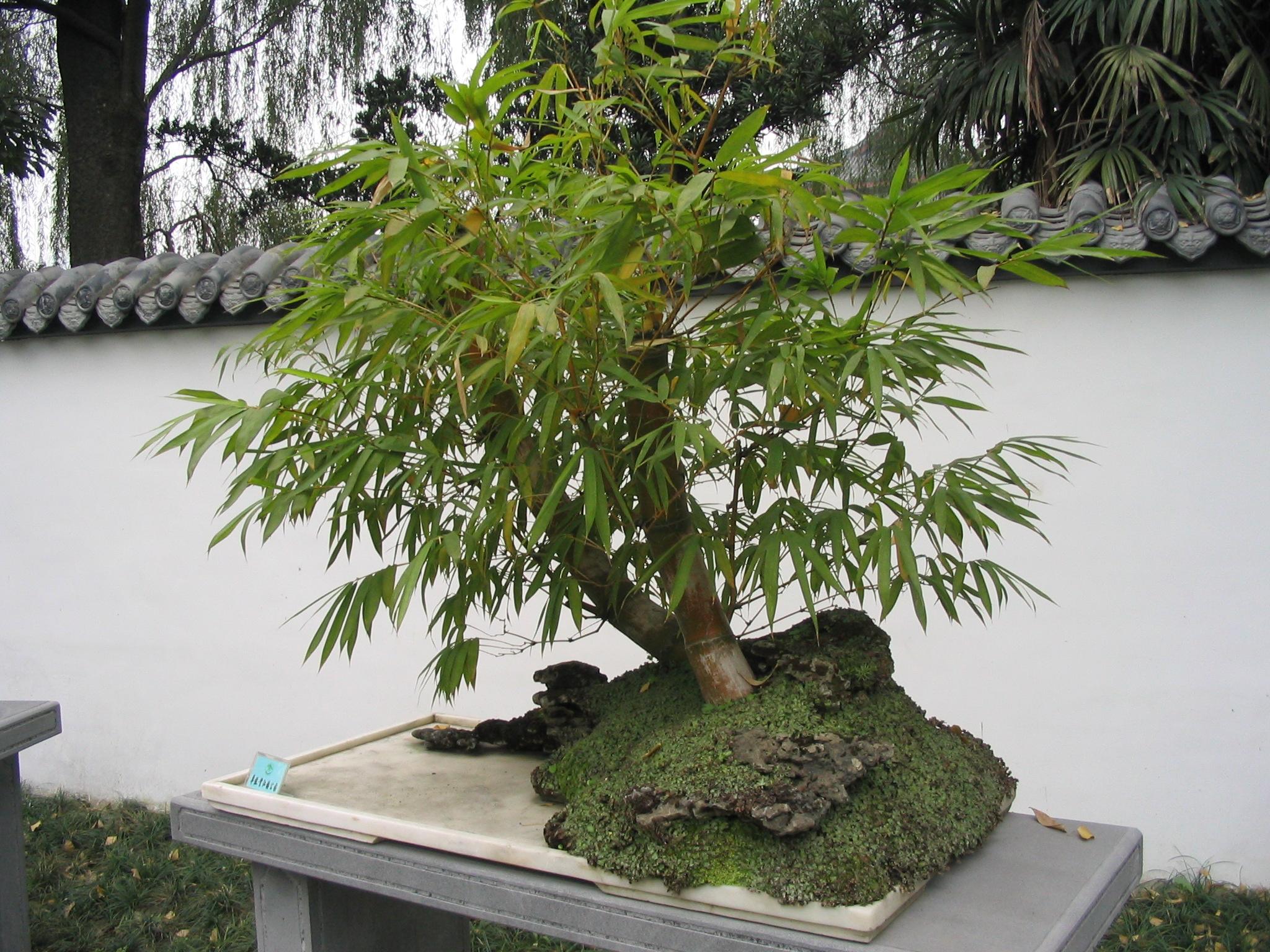
Бамбук бонсай.
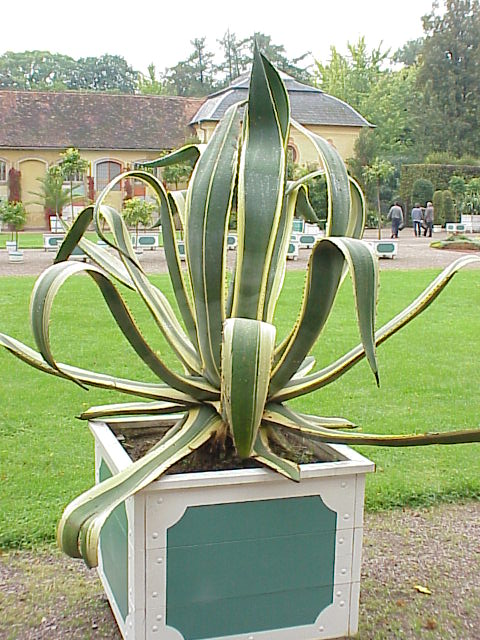
Агава американська
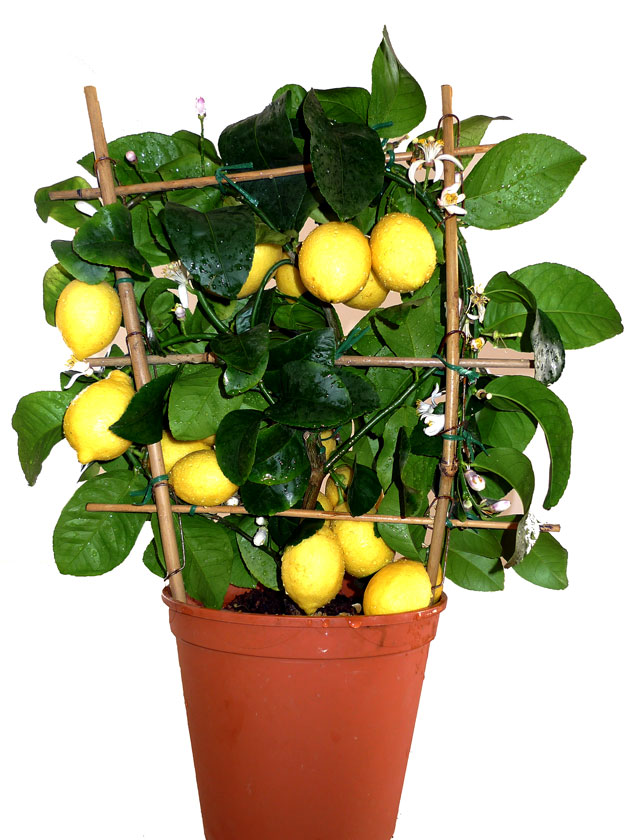
Цитрус лимон, горшкова культура
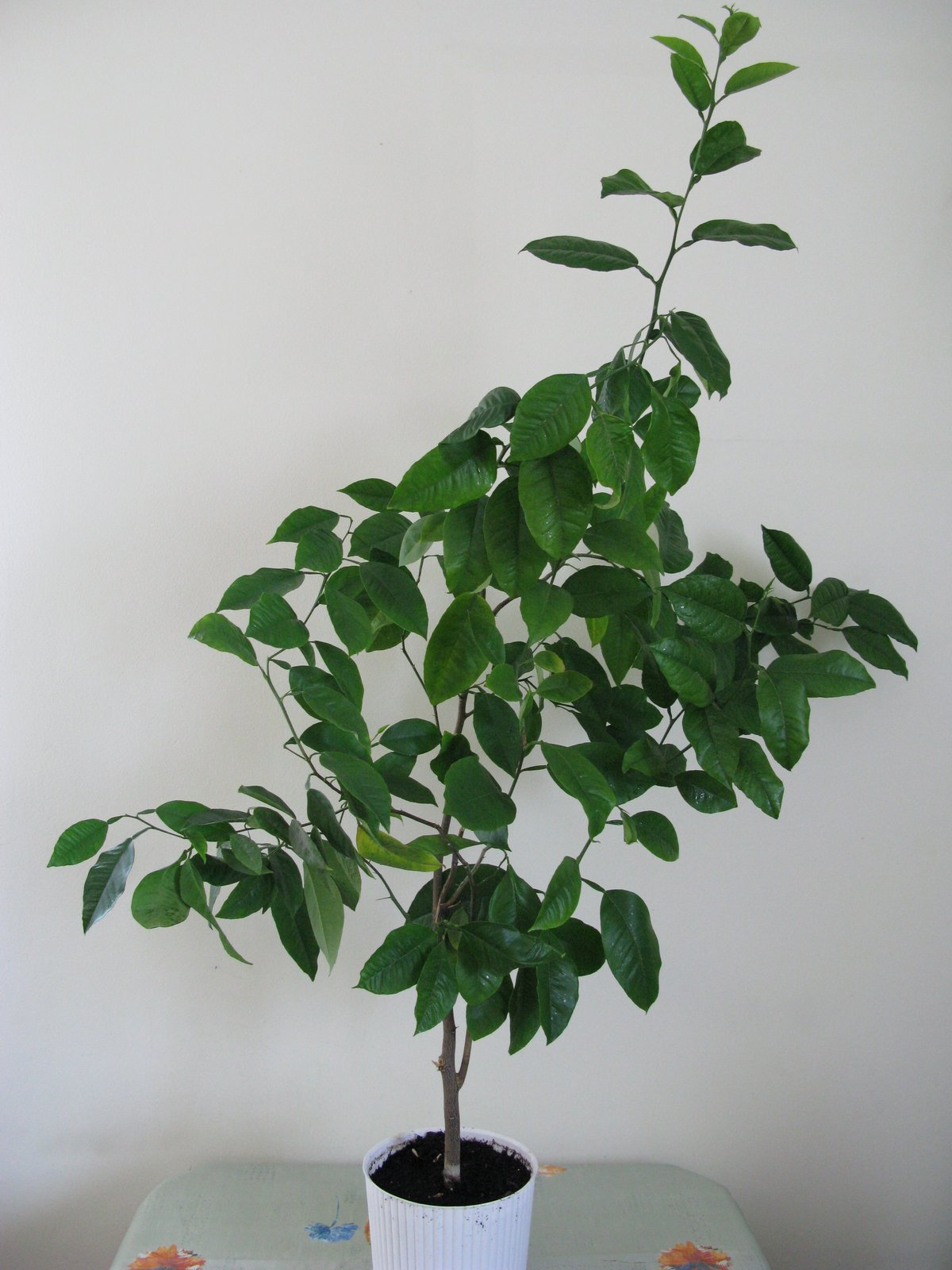
Грейпфрут в горшковій культурі
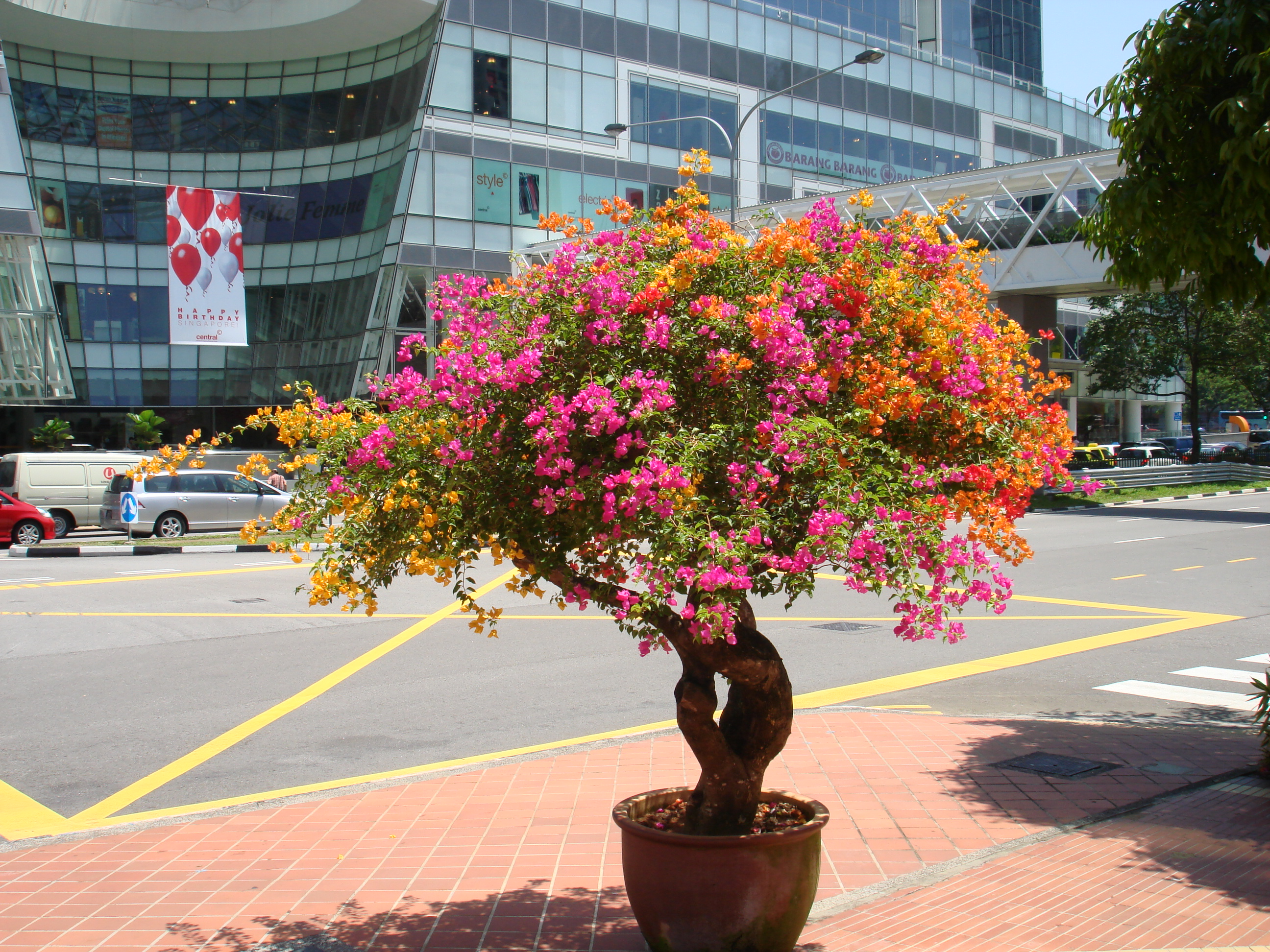
Бугенвілія
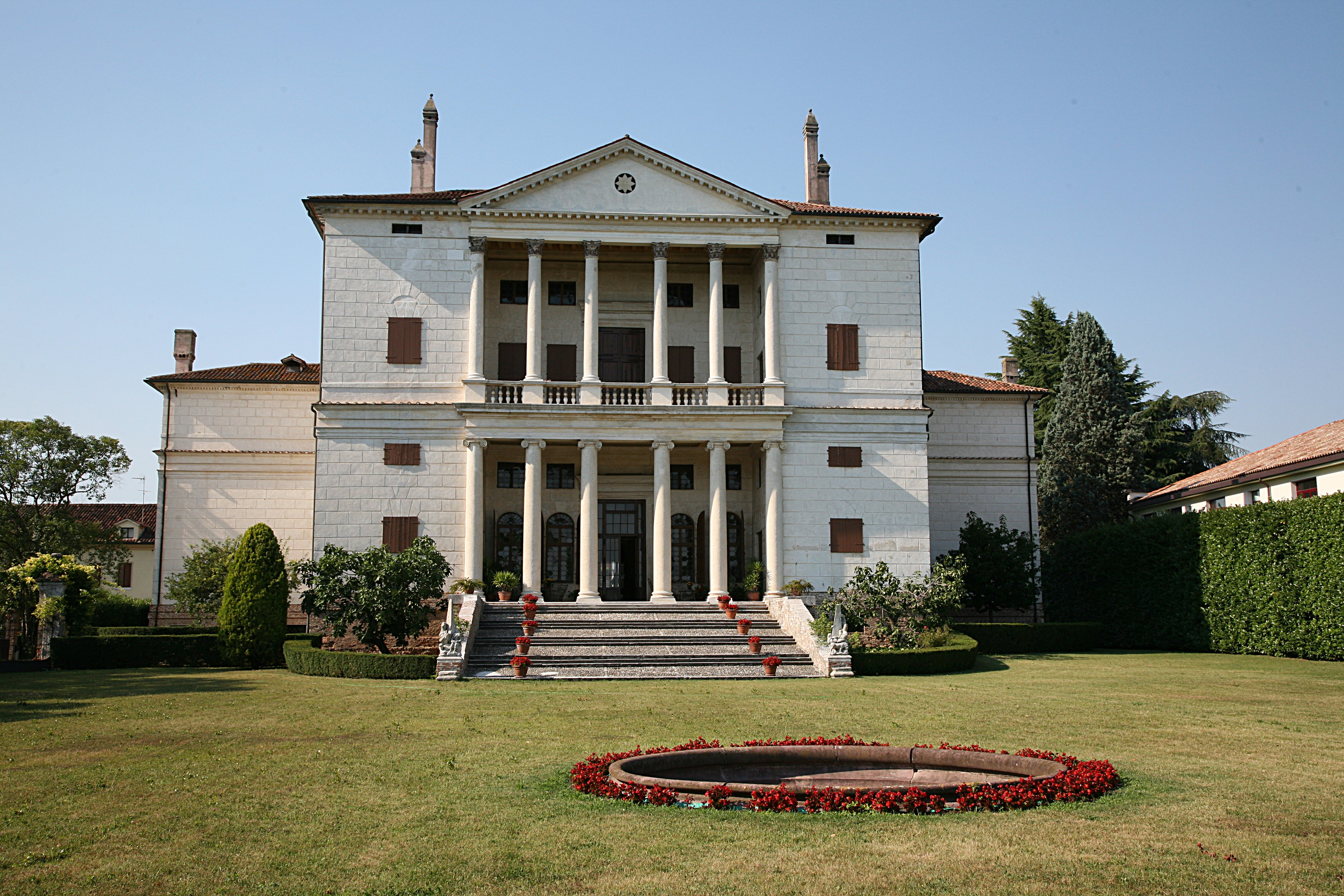
Вілла Корнаро, Італія. Горшкова культура

## Цитрусові культури

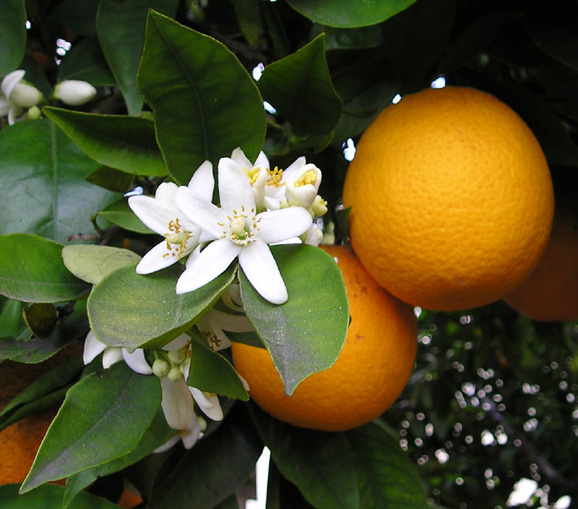
Апельсин (Citrus sinensis) — квіти і плід.

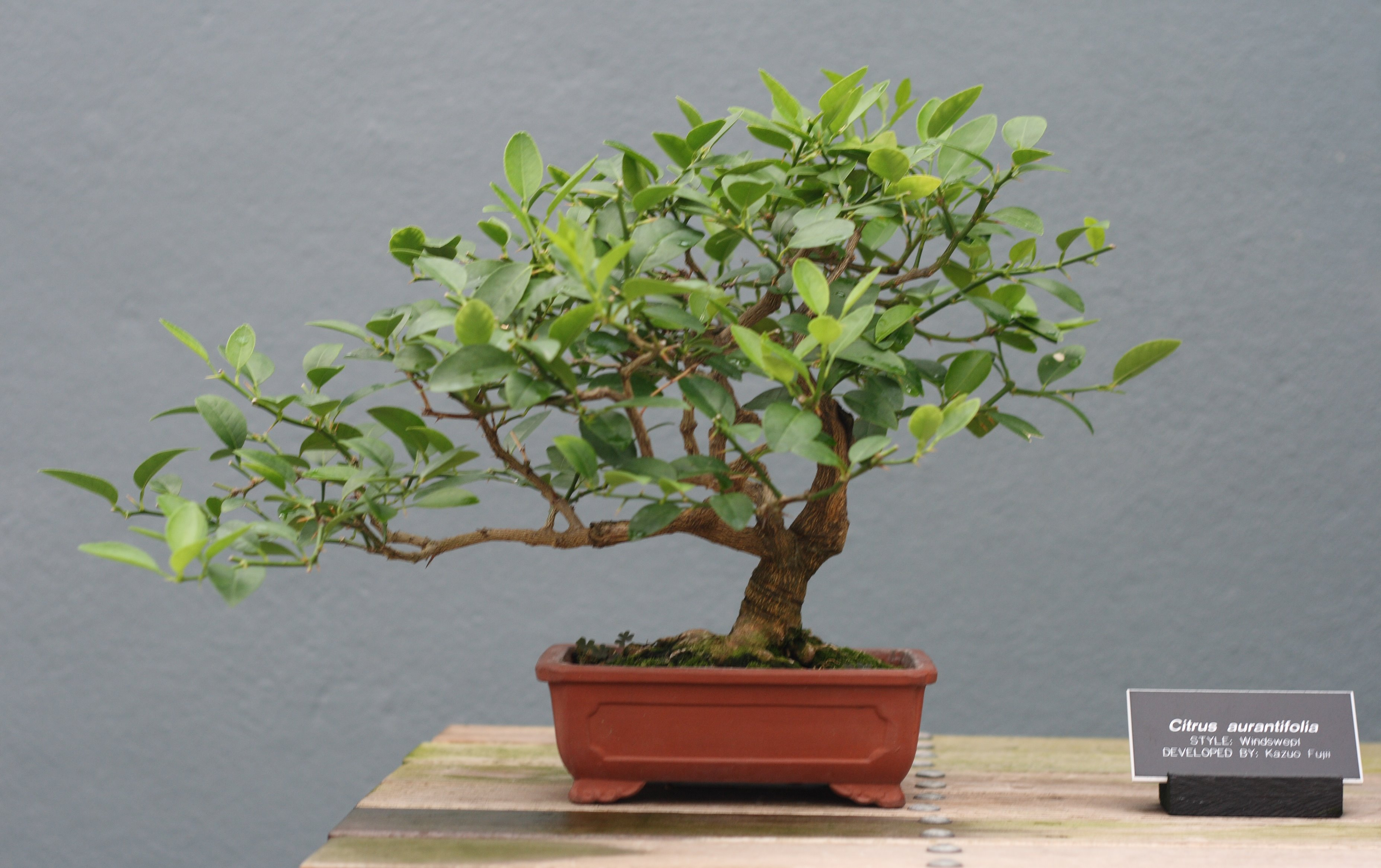
Кей Лайм (Citrus aurantifolia) як бонсай. Фото 2008 р.

Батьківщиною цитрусових вважають Індію і Китай, звідки вони потрапили до Ірану, Сирії та арабського Єгипту. У країнах Середземномор'я введені в культуру в 9 ст., а в 14 ст. стали широко культивуватися. На початку 16 ст. цитрусові набули поширення в Америці, особливо в Каліфорнії і Флориді.
До особливостей цитрусових належить їхня довговічність — середня тривалість їхнього життя більше 100 років, хоча відомі випадки значно довшого існування. К. Іліяшик повідомляє про помаранчеве дерево віком понад 600 років, що росте в Римі.
Апельсин — тепло- та вологолюбна рослина, вирощується в тропіках та субтропіках. Має круглу компактну крону. Листя з округлою основою і загостреною верхівкою. Квіти білі, ароматні, з великою кількістю нектару, запилюються комахами, а в Центральній Америці ще й колібрі. Плоди кулясті або овальні, іноді з зачатковим плодом на верхівці; забарвлення від світло-жовтого до майже червоного; соковиті, кисло-солодкі плоди містять цукри (до 9 %), лимонну кислоту (до 2,5 %), вітаміни А, В і С; використовуються свіжими і переробленими (соки, варення, джем, цукати). Іноді утворюються партенокарпічні плоди, які дозрівають неодночасно. Зі шкірки отримують ефірні олії.
Батьківщиною рослини є Південно-Східна Азія, де був дикий пращур, нині знищений. Апельсин потрапив в Європу двома шляхами. Так, деякі види цитрусових потрапили (серед них і апельсин) до Стародавньої Греції ще з поверненням вояків Олександра Македонського. У середньовіччі в арабомовних країнах вирощували апельсини в Північній Африці, в Південній Іспанії та на острові Сицилія. До Португалії апельсин завезли лише 1548 року. Деревця почали вирощувати в оранжереях Північних країн разом із іншими цитрусовими рослинами з 16 ст. Перші апельсинові оранжереї датовані в Росії — 1714 роком.
У 1894 р. за наполяганням передових російських науковців А. Н. Краснова і І. Н. Клінґена на Чорноморському узбережжі засновують Сочінська і Сухумська дослідні сільськогосподарські садові станції, завданням яких було вивчення технічних і плодових культур, пристосованих до місцевих умов, та їхнє розповсюдження серед навколишнього населення. З цією метою з низки зарубіжних країн, в першу чергу Індії, Японії, Китаю і Франції, завезели плодові та технічні субтропічні рослини.
Ці наукові установи спільно з організованим 1912 року Батумським ботанічним садом проводили велику роботу з розповсюдження плодових і цитрусових культур на узбережжі. Помітному розвитку культури цитрусових у Росії сприяла, як пише П. М. Жуковський (1964), експедиція до Китаю та Японії на чолі з А. Н. Красновим і І. Н. Клінґеном (1897), коли до числа «12 золотих дарів Сходу» привезли й японський мандарин «ному». Проте справжнього розвитку вітчизняне субтропічне господарство отримало лише після встановлення Радянської влади, коли в країні почалася промислова обробка цитрусових культур.
В Україні промислове вирощування цитрусових не розвинене, але переробка цитрусових плодів на соки та дитяче харчування здійснюється на більшості підприємств харчової промисловості, що виробляють вказані продукти.

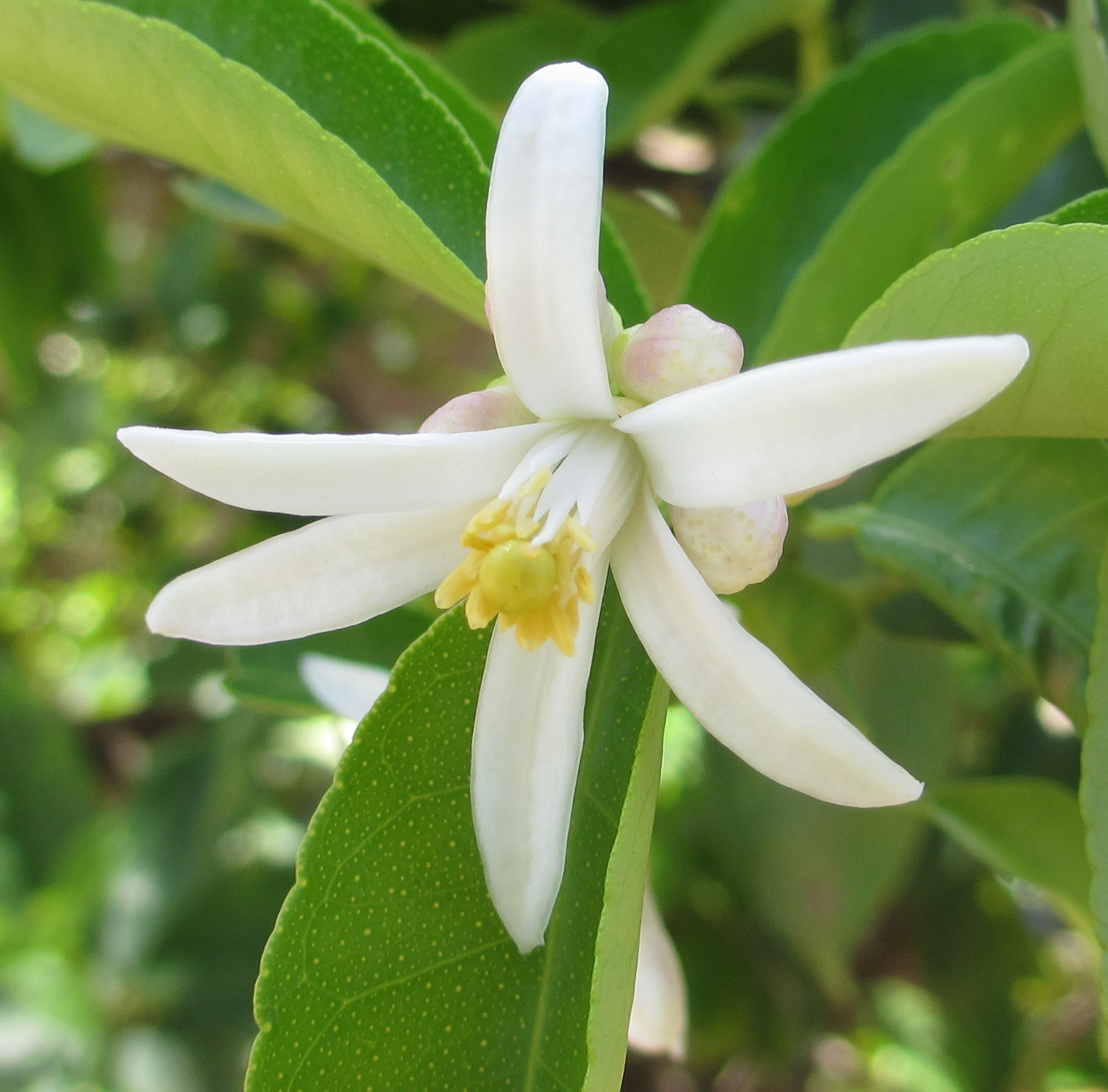
Квітка гібридного лимону
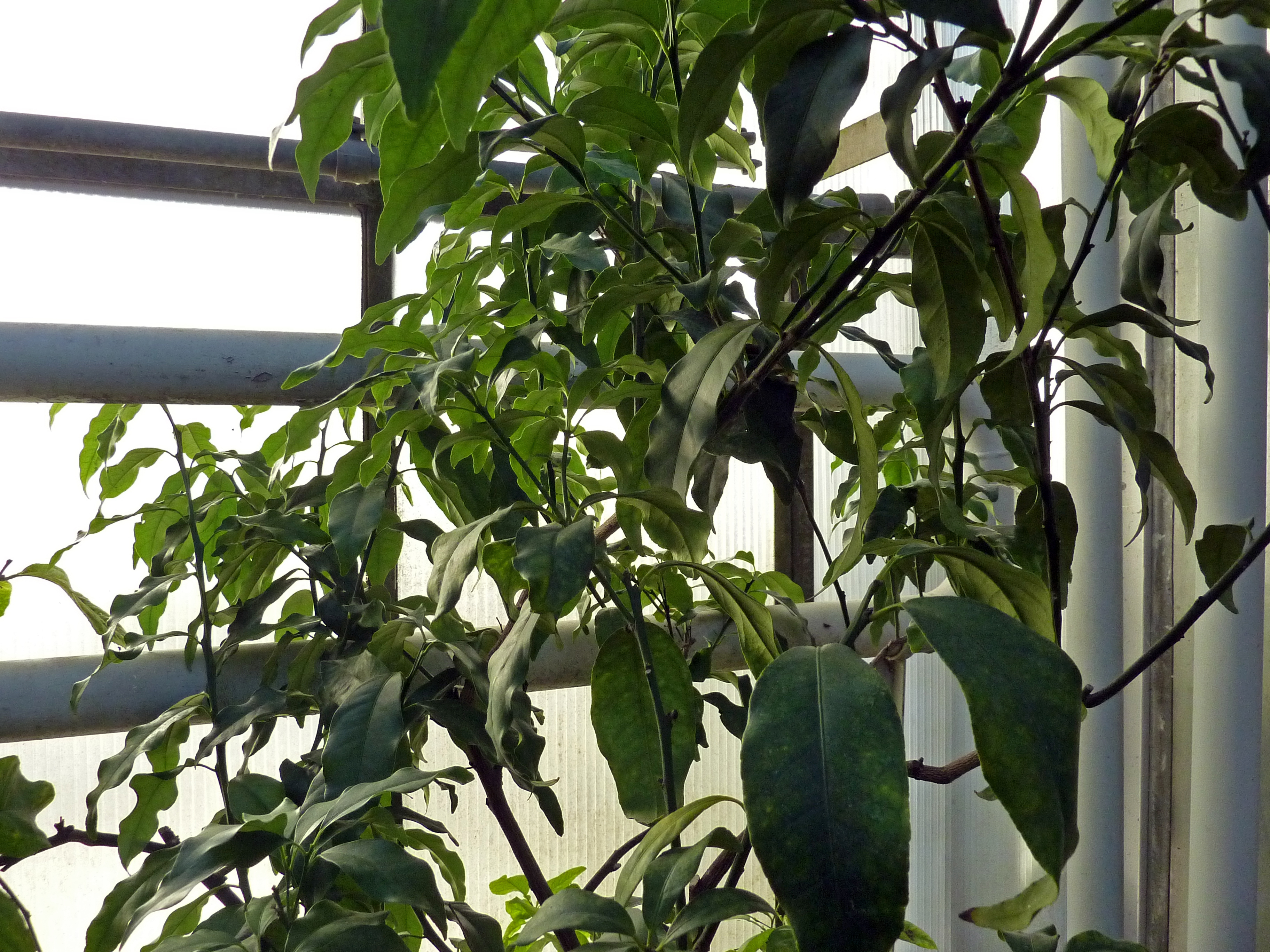
Овальний кумкват (Fortunella margarita) в оранжереї
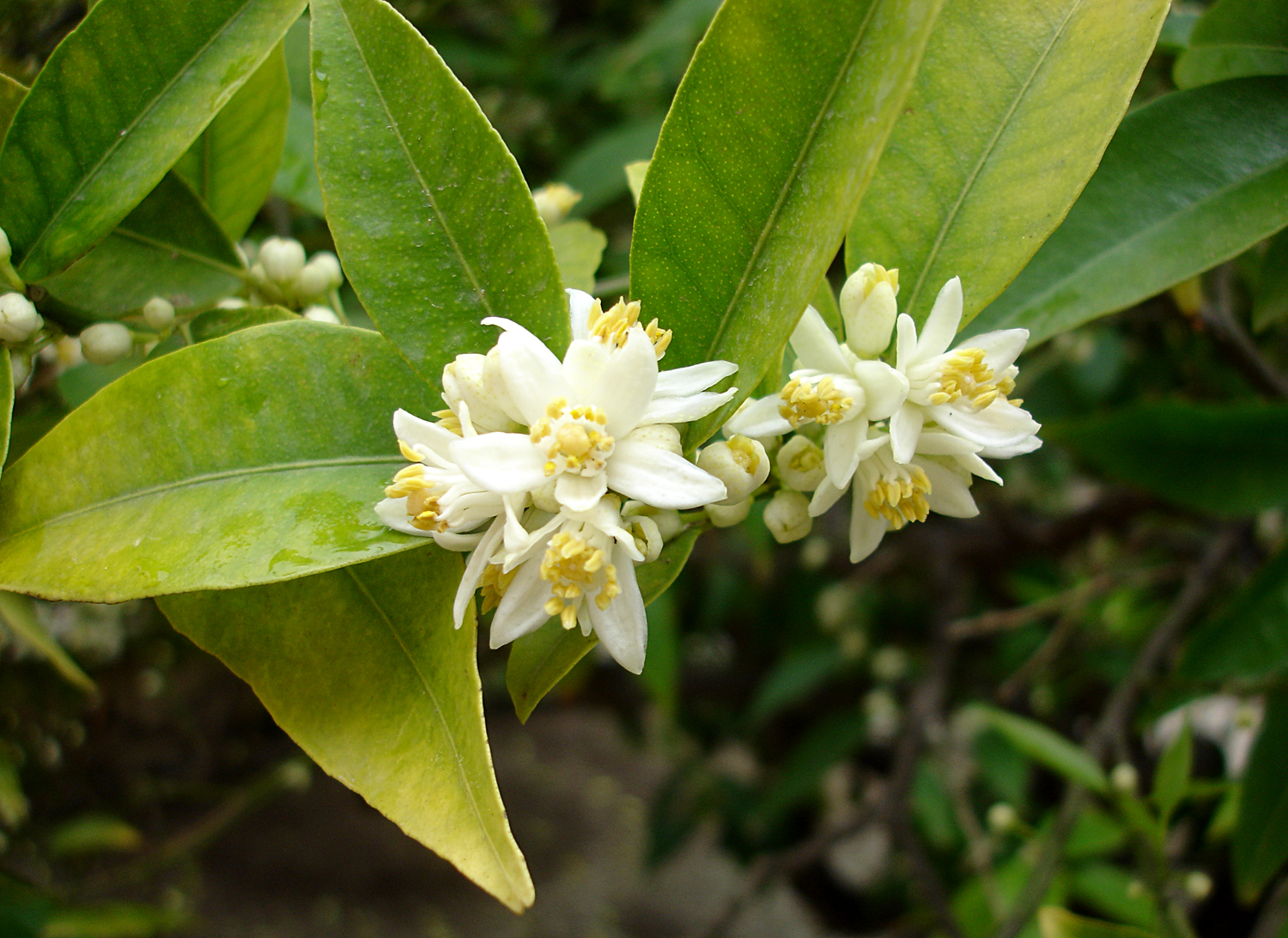
Овальний кумкват (Fortunella margarita), квіти
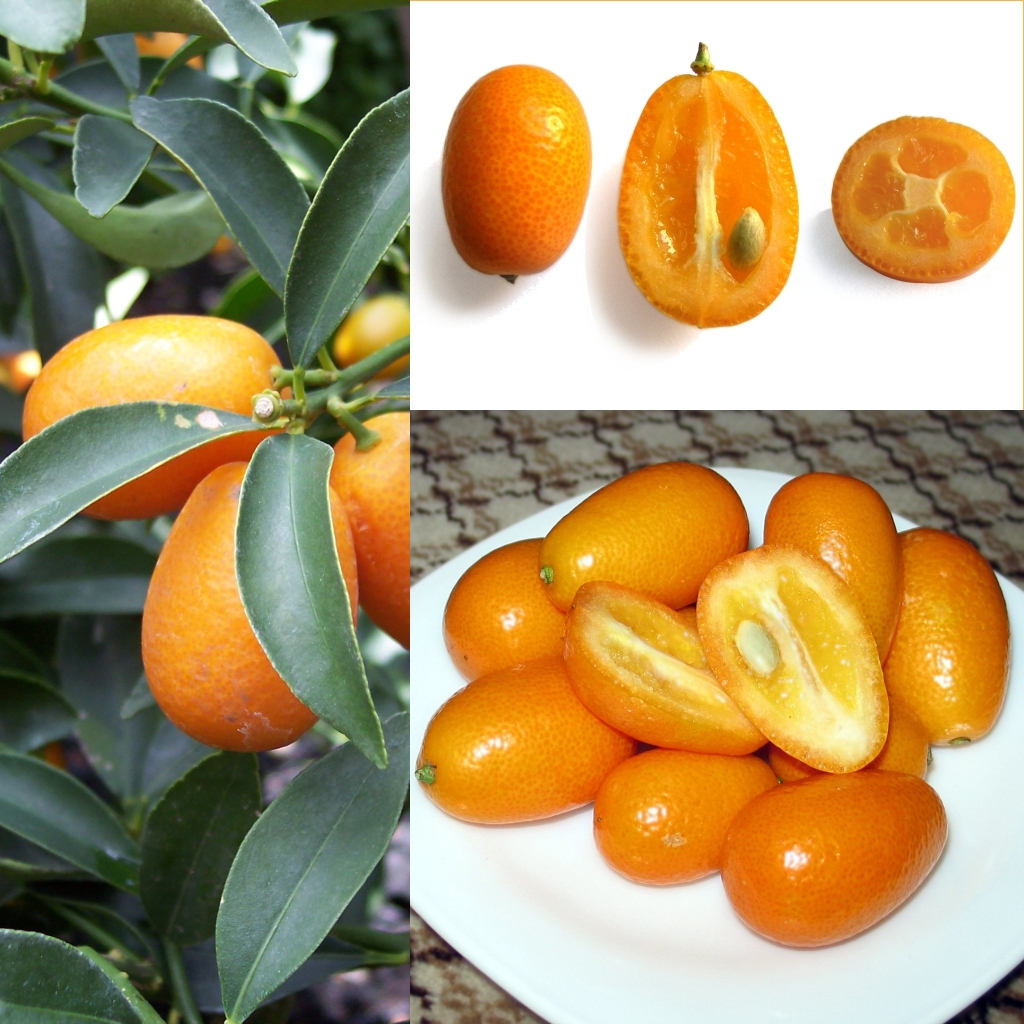
Овальний кумкват, плоди

Лимон — давня культура в кімнатному рослинництві. Частка цитрусових вирощується як декоративні культури кімнатного рослинництва у вигляді бонсай.

## Пальми в кімнатах

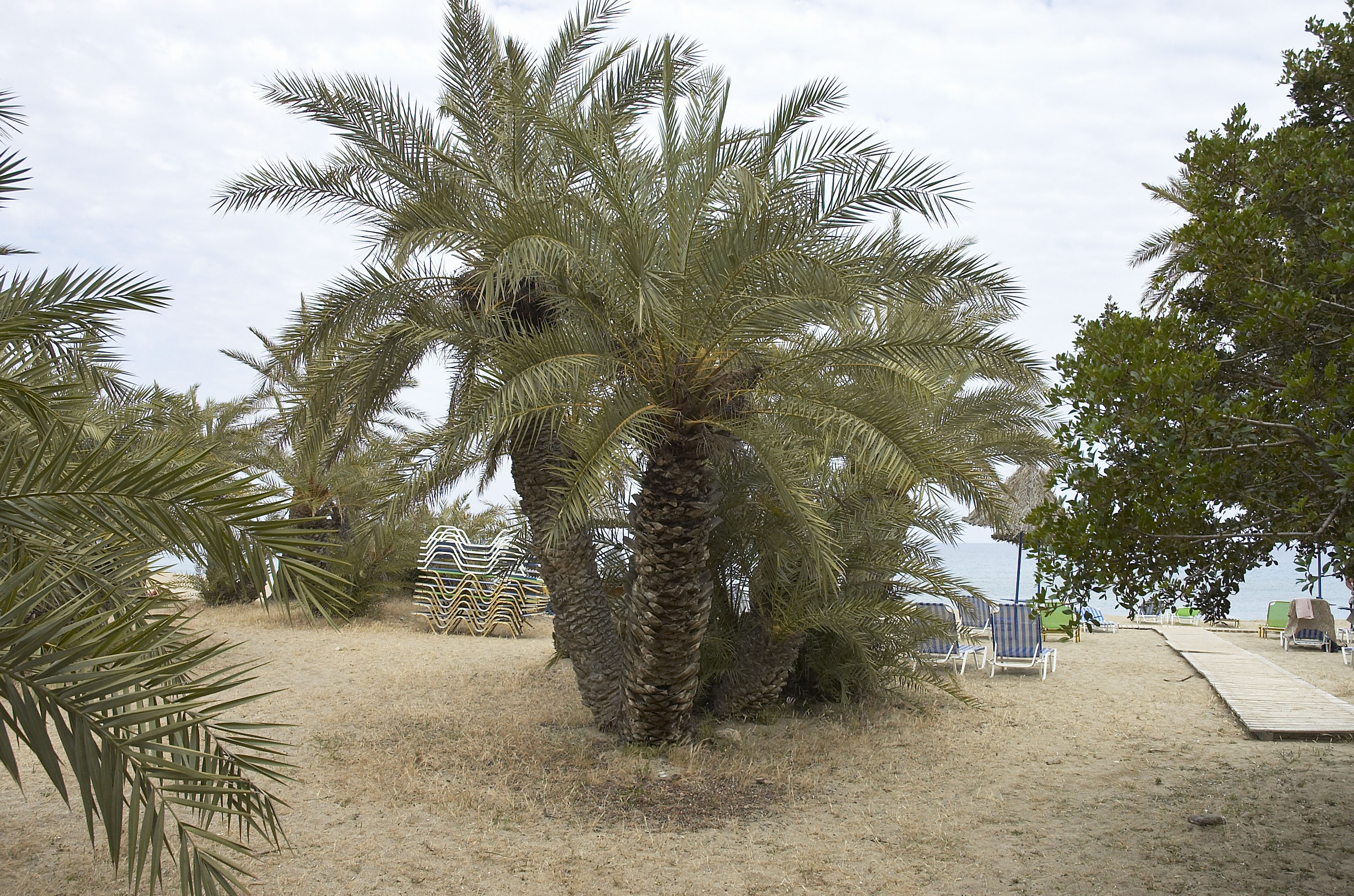
Фініковая пальма Теофраста біля пляжу.

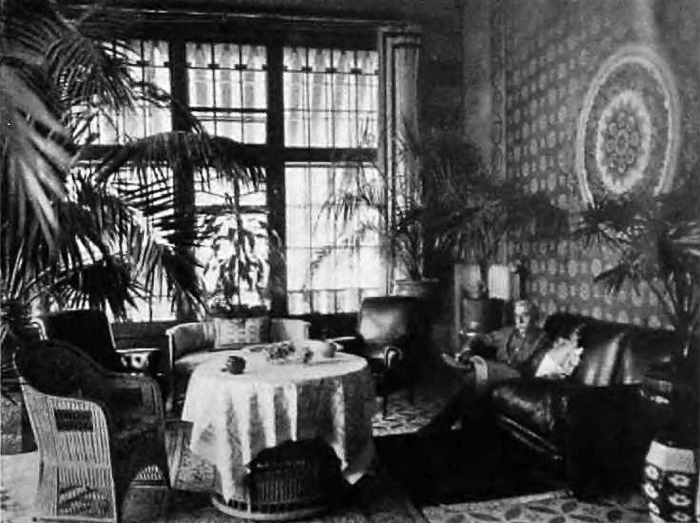
Палац Мсциховського, пальми в помешканні, 1916 р.

Пальми в зимових садах і житлових кімнатах набули особливого поширення в XIX столітті. Вони стали ознакою розкоші і високого статусу їх власників. Промислова революція зробила можливою виготовлення великорозмірного скла та будівництво великих і світлих приміщень зі скляними стелями і стінами, прикрашених великими рослинами, меблями і фонтанами.
Пальми потребують великих горщиків чи контейнерів, оскільки у них велике коріння. Для пальм також виготовляють дерев'яні діжі з деревини сосни, клена, бука, дуба. Молоді пальми пересаджують раз на рік або раз на два роки. Кореневу шийку не заглиблюють у субстрат (ґрунт). Пальми бажано поливати теплою водою і щодння. Під час росту вони потребують багато світла і вологи. Найкращий температурний режим для пальм від +16 до +22 градусів за Цельсієм. При нестачі вологи та надто сухому повітрі взимку в кімнатах листя пальм жовкне на кінчиках. Сухі кінчики краще зрізати, не торкаючись зеленої частини. Зрізати можна лише повністю висохлий лист біля самого стовбура.
Пальми — досить вибагливі рослини до середовища та до утримання. Листя бажано омивати теплою водою та позбавляти від пилу. Вибагливі пальми (фінік Робелена, тонкі хамедореї, пальма кентія) не виносять перебування по за приміщенням навіть влітку.
Виносити на балкони та в сад влітку можна лише пальми фінік, ливістони, хамеропси, поклопотавшись про щоденні поливи та обприскування водою. Щоб пальма мала розкішне листя з усіх боків, її горщик потрібно повертати навколо її стовбура. У кімнаті слідкують і повертають горщик, щоби верхова брунька пальми була похилена від вінка. Коли рослина випростається вверх і нахилиться до вікна, її знову повертають.
До найбільш декоративних і мініатюрних пальм належать фінік Робелена. Вид пальми походить з Лаосу. Висотою до 3-х метрів, з кількома стовбурами, кожен з яких згинається назовні від центру групи. Плоди чорні. Пальму часто вирощують як кімнатну рослину.

## Фікуси
Їх поділяють на:

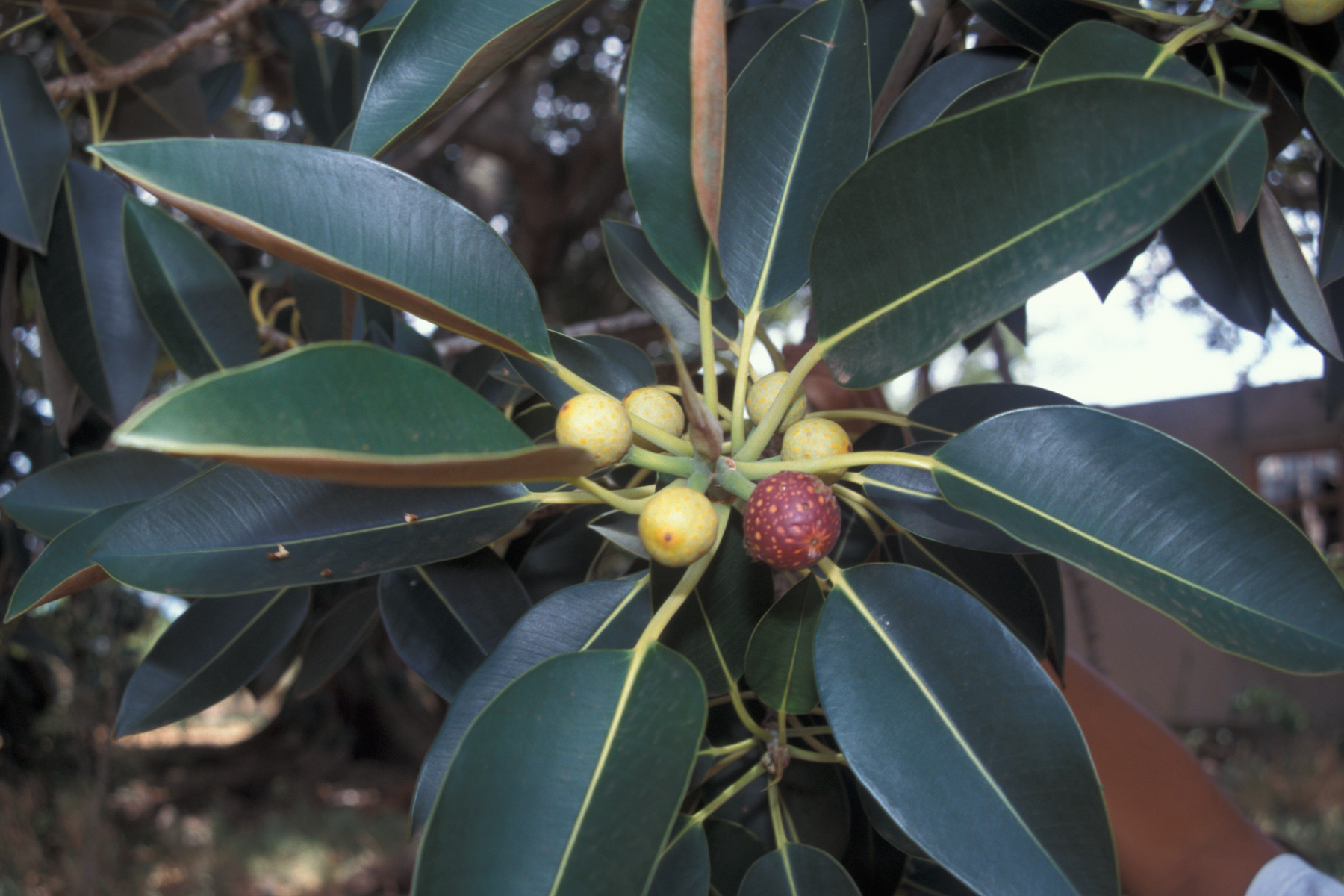
Ficus macrophylla

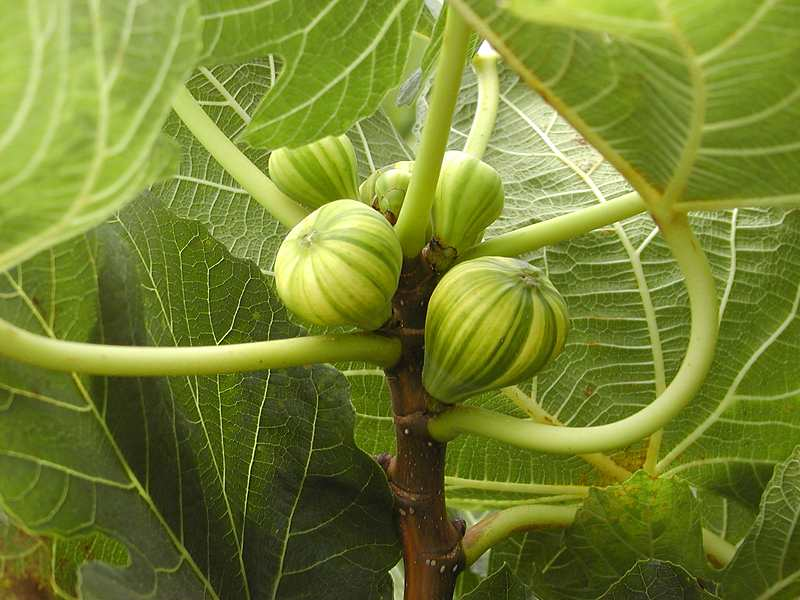
Інжир (Ficus carica)

- дерева або кущі (невибагливі у вирощуванні),
- тропічні або ампельні (вибагливі у вирощуванні).

Належать до листяно-декоративних кімнатних рослин. Є форми з пістрявим забарвленням листя, а також з золотавим або темним, майже чорним. Фікус сортів Фенджаміна має хвилясте листя. Усі частини рослини містять молочно-білий сік. Складність вирощування та утримання — середня.
Фікуси погано переносять протяги, нестачу вологи, охолодження. Краще, коли рослина має постійне місце в кімнаті або в зимовому саду. Якщо фікус почав скидати листя, це свідчення недотримання умов зростання, наприклад, переохолодження, якщо його утримували на холодному підвіконні або підлозі. Горщик краще ставити на підставку з дерева. Ґрунт повинен бути добре проникним для вологи (з камінцями і піском), щоб коріння не гнило.
Єдиний їстівний фікус серед рослин — уславлений інжир (Ficus carica). У природі рослина здатна здичавіти і рости на сухих або кам'янистих ґрунтах узбережжя із солонуватими водами, але в теплому кліматі. Утримання в кімнаті не складне через малу вибагливість рослини, але вона потребує освітлення та теплих поливів. Навіть якщо інжир не даватиме плодів у кімнаті, рослина має значні листяно-декоративні якості завдяки пишному та розсіченому листю. Штучно виведені партенокарпічні сорти, які потребують запилення комахами, дають врожай навіть у кімнаті на підвіконні. Розмноження нескладне: насінням (довго), живцем, вегетативне (додатковими кореневими паростками — найкраще, бо має готове коріння).
Супліддя інжиру покриті тонкою шкіркою з дрібними волосками. На верхівці супліддя розміщене вічко, прикрите лусочками. Супліддя інжиру мають дуже багату кольорову гаму — від жовтого до чорно-синього кольору. Все залежить від сорту. Проте частіше зустрічаються жовто-зелені супліддя. Формою вони нагадують грушу, а розмірами — із волоський горіх або навіть вдвічі більше. Нестиглі супліддя містять їдкий молочний сік, тому вони неїстівні. У супліддях є багато крихітних плодів, які за морфологічним типом є паракарпними горішками; на смак вони помірно-солодкі.
Свіжі плоди інжиру містять до 24 % цукру, а сушені — до 37 %. У них є також органічні кислоти, дубильні речовини, білки, жири.
Плоди інжиру їдять у свіжому, сушеному та консервованому вигляді. Із свіжих плодів варять варення і джем.

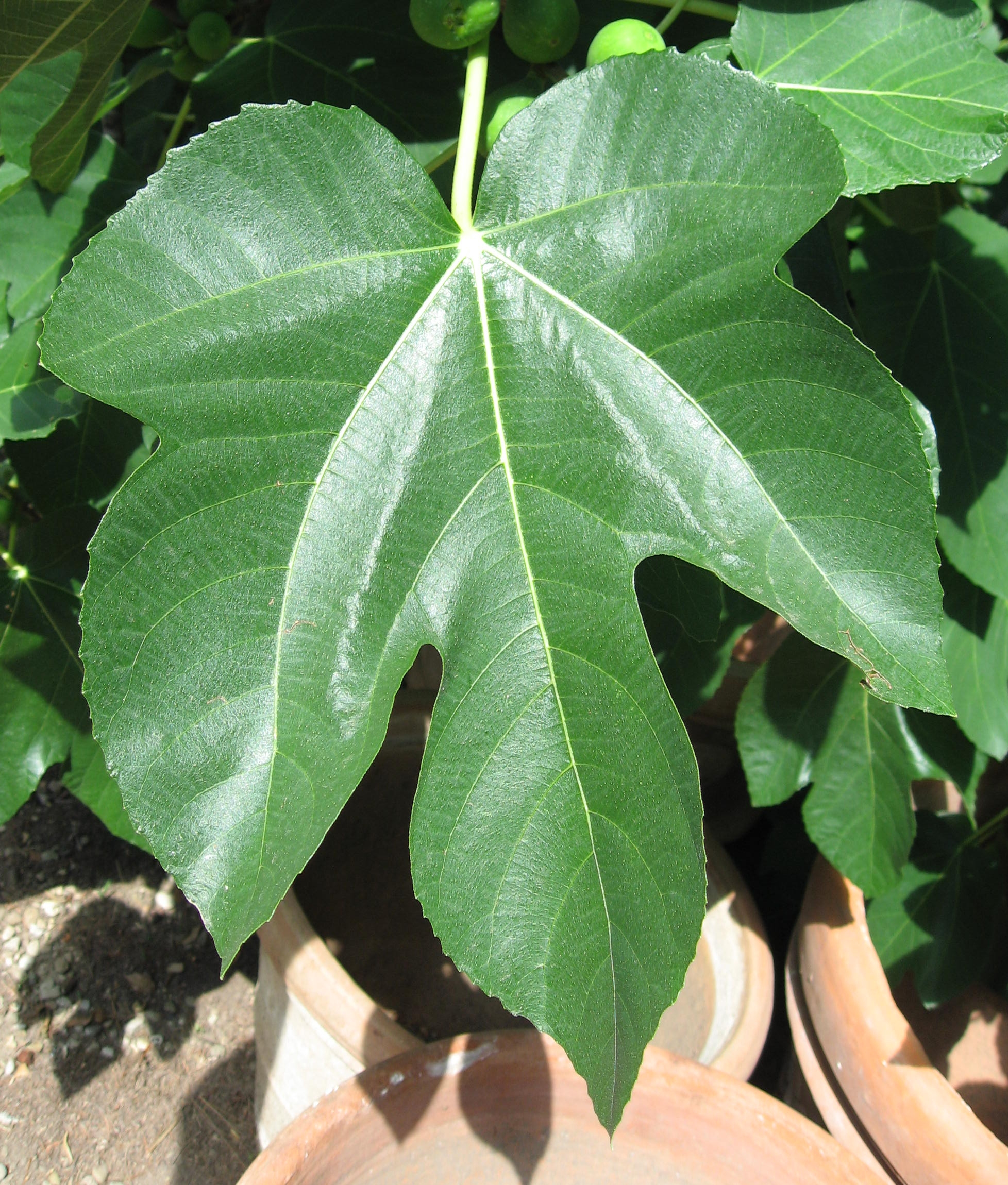
Листя інжиру
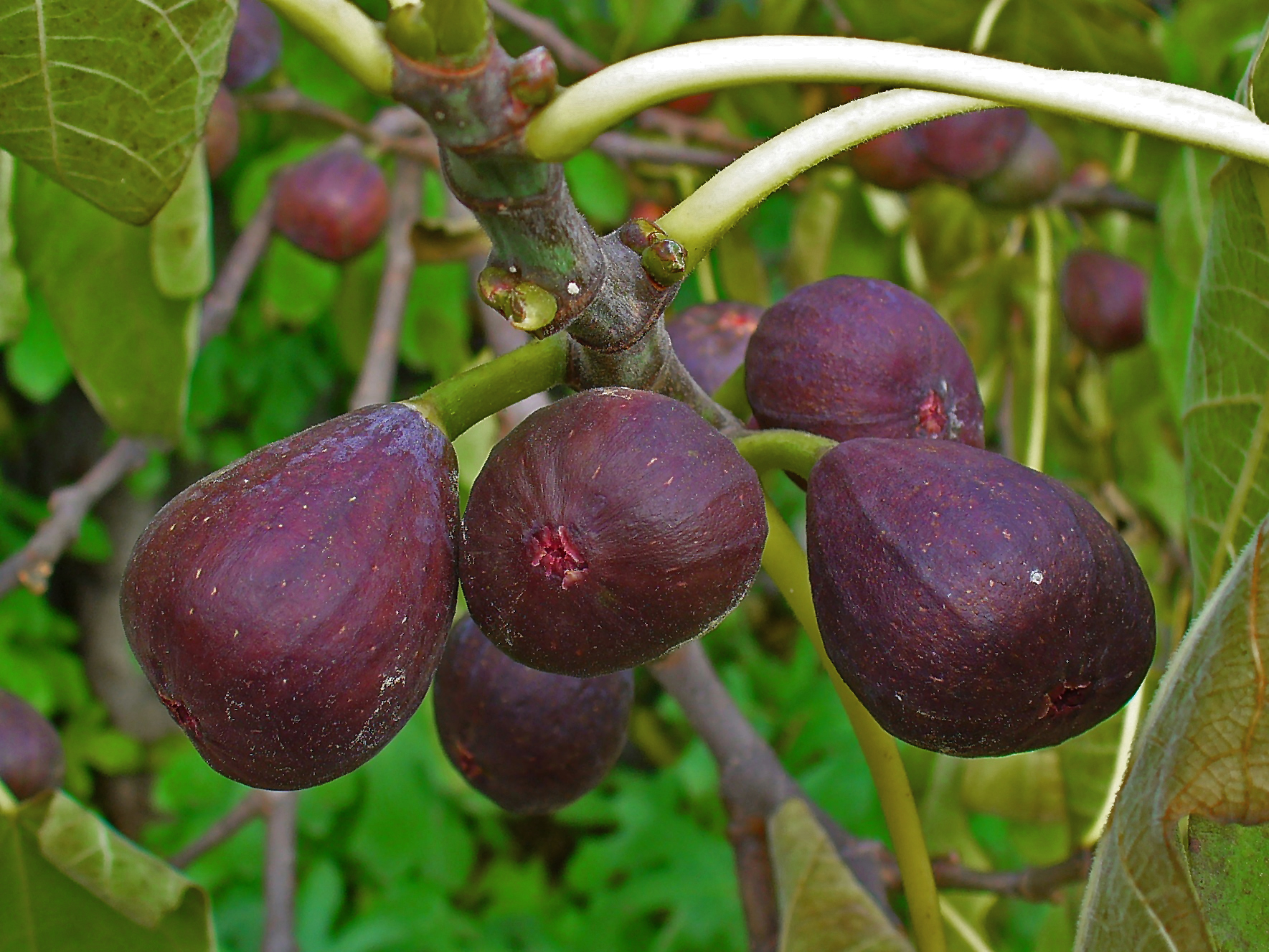
Плоди з бузковим забарвленням
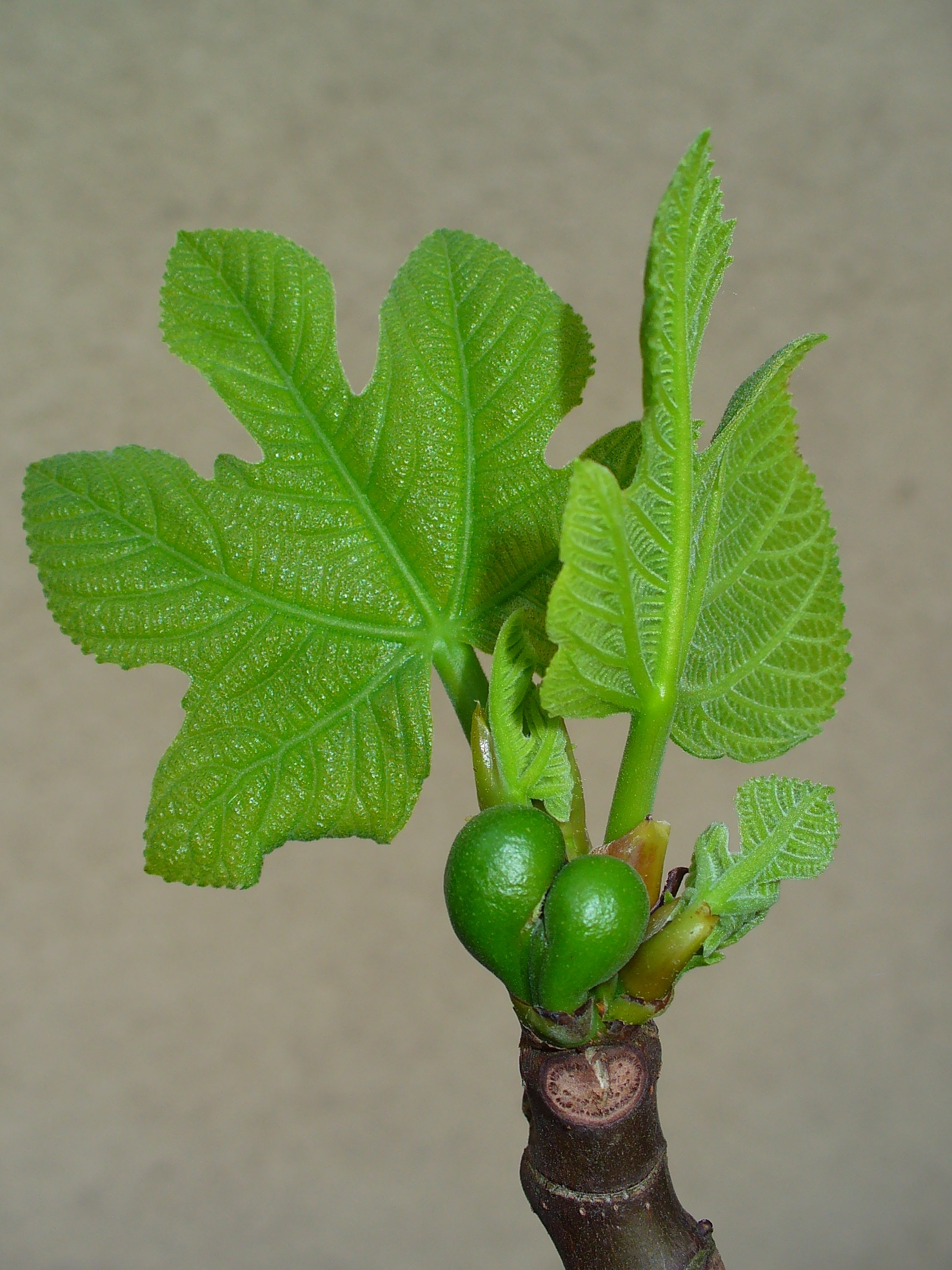
Верхівка паростка з листям та квітками
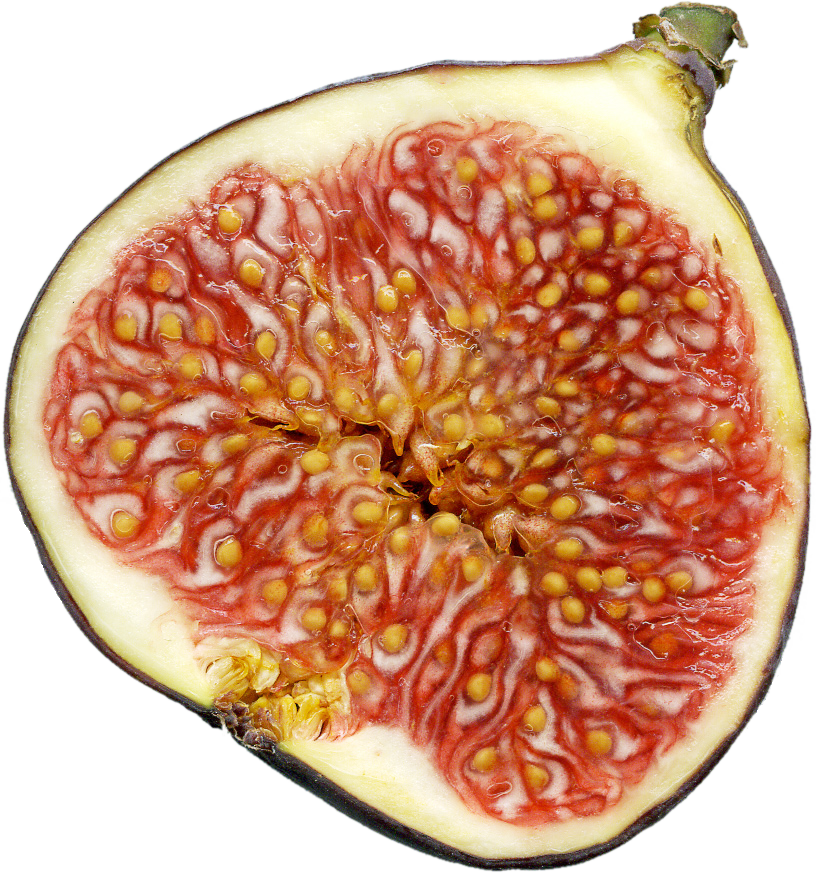
Плід на розрізі
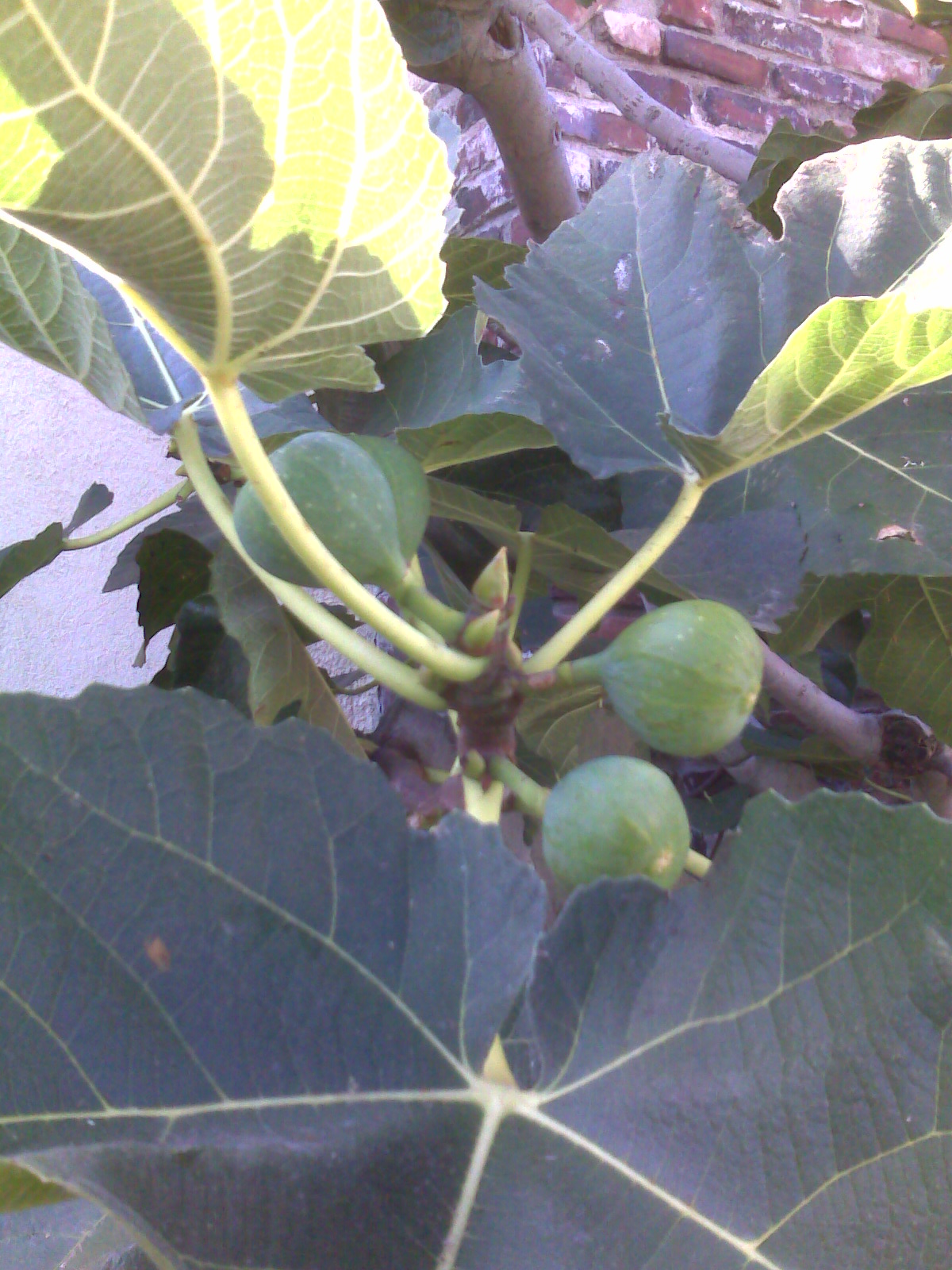
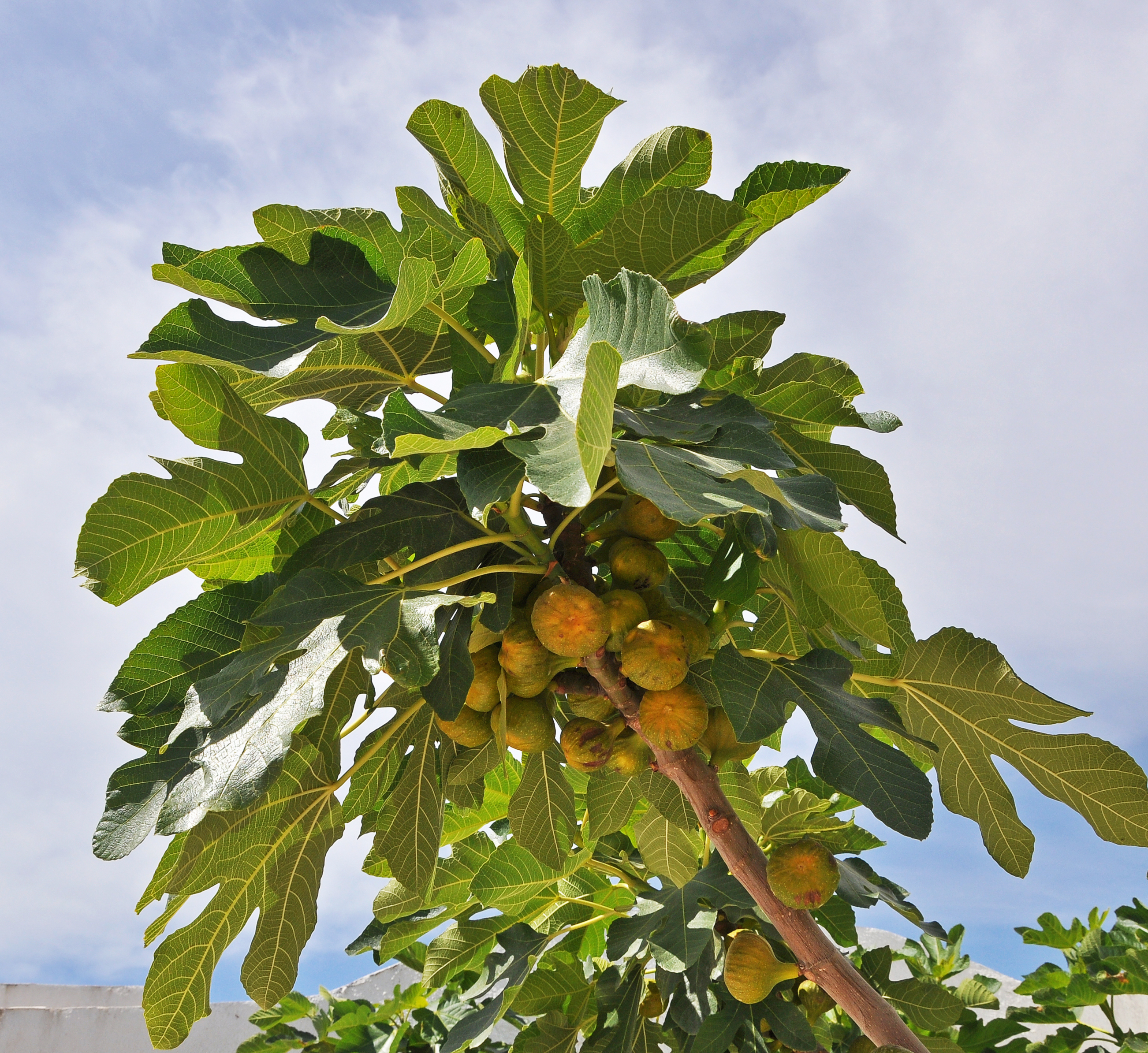
Гілка з плодами
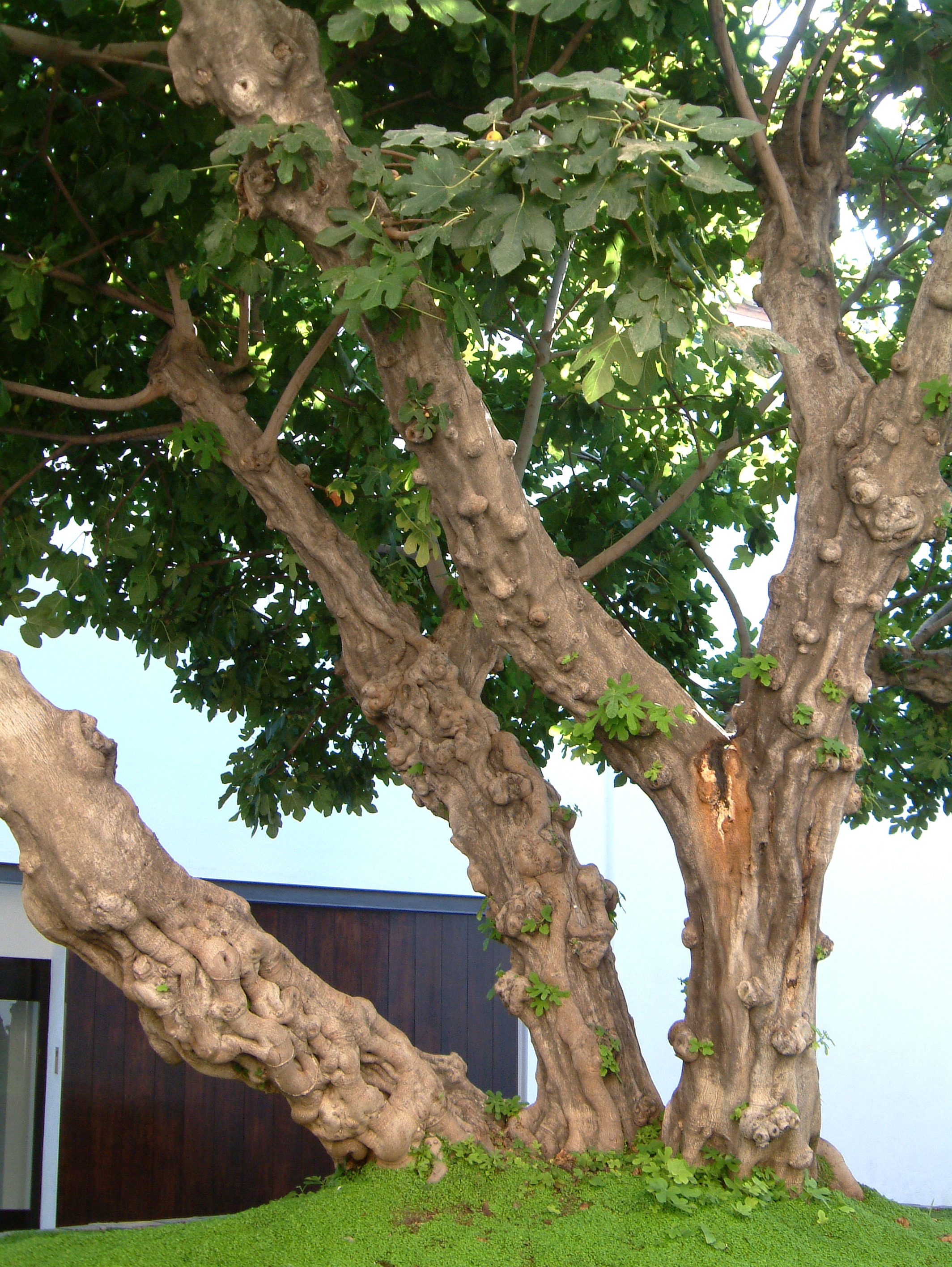
Доросле дерево інжиру
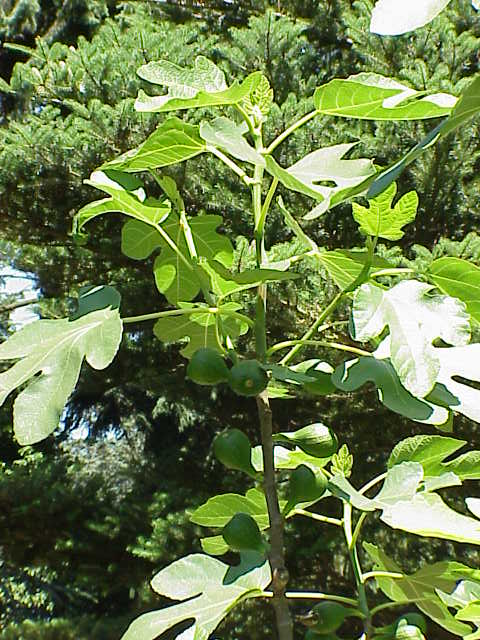
Молодий паросток
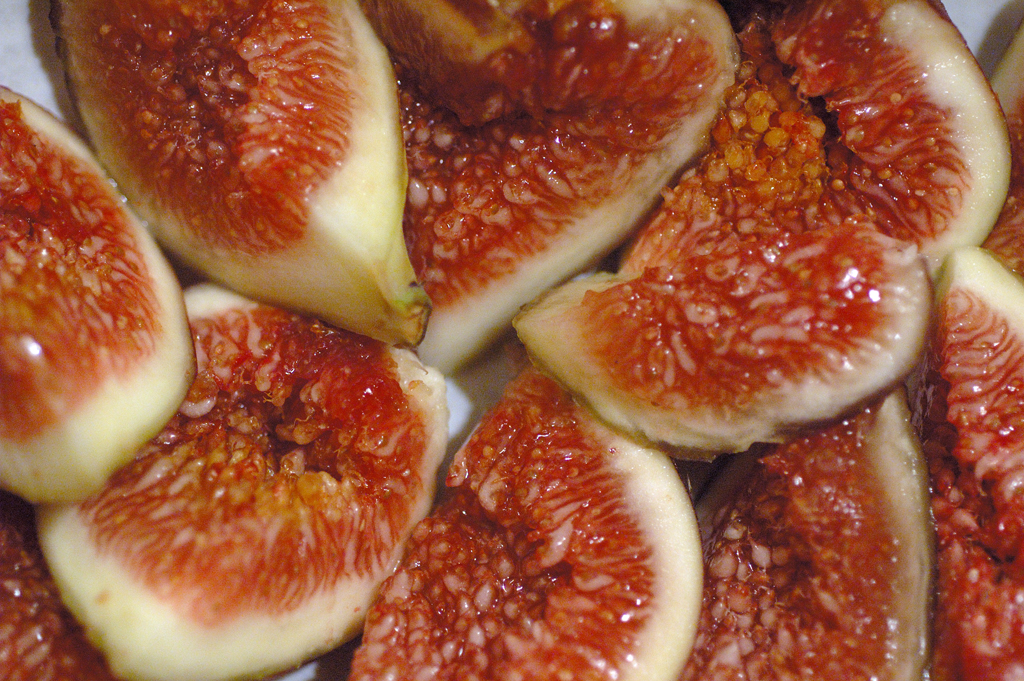
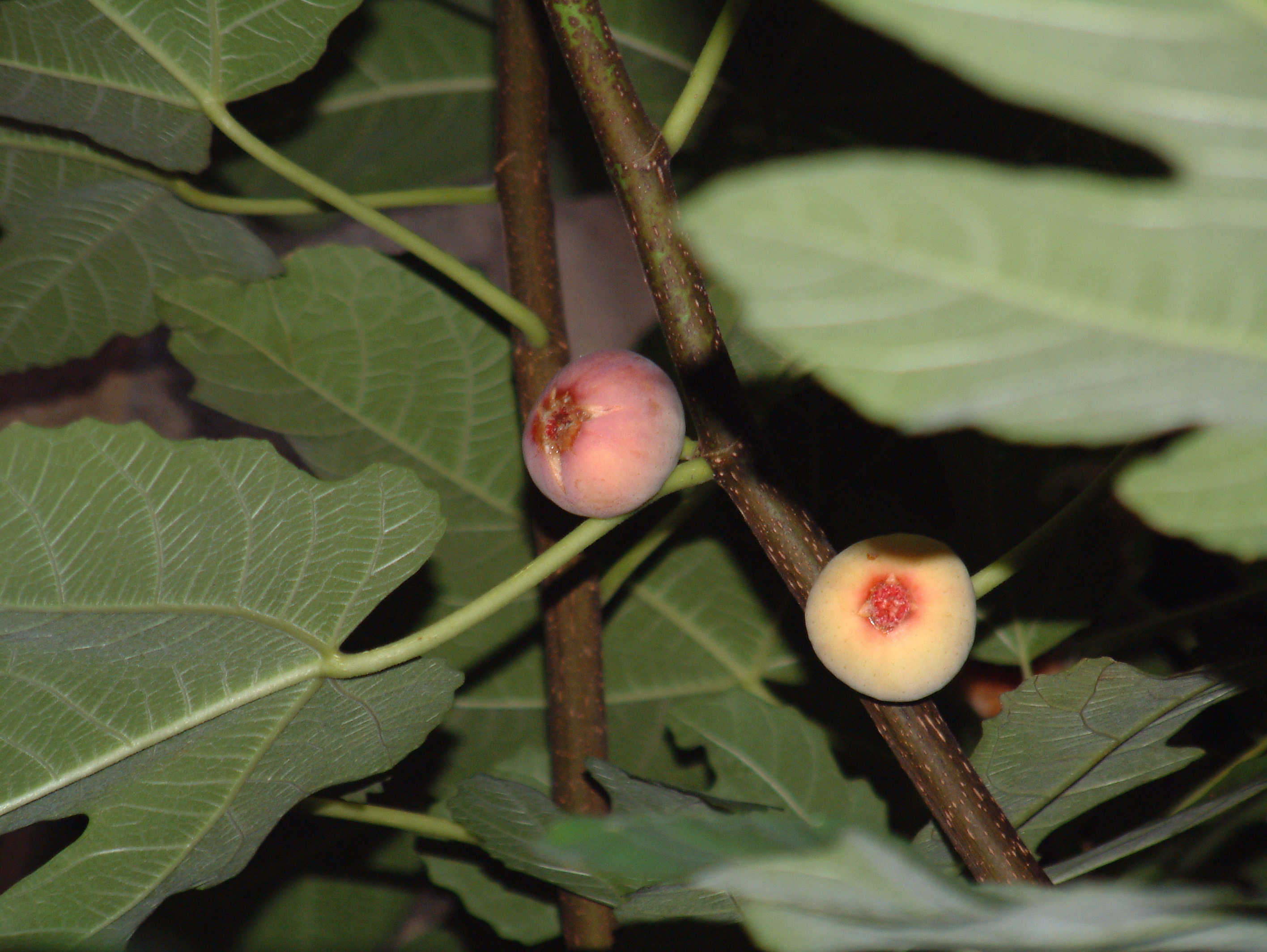
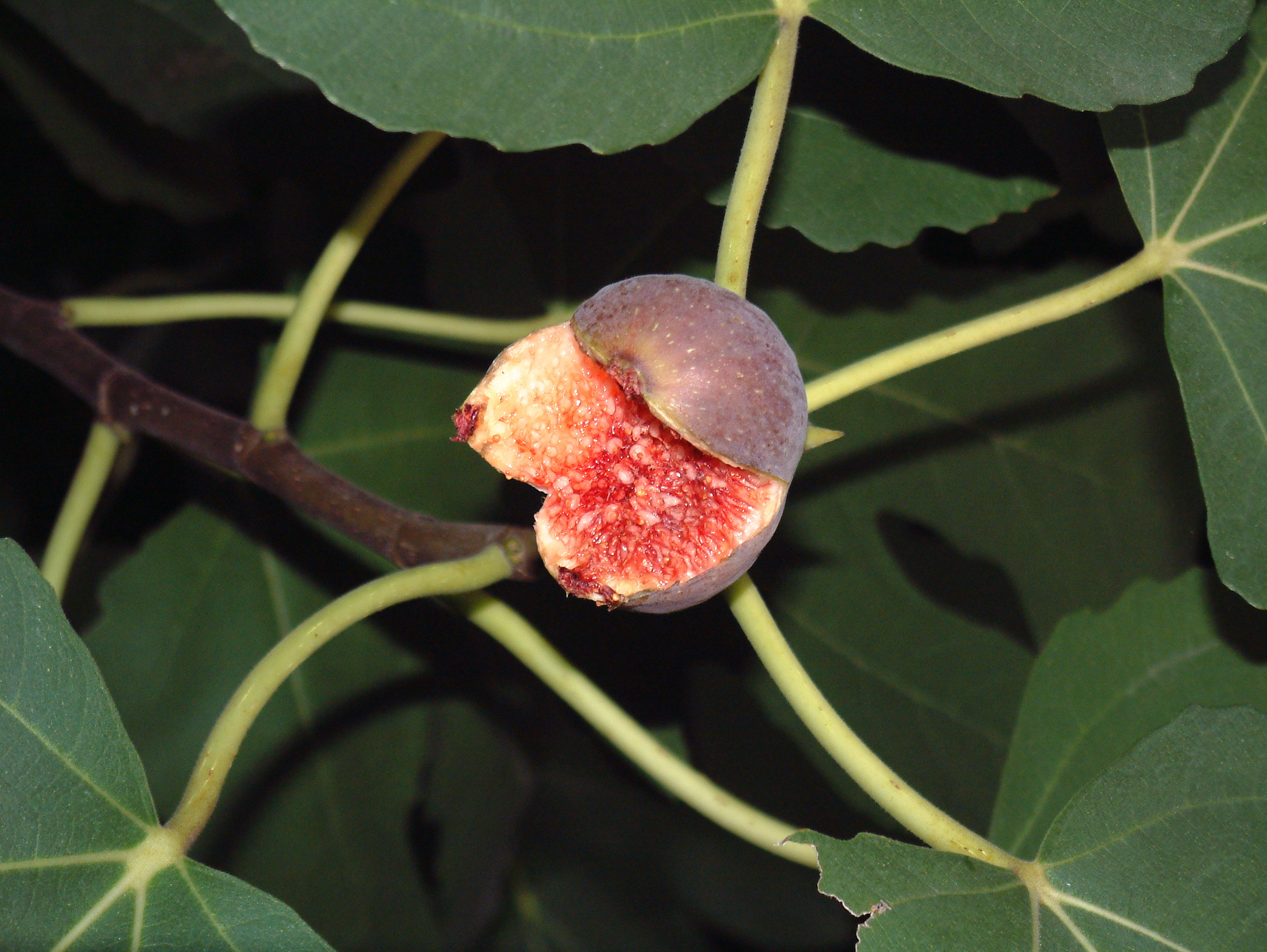
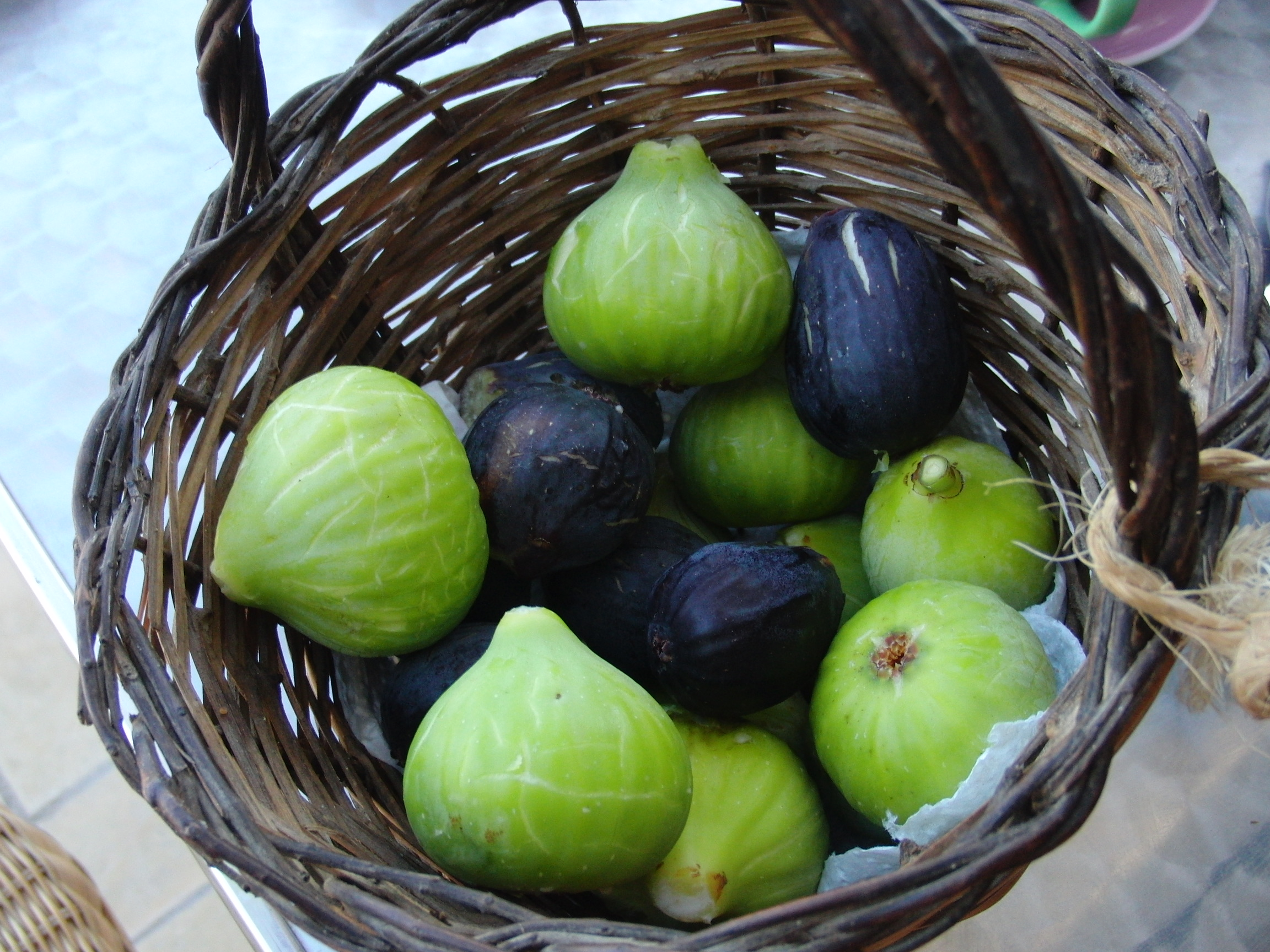

## Кактуси

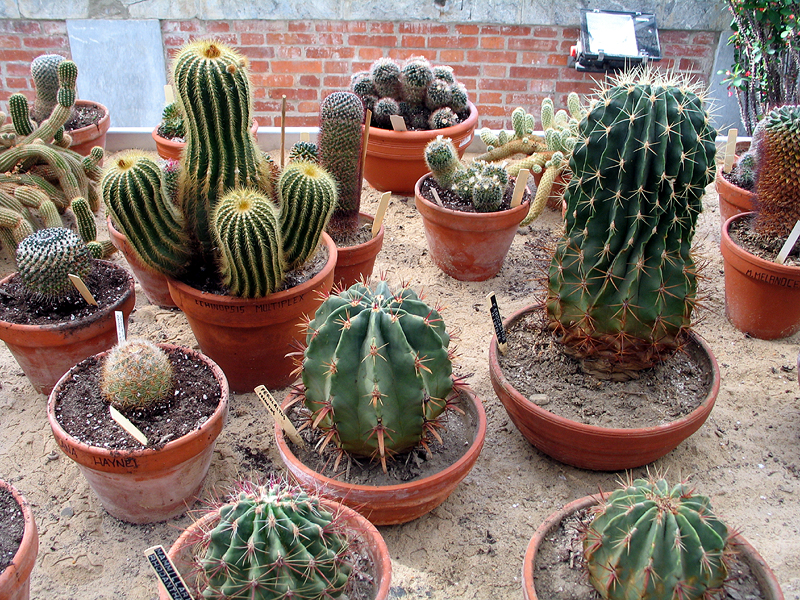

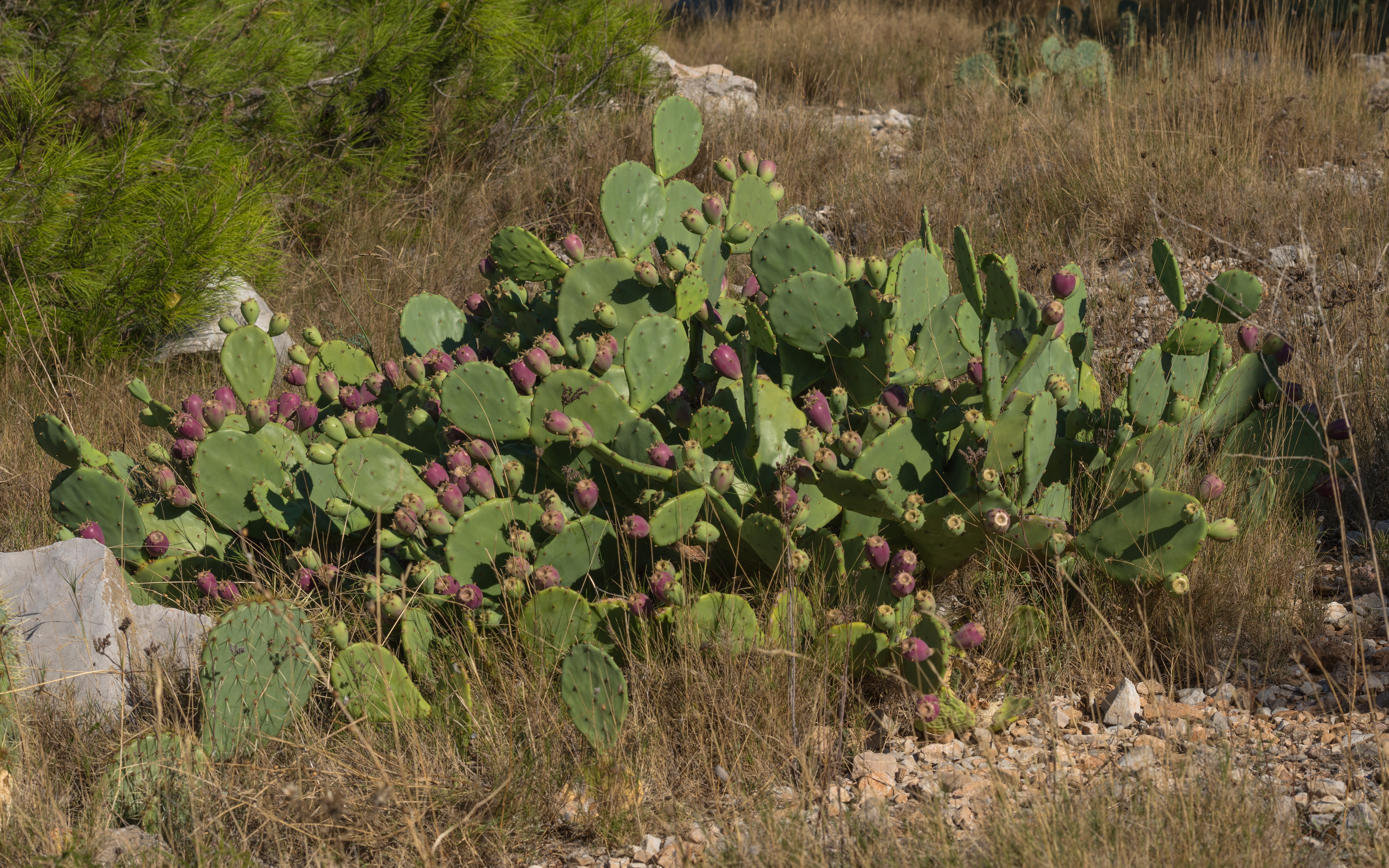
Opuntia stricta, опунція вузька з плодами

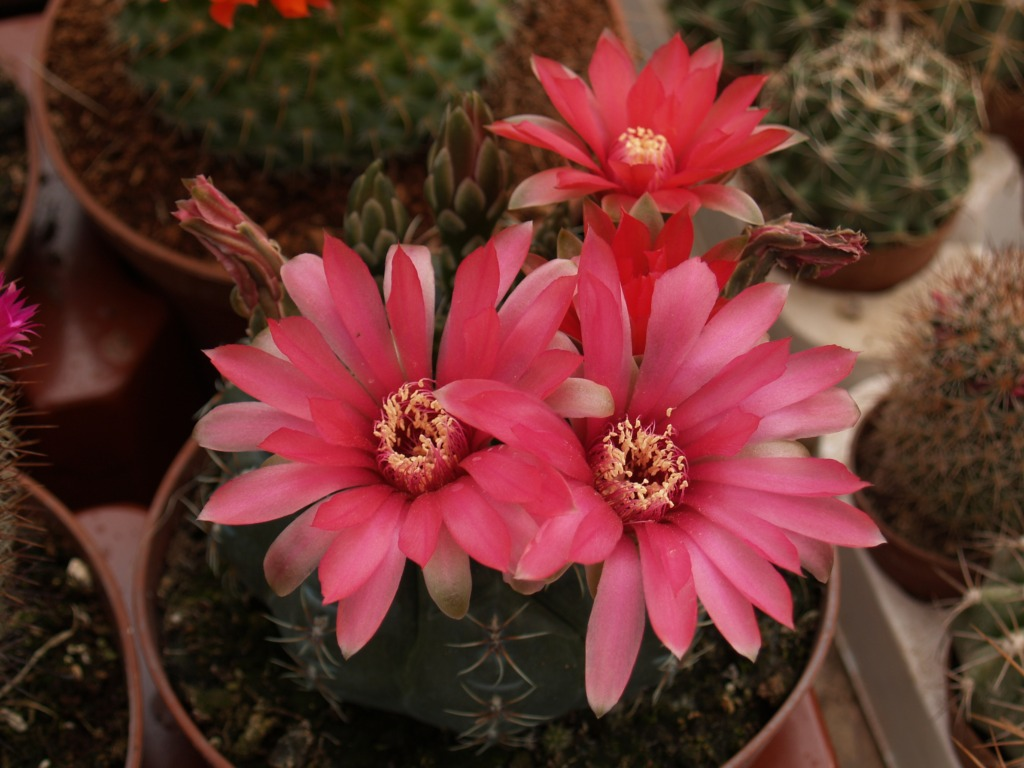
Gymnocalycium baldianum

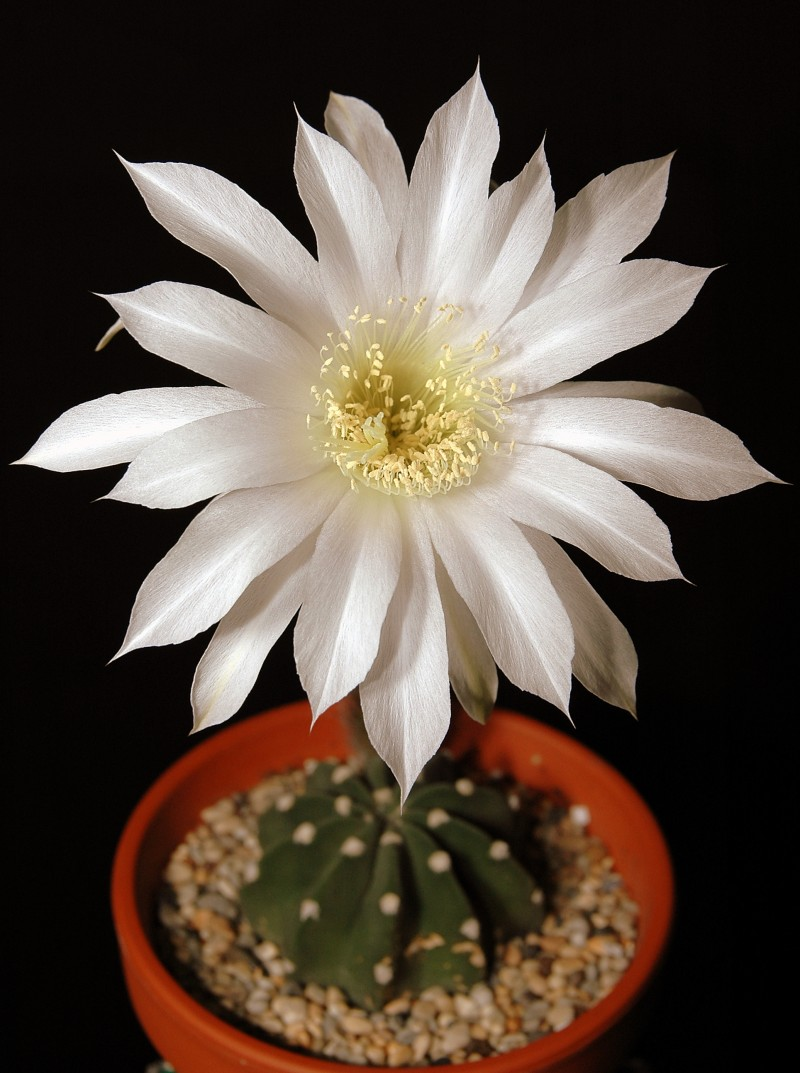
Echinopsis subdenudata

Кактусові (Cactaceae) — родина сукулентних рослин порядку гвоздикоцвітих (Caryophyllales). Поширені у пустелях, вирощуються як декоративні, зокрема кімнатні, та харчові рослини. Завдяки довгому корінню та товстим стеблам кактуси збирають вологу і здатні переживати великі посухи.

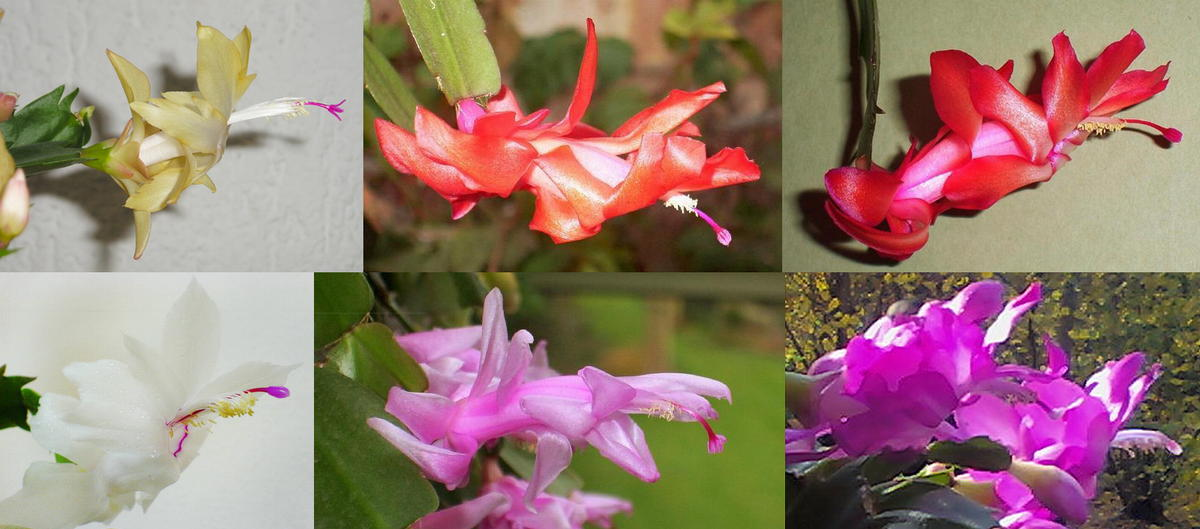
Шлюмбергера. Різновиди забарвлення квітів у гібридів.

Кактуси, з огляду на незвичайний зовнішній вигляд для європейців, привернули увагу ще перших колонізаторів Америки і були завезені до Європи як декоративні рослини вже у XVI столітті.
Перша відома колекція кактусів була зібрана в другій половині XVI ст. аптекарем Морганом у Лондоні. Надалі популярність цих рослин постійно зростала, чому сприяли і біологічні особливості багатьох кактусів — невибагливість до поливу і сухості повітря (останнє істотно при кімнатному вирощувані), легке вегетативне розмноження.
Рослини розселилися від вологих субтропіків до гірських схилів, де випадає сніг (види, вивезені з Чилі). Тому бажано знати, де саме батьківшина рослин і моделювати для них природні умови.
Деякі види поливають тільки влітку в період їх росту і скорочують поливи восени до 1 разу на місяць. Кактуси видів астрофітум астеріас і цефалоцереус сініліс взимку не поливають взагалі . Бажано надати їм спокій і навіть дати трохи підсохнути. Сухе і холодне утримання кактусів припиняє їх зростання і розвиток.
Види зігокактусів, рипсалісів, епіфіллумів — так звані епіфітні кактуси — походять з тропічних лісів, тому потребують тепла і вологи цілорічно. Зігокактуси полюбляють вологу, і влітку їхнє листя додатково збризкують водою.
Деякі кактуси ростуть в природі серед трави і звикли до напівтіні — чилійські види, білі маміллярії, астрофітуми. В кімнатному рослинництві їм забезпечують напівтінь і коротке сонячне освітлення.
Кактуси цікаві навіть без квітів завдяки своєму екзотичному вигляду, геометричним формам, голкам і різнокольоровому забарвленню. Однак їхні квіти — тендітні й несподівано ніжні — створюють особливий контраст. Більшість ребуцій, маміллярій і пародій починають квітнути вже на другий-третій рік утримання за сприятливих умов. Особлива група кактусів зацвітає вперше лише через десять і більше років, як це відбувається і в природі. Це:
- ферокактуси,
- ехінокактус Грузона,
- еріокактус Ленінгауза[7].

Пересаджування кактусів. Його щорічно потребують лише молоді рослини. Дорослі кактуси перевалюють у нові, більші горщики раз на 3-4 роки. Слід пам'ятати, що пересаджування кактусів сприяє їхньому пробудженню від сезонного спокою. Тому найкращий період для пересадки — кінець зими і початок весни. Ґрунти для пересадки готують восени та зберігають до весни.
Кактуси мають власних шкідників, серед них — коренева нематода (червець). Нематода пошкоджує як корені, так і поверхню кактуса, що полегшує діагностику. Ознаки наявності нематоди в горщику — поганий і тривалий розвиток кактуса та відсутність квітів. Пізньою весною або влітку кактус з нематодою виймають із горщика, вичищають ґрунт від нематод і пошкодженого коріння, саму рослину підсушують і після сушіння наново садять у здоровий субстрат (ґрунт) для укорінення. Поверхню пошкодженого кактуса також можна протерти й продезінфікувати горілкою або розведеним спиртом.

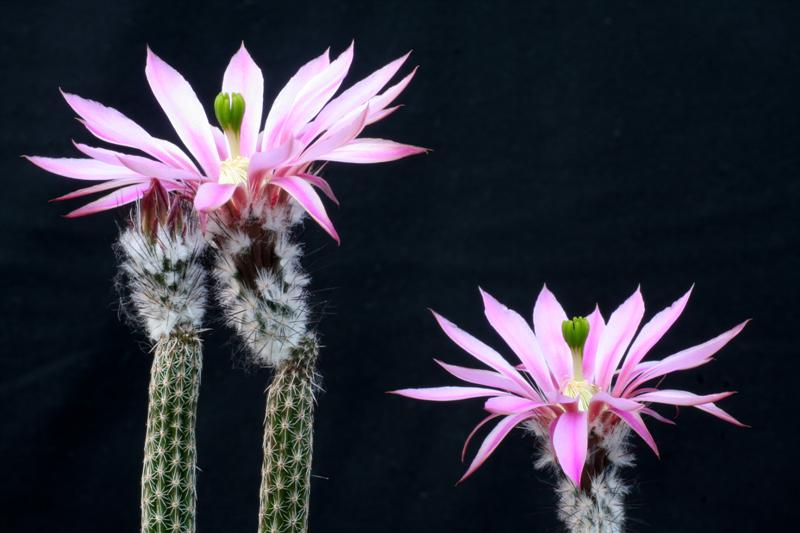
Echinocereus schmolii
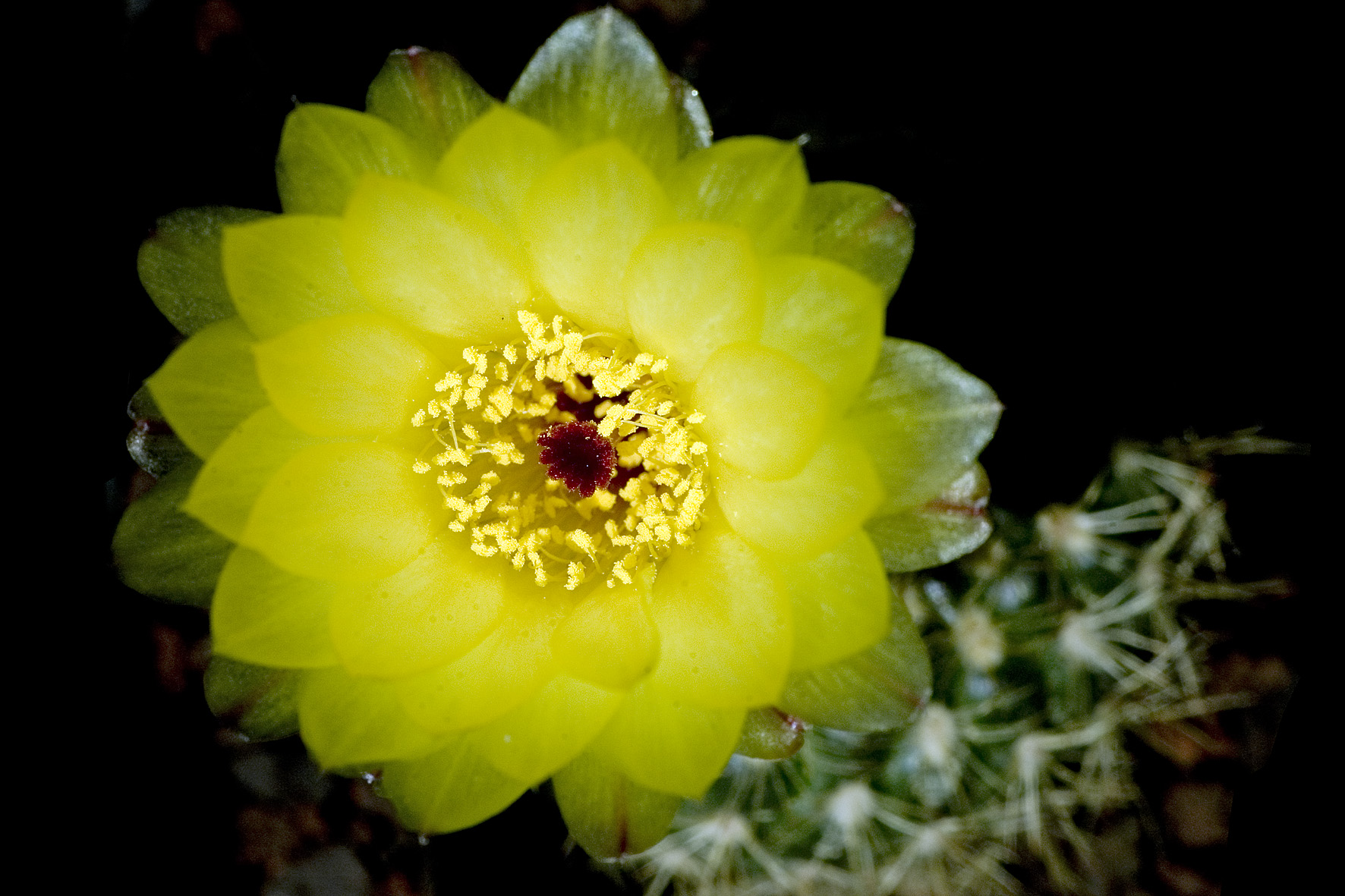
Parodia concinna
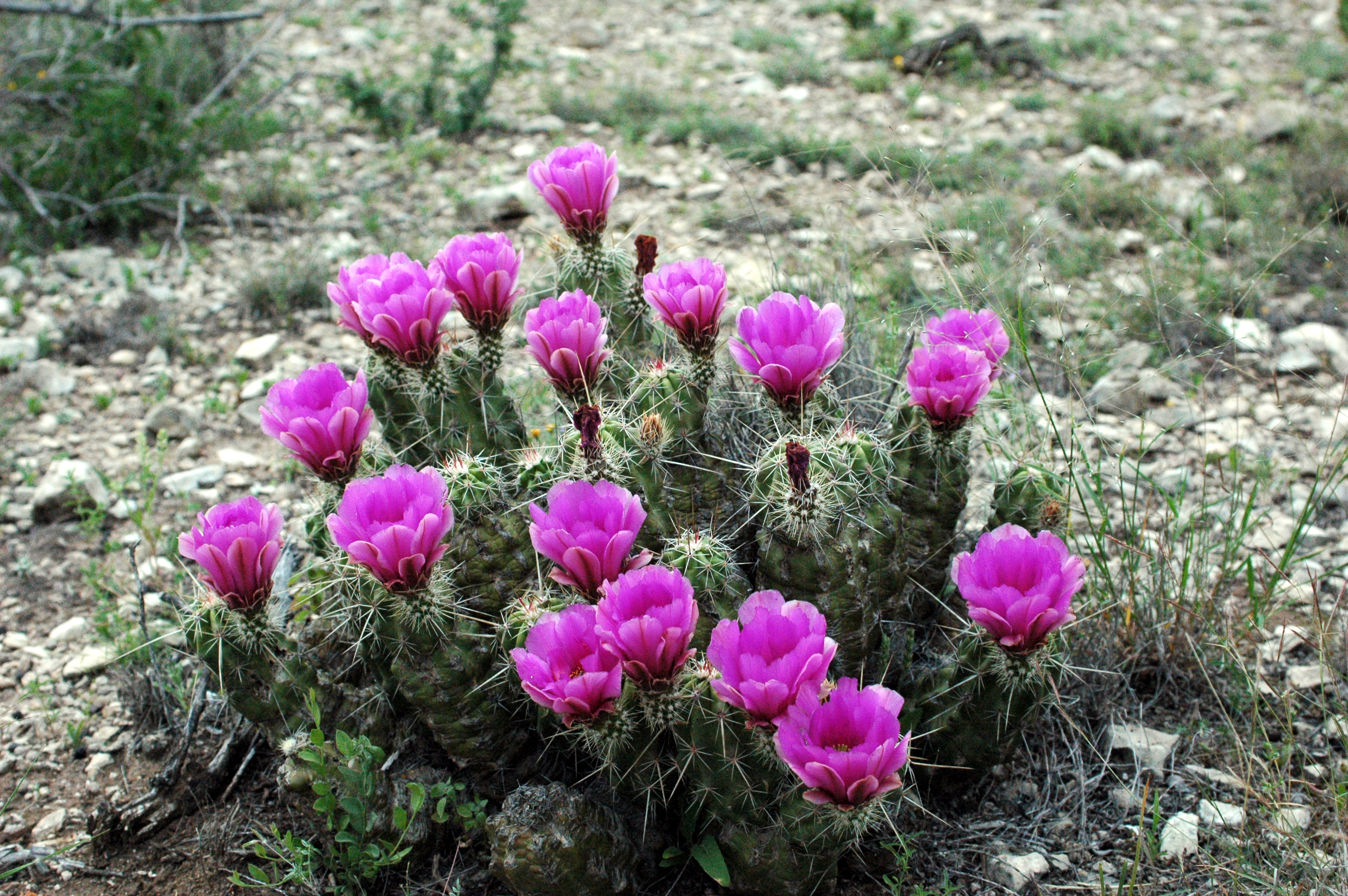
Echinocereus triglochidiatus (їжаковий цереус)
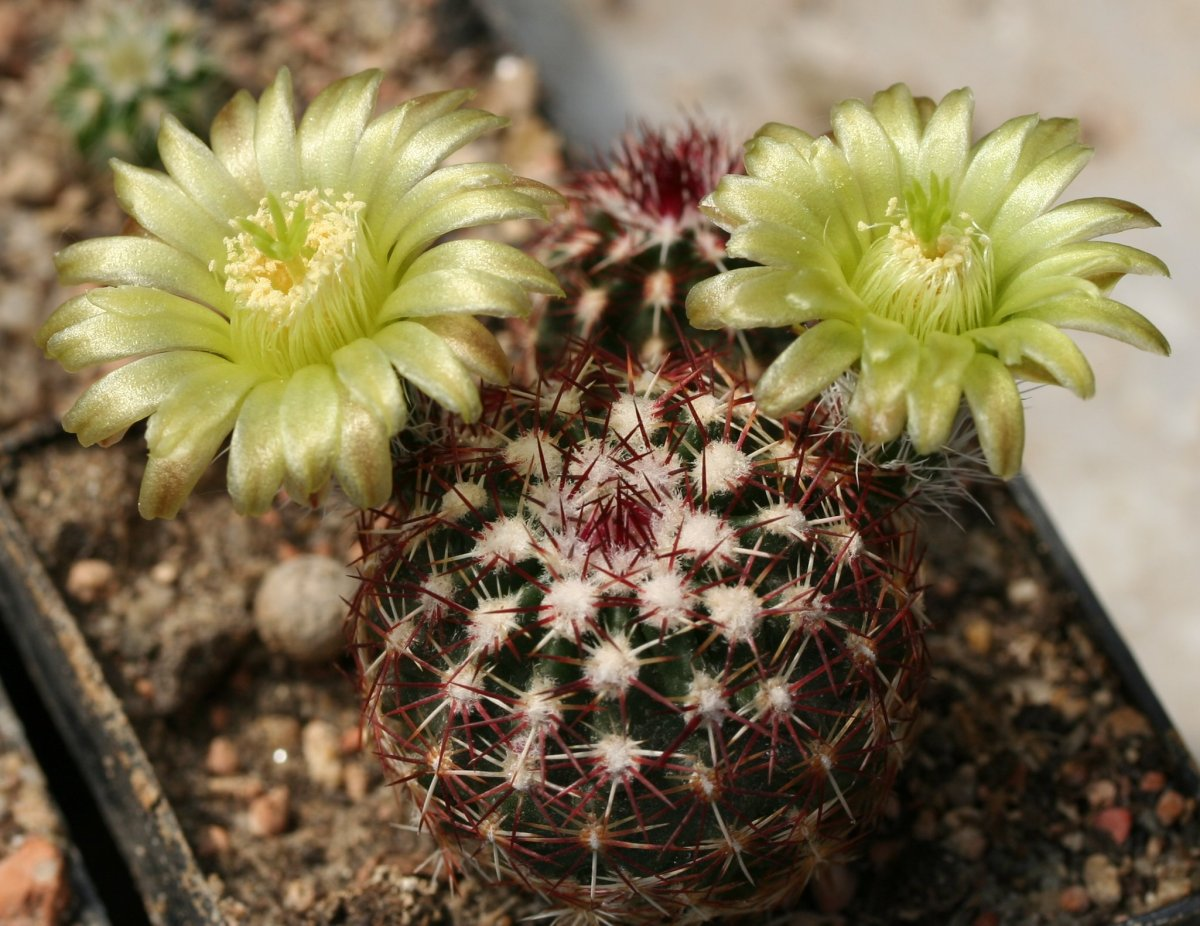
Ехіноцереус зеленоквітковий (Echinocereus triglochidiatus)
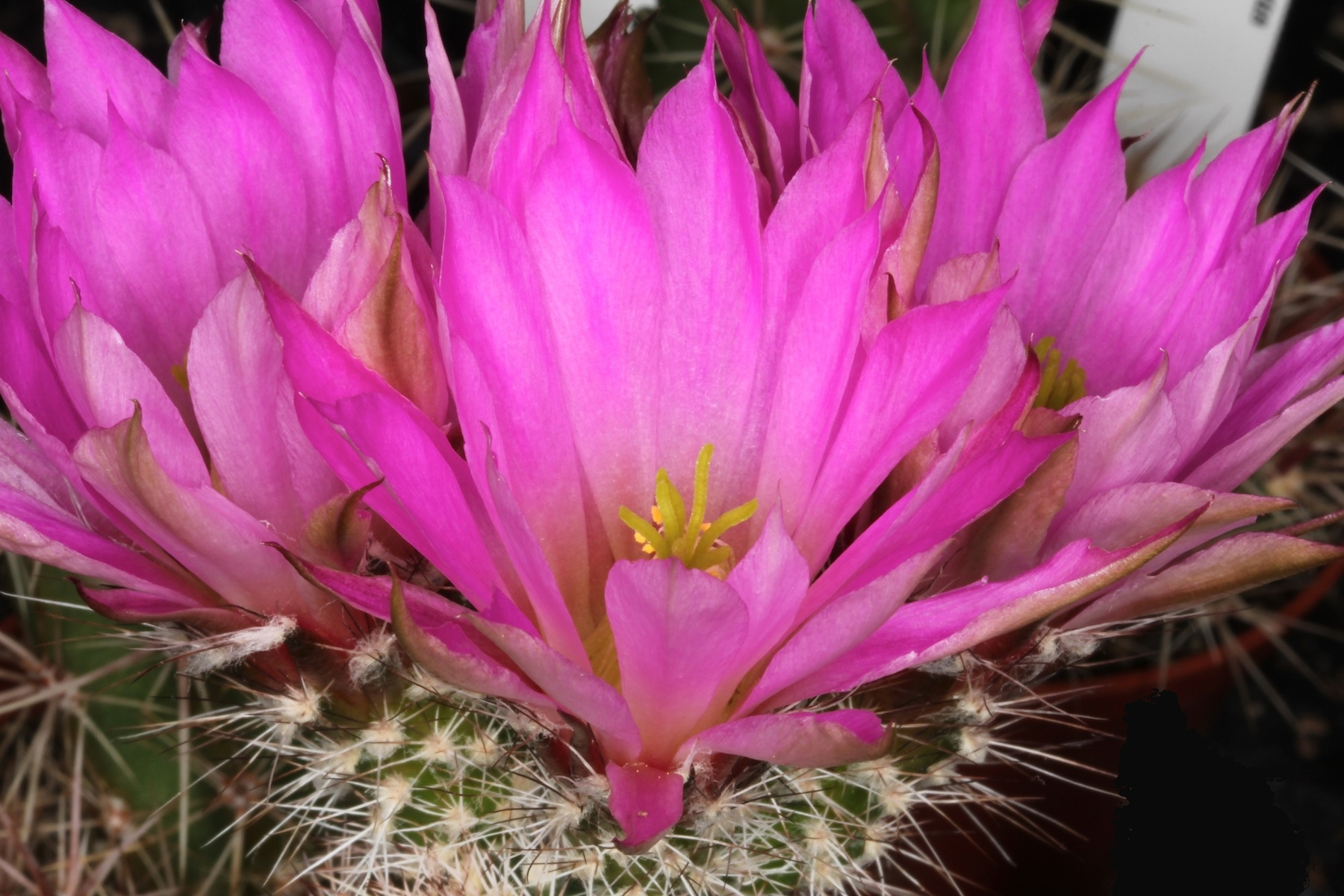
Echinocereus chisoensis
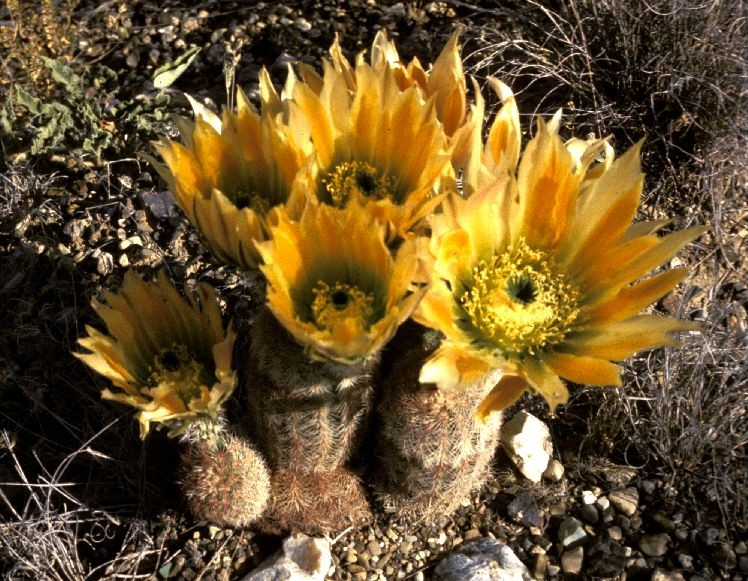
Echinocereus dasyacanthus
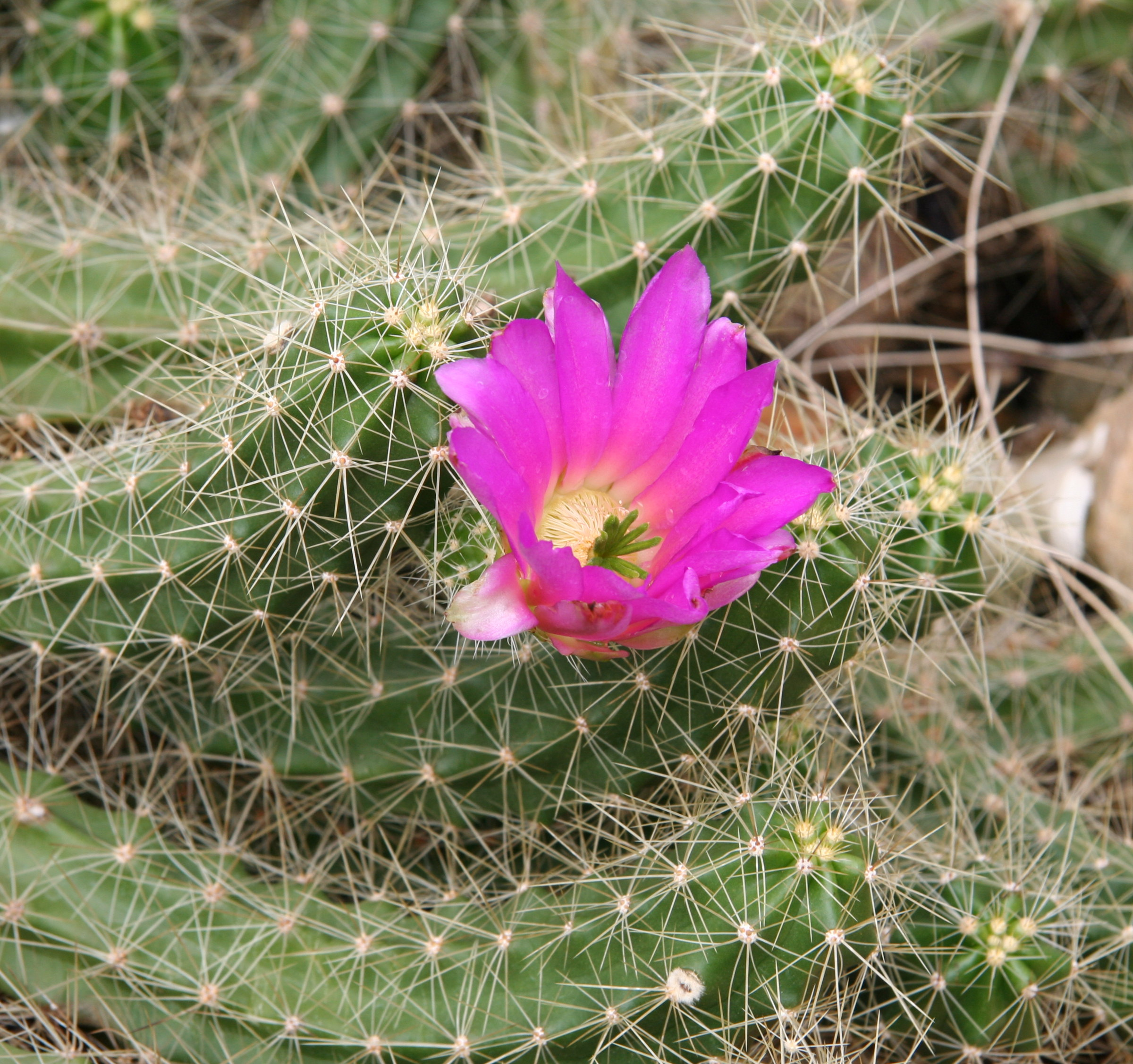
Echinocereus cinerascens
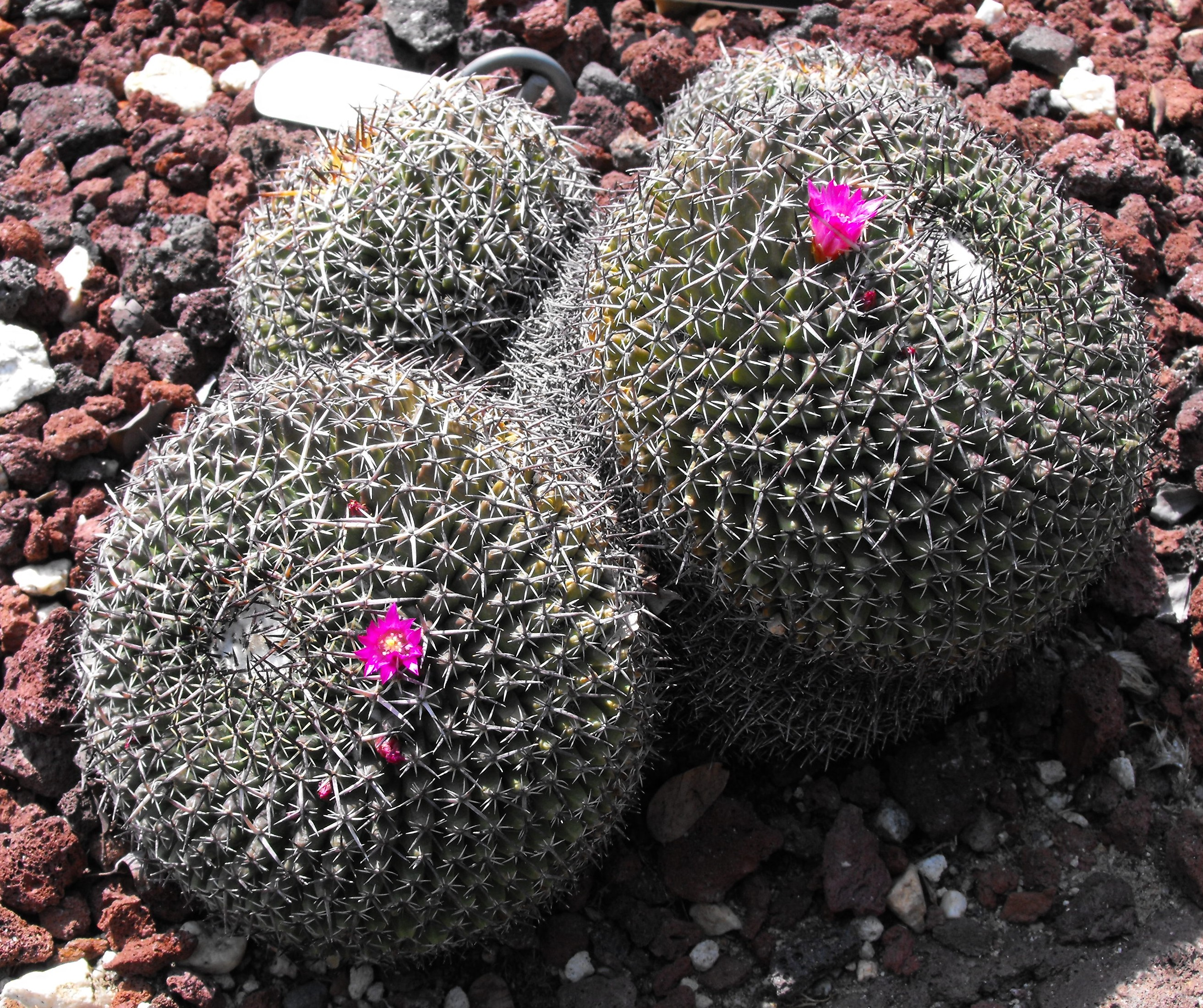
Mammilaria casoi
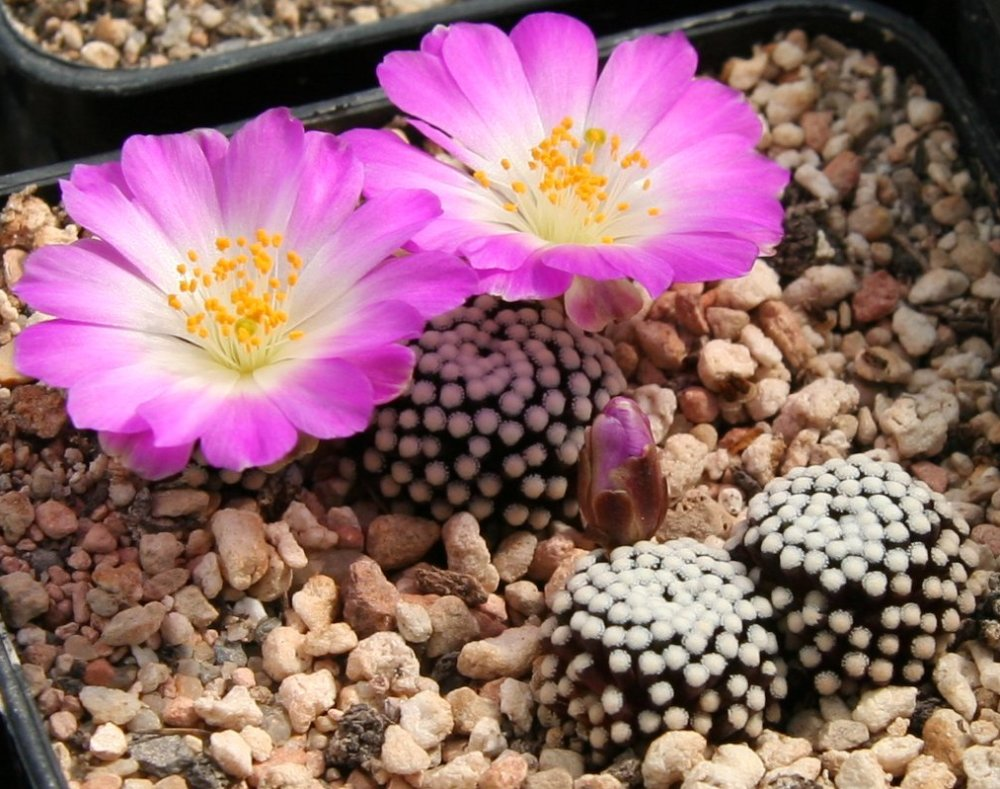
Mammillaria luethyi

## Верхові сади
Верхові сади або сади на дахах і галереях отримали поширення в добу бароко. Вони були обмежені розмірами галереї або даху, на якому їх створювали. Такий садок або створювали, виносячи рослини і квіти в горщиках, або утворюючи гідроізоляційний шар зі свинцю, який засипали шаром ґрунту, куди висівали квіти чи переносили кущі і навіть невеликі дерева.
Верхові сади XVII—XVIII століть у вельмож і королівських родин мали відверто геометричне, регулярне розпланування і рясно прикрашались стежками, квітами, садовими лавами, малими скульптурами або вазами, перспективи завершувалися особливими, мальованими художниками картинами.

## Зимові сади

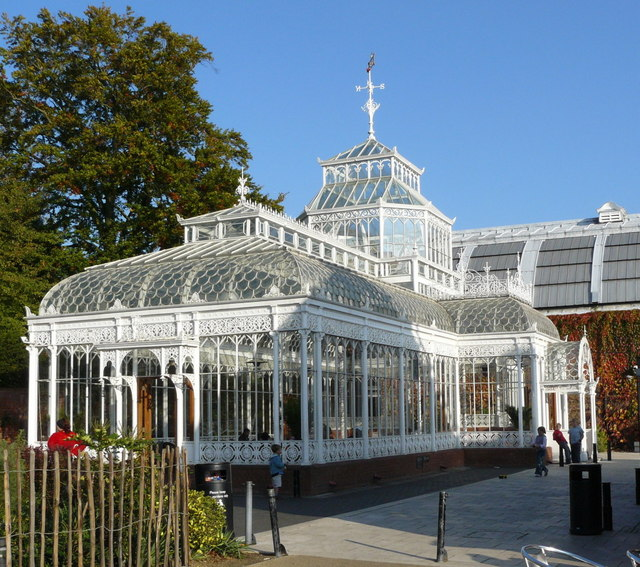
Зимовий сад, Горнман музей, Лондон.

Зимовий сад — західноєвропейський винахід, приміщення з металевим каркасом, скляним дахом або стінами, призначене для вирощування та збереження тропічних і субтропічних рослин у зимовий період.
Облаштування зимових садів тісно пов'язане із західноєвропейським технічним прогресом, використанням металевих конструкцій та великого скла. Висока вартість цих матеріалів на початковому етапі обмежувала можливість володіння зимовими садами вузькому колу заможних власників, які могли фінансово забезпечувати їх ремонт і утримання. Перші зимові сади були частиною палаців королівських родин або об'єктами всесвітніх виставок.
Так, відомий зимовий сад, облаштований у Зимовому палаці, резиденції російських імператорів у Санкт-Петербурзі. Зимові сади облаштовували для утримання пальм та інших кімнатних рослин. Не був винятком і зимовий сад в резиденції російських імператорів. Щоб його облаштувати, забрали частку площі верхового садка створеного ще за часів імператриці Катерини II. Перший палацовий зимовий сад створив архітектор Стасов В. П. ще 1838 року. Нове облаштування зимового саду створили за проєктом архітектора А. Штакеншнейдера на тій же площі. Зала зимового саду під скляним дахом мала висоту двох поверхів і сполучалася із Північним павільйоном Малого Ермітажу власним балконом на металевих кронштейнах. На гідроізоляційний шар насипали ґрунт, куди висадили екзотичні квіти і кущі, в центрі створили фонтан з білого мармуру та декілька скульптур. Зимовий сад проіснував до кінця 19 ст., коли 1893 року розпочали новий ремонт. Тоді створили бетонне склепіння першого поверху та нові жолоби для рослин. Міняли ґрунт і надто великі рослини на менші. Зимовий сад був знищений і його вигляд відомий завдяки акварелям, створеним свого часу Е. П. Гау.
Здешевлення коштовних матеріалів та їх значне промислове виробництво у XIX ст. розширило коло споживачів за рахунок привілейованих станів суспільства і перестало вважатися екзотикою. У XX столітті зимові сади стають приналежністю офісів та родин середнього класу у вигляді скляних веранд, атріумів, критих скляних переходів, прибудов-альтанок тощо.

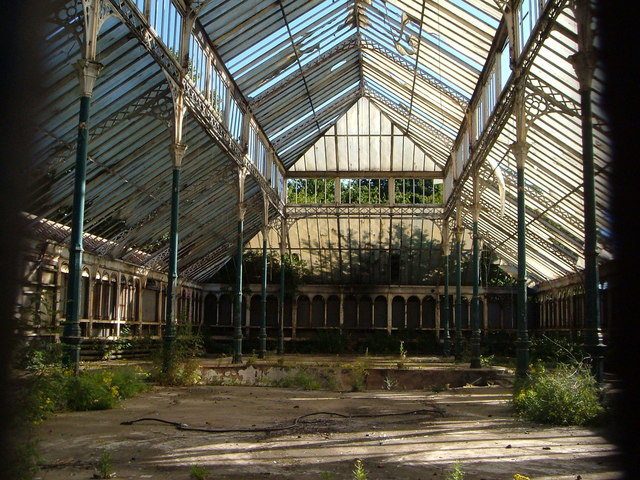
Покинутий зимовий сад Стенлі парку,  1899 р. Британія.
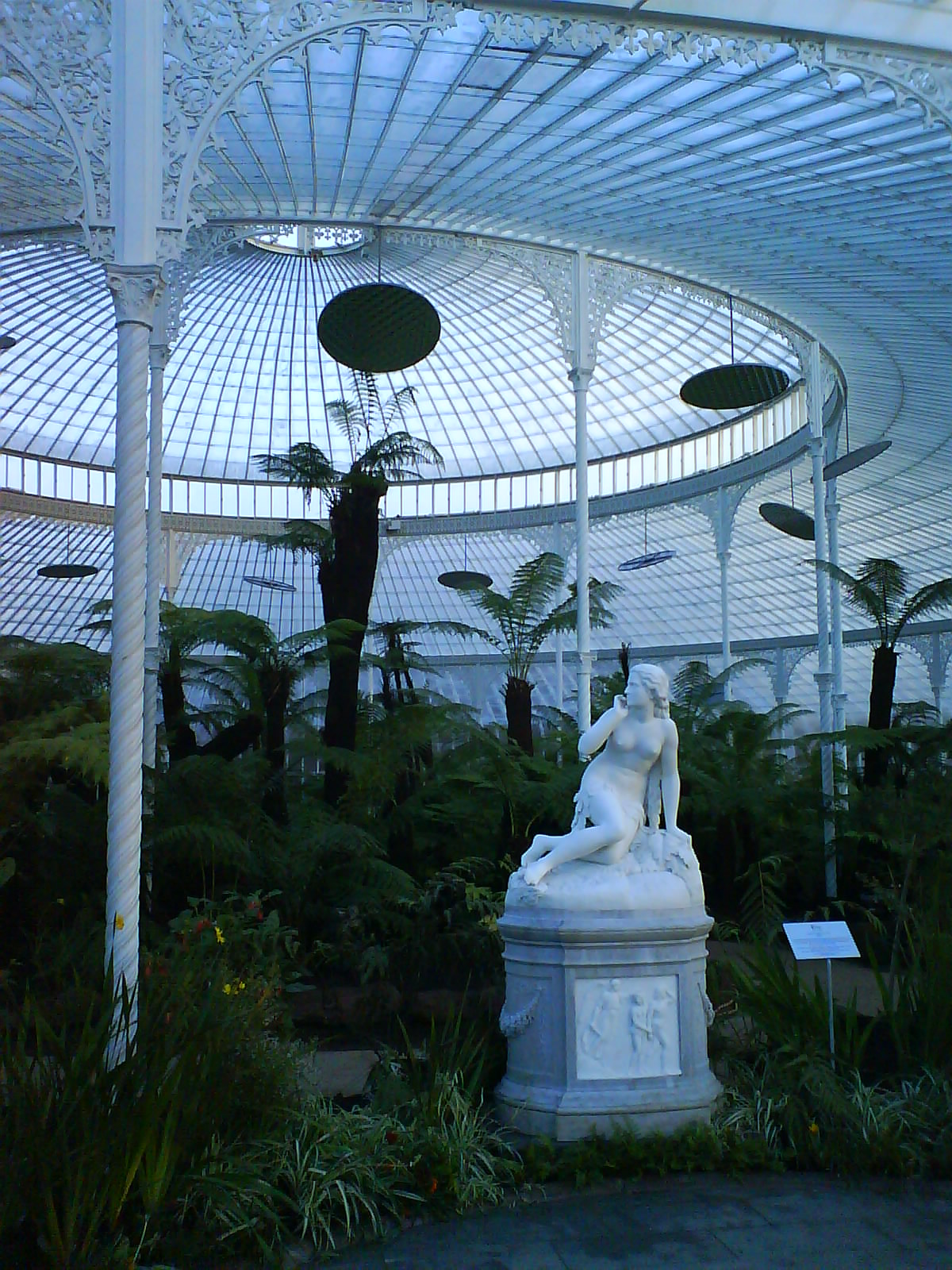
Зимовий сад Кіббл палацу.
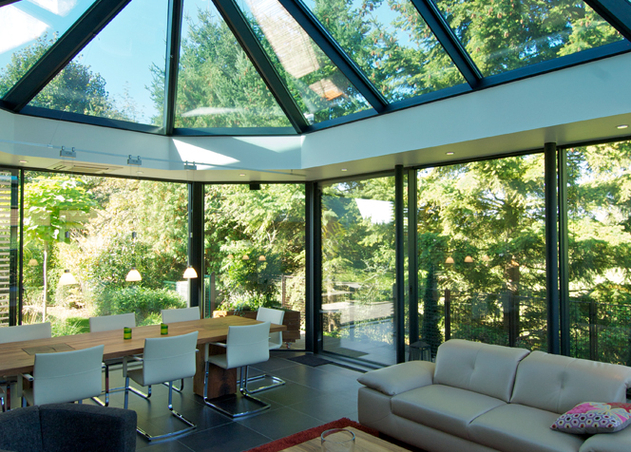
Скляна веранда

## Оранжерея

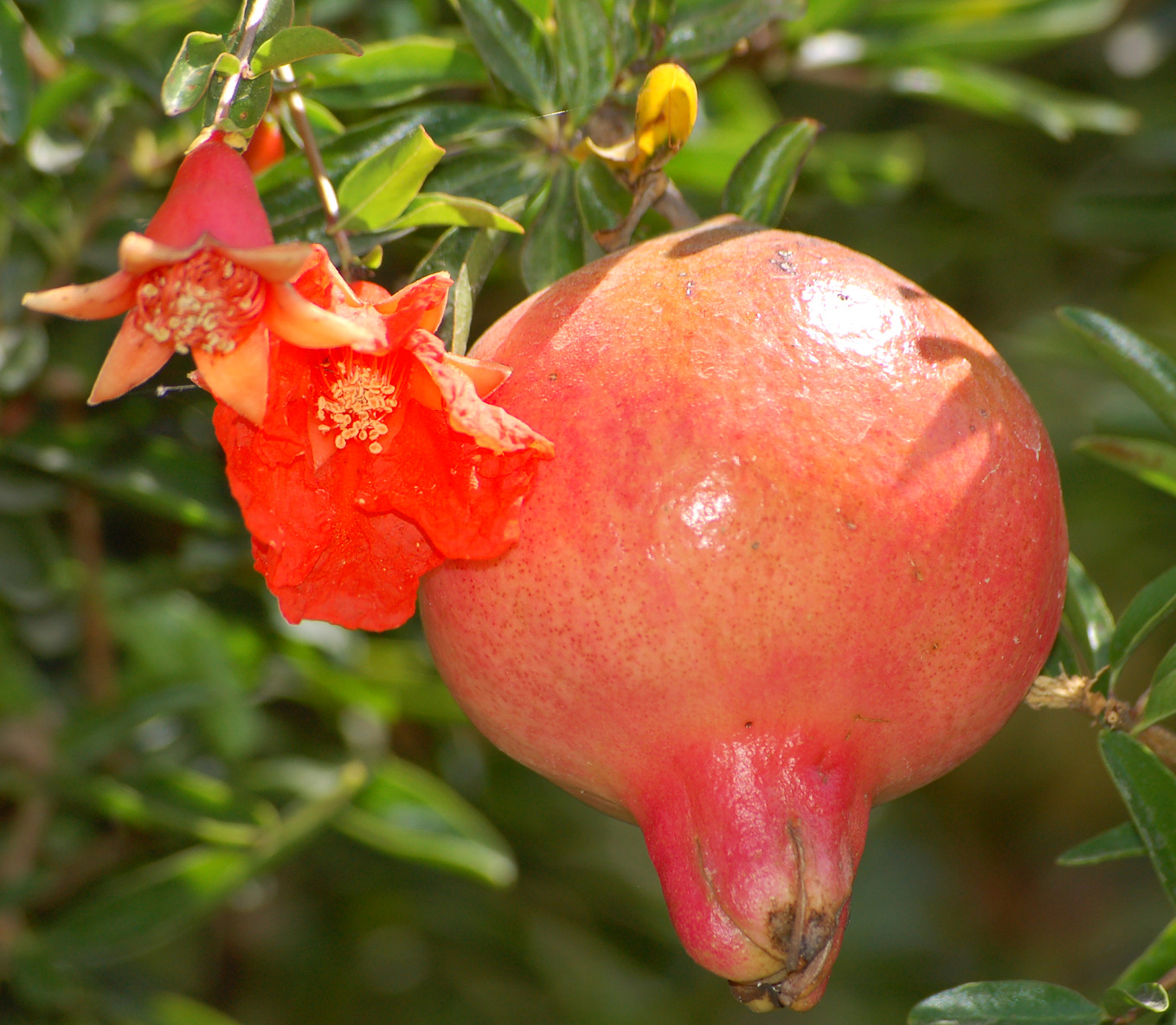
Квіти граната звичайного і плід

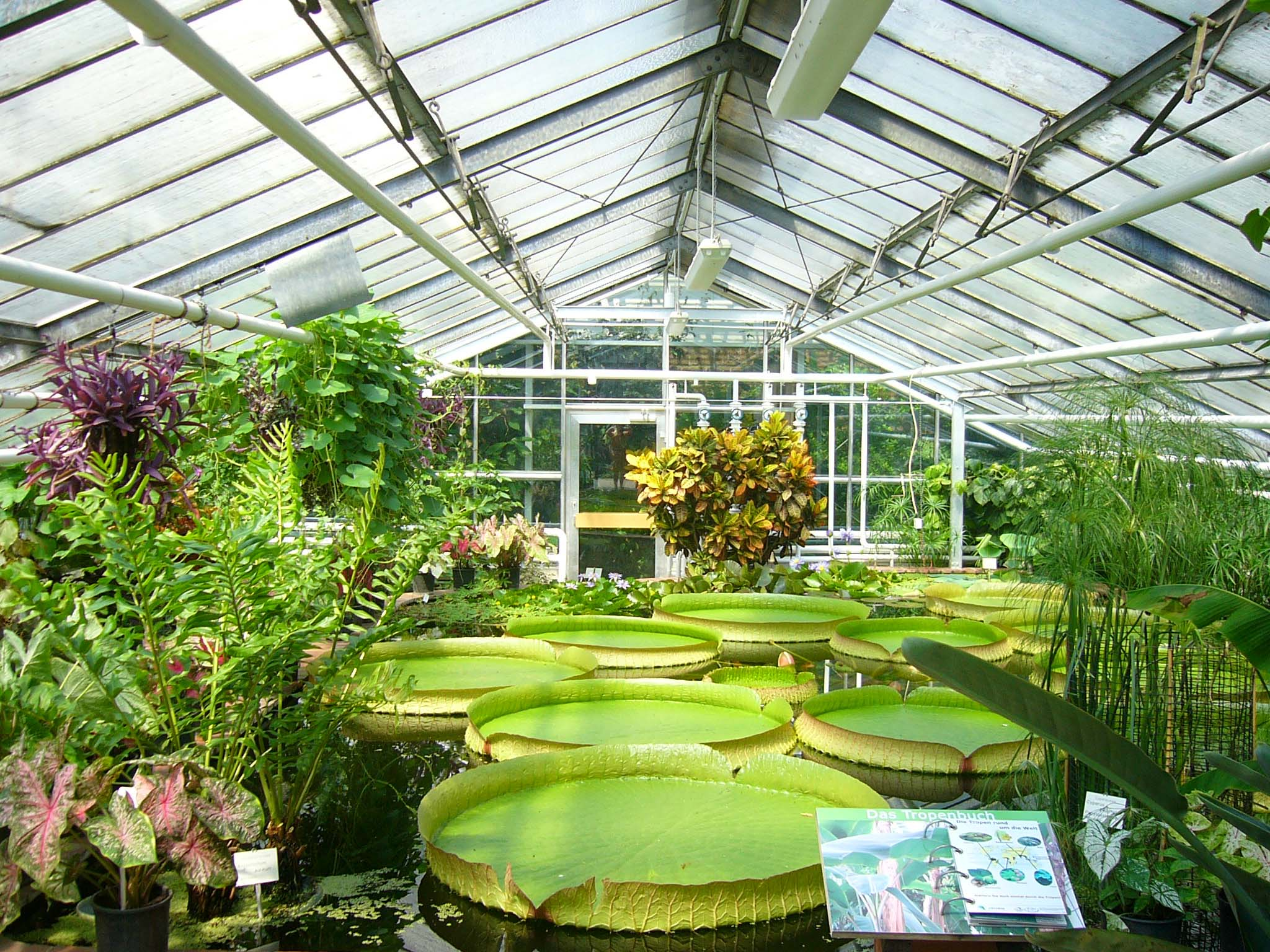
Оранжерея ботанічного саду, Брауншвейг, Німеччина

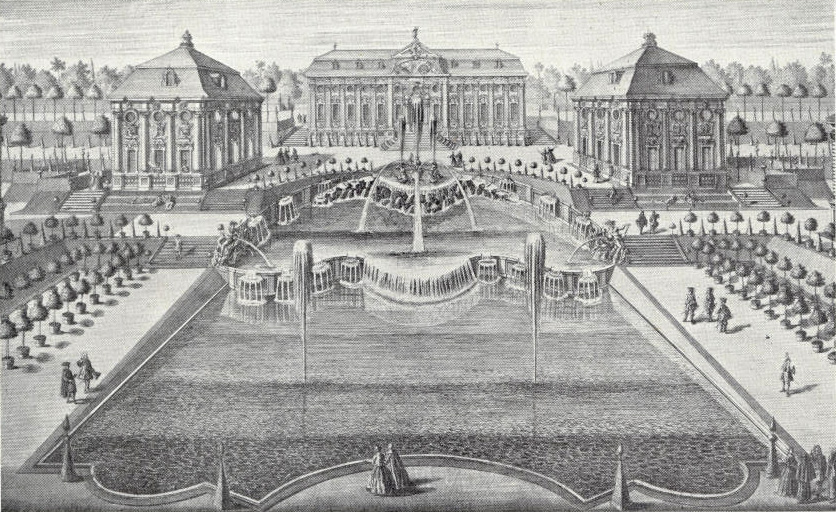
Майнц, Німеччина. Каскад і оранжерея в садибі Фаворіте, гравюра Саломона Крейна, 1726 рік.

Оранжере́я — будівля зі штучним кліматом для вирощування рослин. Назва походить від французького «orangerie» (апельсин), що пояснює первинне використання оранжерей — вирощування цитрусових. Оранжереї звичайно будують з прозорого скла або пластика і використовують для вирощування сільськогосподарських та декоративних рослин. Клімат в сучасних оранжереї забезпечується шляхом підтримки необхідних значень температури, освітлення та вологості відповідно до вимог певної культури та періоду її вегетації. Режим освітлення забезпечується додатковим освітленням з використанням ламп зі спектром, наближеним до сонячного (так звані «фітолампи»). Вологість в оранжереї підтримують внесенням води в ґрунт (полив), штучного дощу, а також за рахунок вентиляції. Температурний режим підтримують за рахунок повітряного або водяного обігріву. Системи повітряного обігріву використовуються в невеликих оранжереях і при невеликій різниці температур в- та ззовні оранжереї, системи водяного обігріву — в великих оранжереях та при значній різниці температур.
Оранжереї відомі з доби бароко. Регулювання освітлення, вентиляції та опалення були примітивні. Видовжений блок оранжереї мав ґрунти чи ряди рослин в горщиках, за якими робили печі для опалення. Оранжереї слугували як для вирощування квітів, так і фруктів чи винограду в країнах помірного чи холодного клімату, несприятливого для більшості тропічних чи субтропічних рослин. Тим не менше деякі багатії мали значні колекції рослин у власних парках і оранжереях. Адже ботаніка була довгий час улюбленою наукою вельмож, садівників і науковців вісімнадцятого століття.
Уславились своїми розмірами та значенням і оранжереї в парку Версаль, в резиденції Петергоф, в підмосковних садибах російських вельмож — Кусково, Горенки, в садибі Прокофія Акинфійовича Демидова тощо.
Оранжереї були тісно пов'язані з кімнатним рослинництвом і садами в теплу пору, куди виносили квіти і деревця в горщиках влітку.

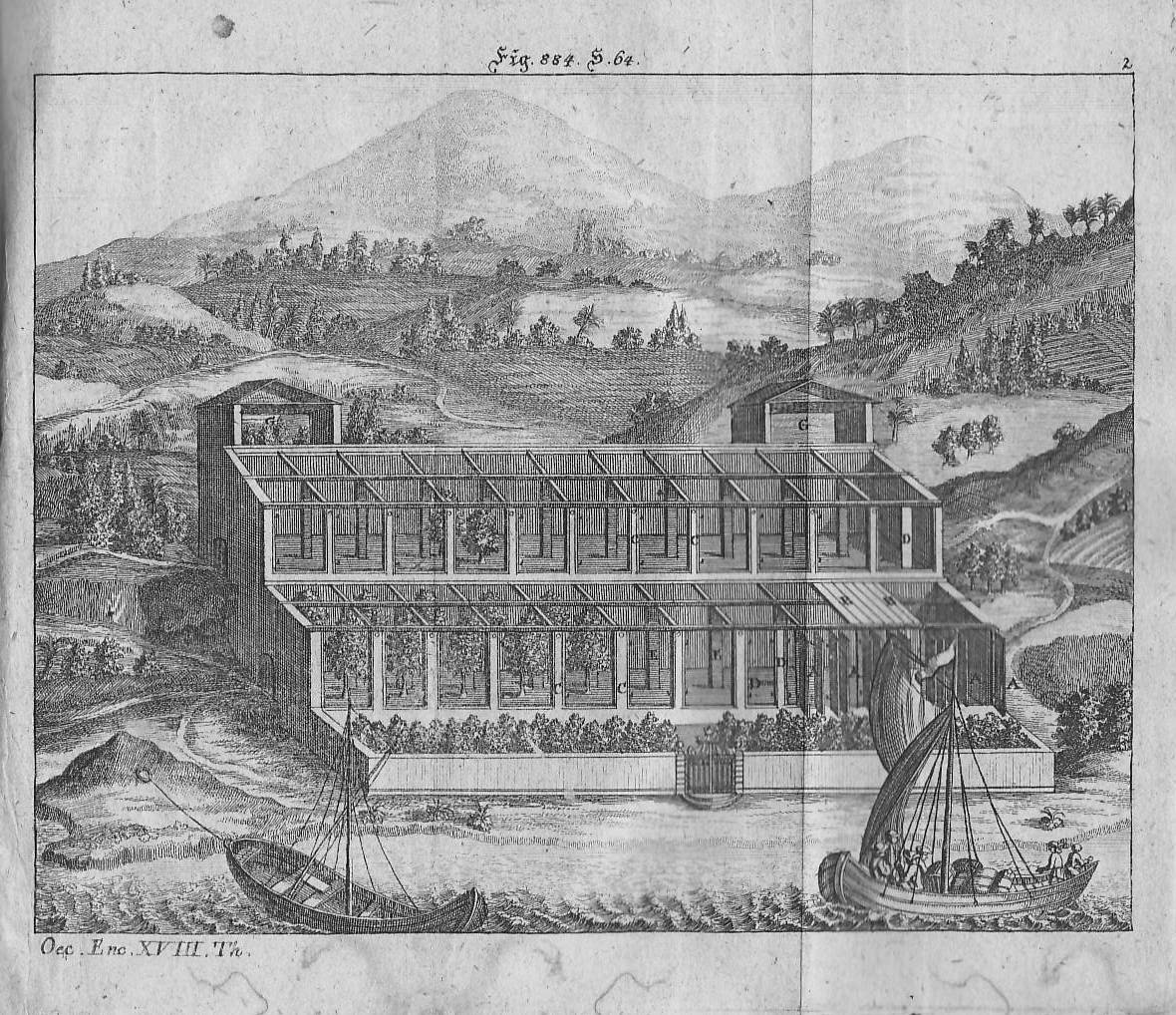
Спрощений варіант оранжереї, гравюра 1779 р.
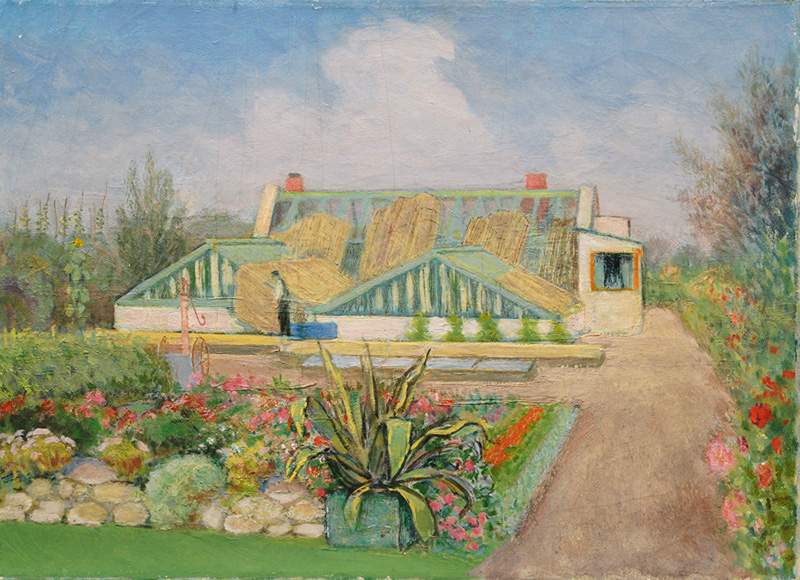
Худ. Пауль Кайзер. «Оранжерея»
Архітектор Доменіко Жилярді. Проект і план оранжереї для дворянської садиби Кузьмінки.
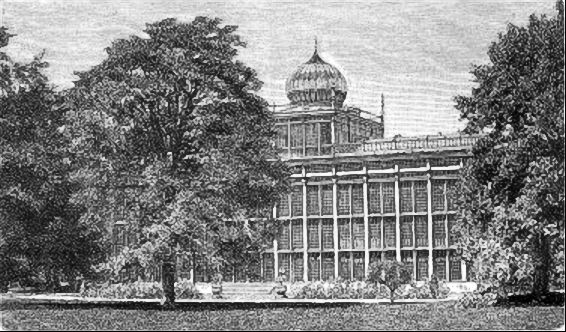
Оранжерея для пальм неподалік Берліна, 1880 р.
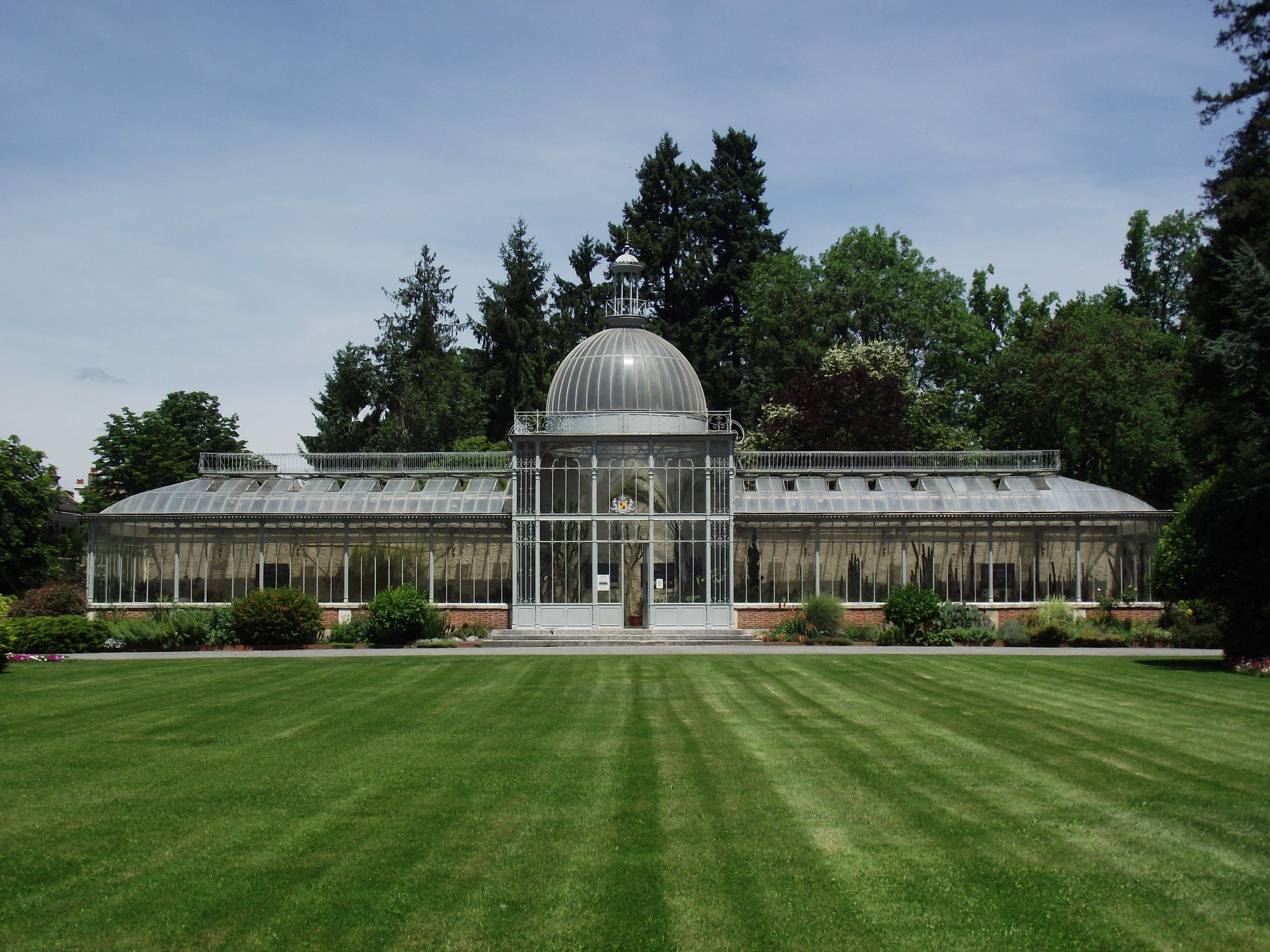
Оранжерея в саду Massey, Франція.

## Бонсай та суїсекі в Японії

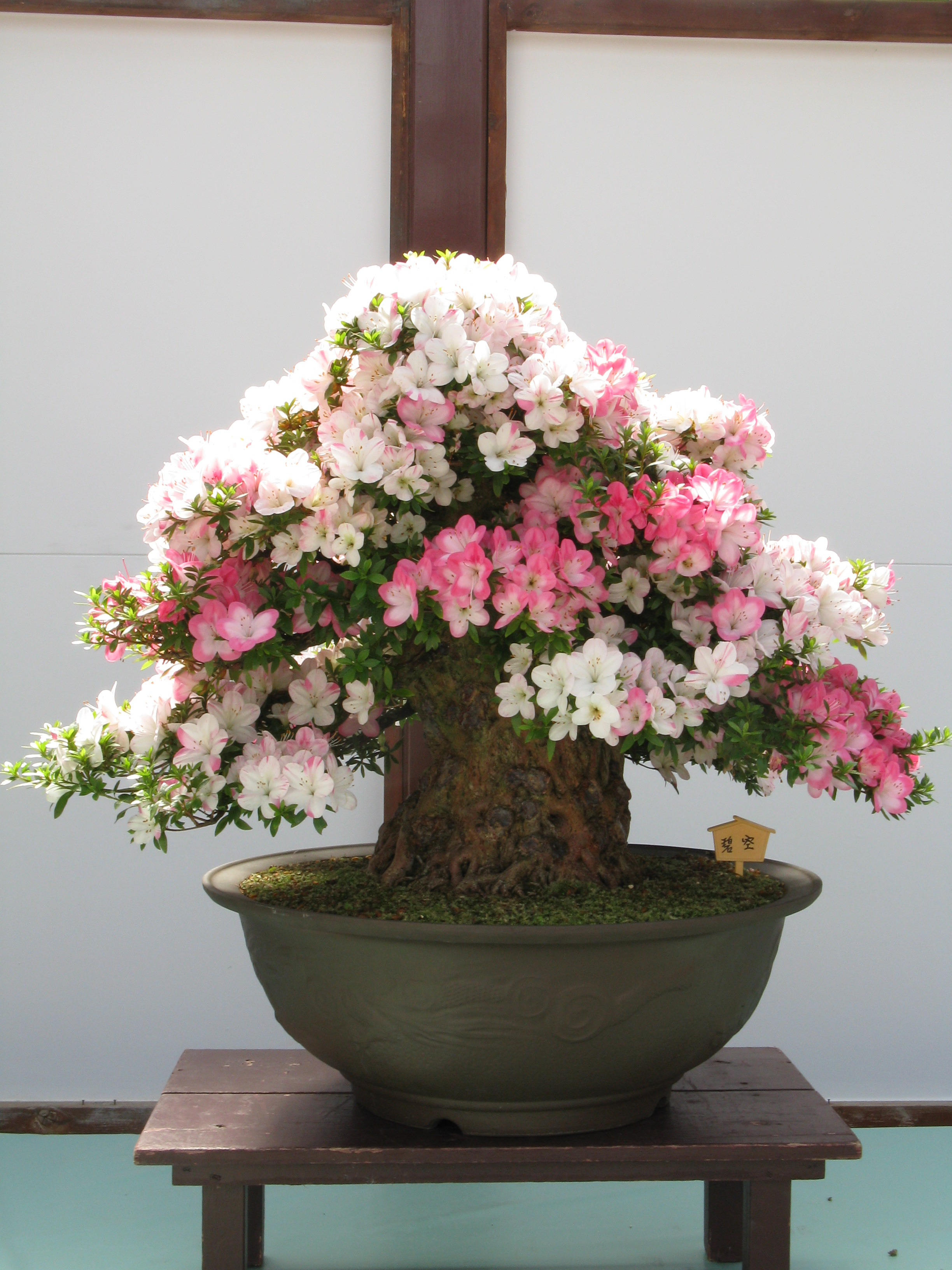
Бонсай. Квітучий рододендрон

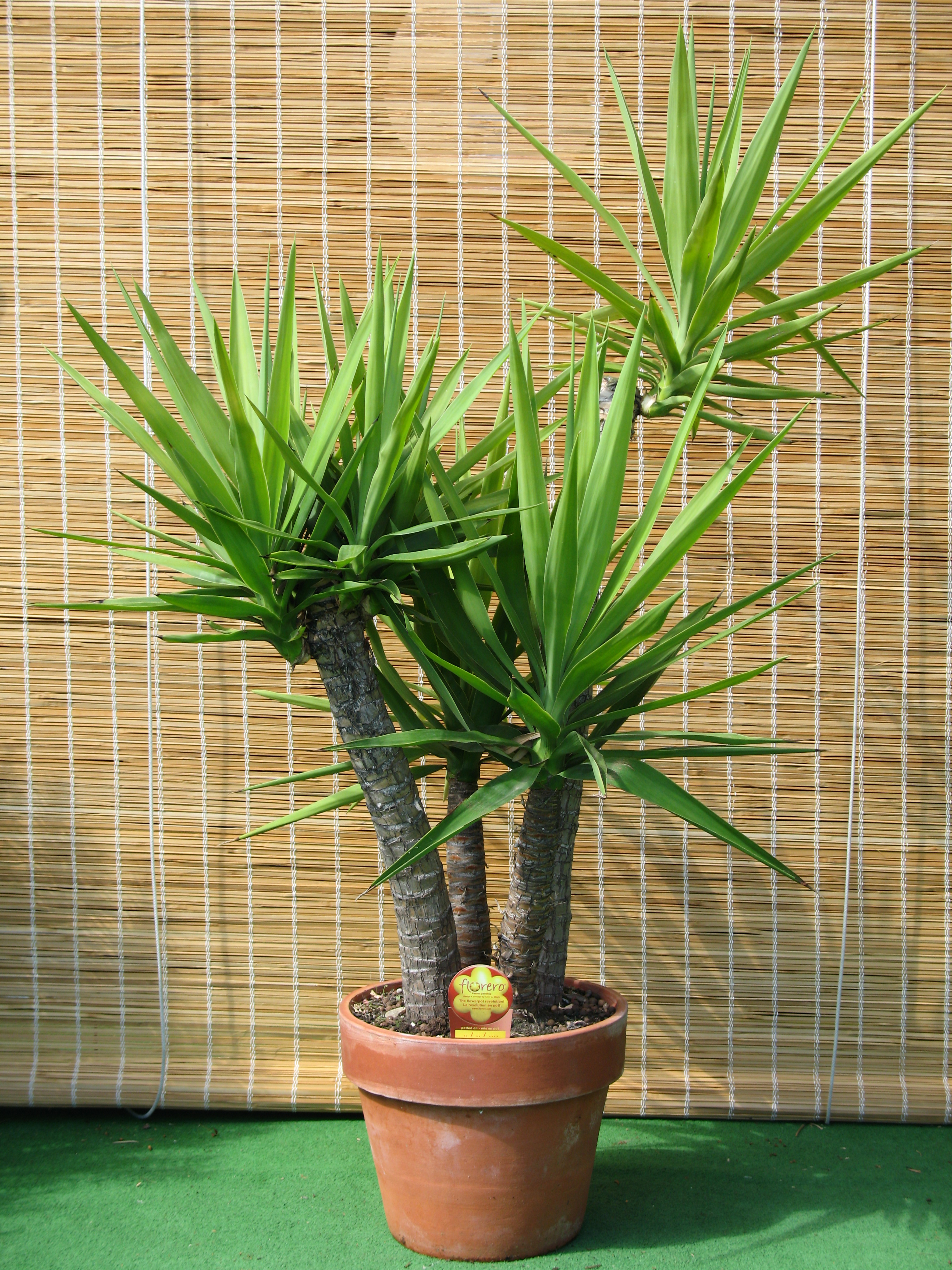
Юкка уславлена

Особливі національні форми отримало кімнатне рослинництво в Японії. Мініатюризація, така притаманна добробуту японців, просякнула і сформувала такі мініатюрні форми кімнатного рослинництва як
- бонсай
- суїсекі

Бонсай (яп. 盆栽, «рослина на таці») — мистецтво вирощування карликових дерев у невеликих ємностях.
Авторство ідеї бонсай належить не Японії, а Китаю. Японці багато чого запозичили з багатого досвіду китайської культури, але все запозичене пропустили через національні традиції. Існують різні думки з приводу дати започаткування цього мистецтва-садівництва; за різними твердженнями початок своєї історії воно отримало близько 4000 років тому.
Не кожне деревце в низькому контейнері є бонсай, японські традиціоналісти обмежують список видами: азалія, клен, рододендрон, сосна, ялівець, ялина.
Бонсай поширений і в європейських культурах, де використовуються як екзотичні, так і місцеві рослини, серед яких — береза, вільха, глід, дуб, клен, модрина, ялівець. Особливо годяться малі або затримані в рості рослини. Мистецтво бонсай розраховане на дуже терплячих і оптимістично налаштованих осіб. Адже доведеться роками чекати на готову форму рослини в бонсай, підрізати і підживлювати її, поливати та роками стримувати зростання рослини тощо.
Суісекі — створення мініатюрних ландшафтів на таці. Це той же бонсай, але з декількома рослинами і додатками каміння вишуканої форми, піску, іноді знову ж таки мініатюрної скульптури.
В Європі, продаючи будинок і земельну ділянку, володар втрачає і сад. Тіснява забудови в Японії спонукає до відсутності саду як такого або ж до його обмеження декількома рослинами. Приватний сад в Японії асоціюється з бонсай та з суїсекі, тобто кімнатними рослинами. Продаючи будинок, володар перевозить із собою і сад, всі свої бонсаї та суїсекі. Зазвичай вони мають поважний вік до 60 чи 100 років і є родинною реліквією. Є бонсай, над яким пропрацювало вже п'ять поколінь садівників. Це можливе лише за умов сталої національної традиції кімнатного рослинництва.